# Église Saint-Rémi d'Asnières-sur-Oise
Pour les articles homonymes, voir Église Saint-Rémi.
L'église Saint-Rémi est une église catholique paroissiale située à Asnières-sur-Oise, en France. Elle se situerait à l'emplacement d'un oratoire primitif, bâti au VIe siècle à un emplacement désigné par saint Rémi lui-même. L'église d'Asnières-sur-Oise, sans doute déjà dédiée à saint Rémi, est donnée à l'abbaye de Saint-Denis en 775, et la paroisse est mentionnée dans un acte de 907. Un nouveau chœur roman est édifié sans doute au premier quart du XIIe siècle. Ses deux premières travées, voûtées en berceau, existent toujours et représentent la partie la plus ancienne de l'église actuelle. À la première période gothique, la nef est reconstruite avec des arcades en tiers-point retombant sur les chapiteaux de crochets de piliers cylindriques, sans voûtement, puis l'abside romane est remplacée par deux nouvelles travées avec un chevet à pans coupés, curieusement voûtées d'arêtes. Le clocher-porche doit dater de la même époque, et est considéré comme l'élément le plus intéressant de l'église. Par la suite, à la fin du XIIe siècle et au début du XIIIe siècle, deux chapelles latérales sont ajoutées au nord et au sud du chœur, qui sont les seules parties de l'église à avoir bénéficié d'un voûtement d'ogives. La première travée de la chapelle du nord, qui est la chapelle seigneuriale, a encore été modifiée à la période gothique flamboyant. En 1792, l'église reçoit le retable de l'abbaye de Royaumont, flanquée de deux colonnes de marbre. Dans son ensemble, l'église Saint-Rémi se remarque moins pour sa qualité architecturale, même si le chœur n'est pas sans originalité, que comme témoin précieux de l'architecture religieuse en pays de France au XIIe siècle, époque peu représentée parmi les églises aujourd'hui conservées. En plus, un mobilier riche et varié ajoute au charme de l'église, qui est bien entretenue et accueille encore une célébration eucharistique presque chaque dimanche. L'église est inscrite monument historique depuis 1985.

## Localisation
L'église est située en Île-de-France, dans le nord du département du Val-d'Oise, près de la rive gauche de l'Oise, en pays de France, sur la commune d'Asnières-sur-Oise, rue Pierre-Brossolette / rue du Crocq. Asnières-sur-Oise fait partie du Parc naturel régional Oise-Pays de France et est limitrophe du département de l'Oise. C'est sur son territoire municipal que se situe l'ancienne abbaye de Royaumont. L'élévation de l'église est alignée sur la rue Pierre-Brossolette, qu'elle suit avec une certaine distance, et domine la place du village où se regroupent la plupart des commerces de proximité. La façade occidentale avec le clocher et les deux portes d'entrée donnent sur l'étroite rue du Croq, qui monte vers la forêt de Carnelle. L'élévation sud est longée par la ruelle Bovin, et un peu plus haut, un parking public a été aménagé. Au nord et au sud, les haies qui cachaient en partie la vue sur l'église ont été abattues, et le monument est désormais bien mis en valeur. Seul le chevet est enclavé dans des terrains privés, mais un étroit passage permet néanmoins de faire le tour de l'édifice.

## Historique

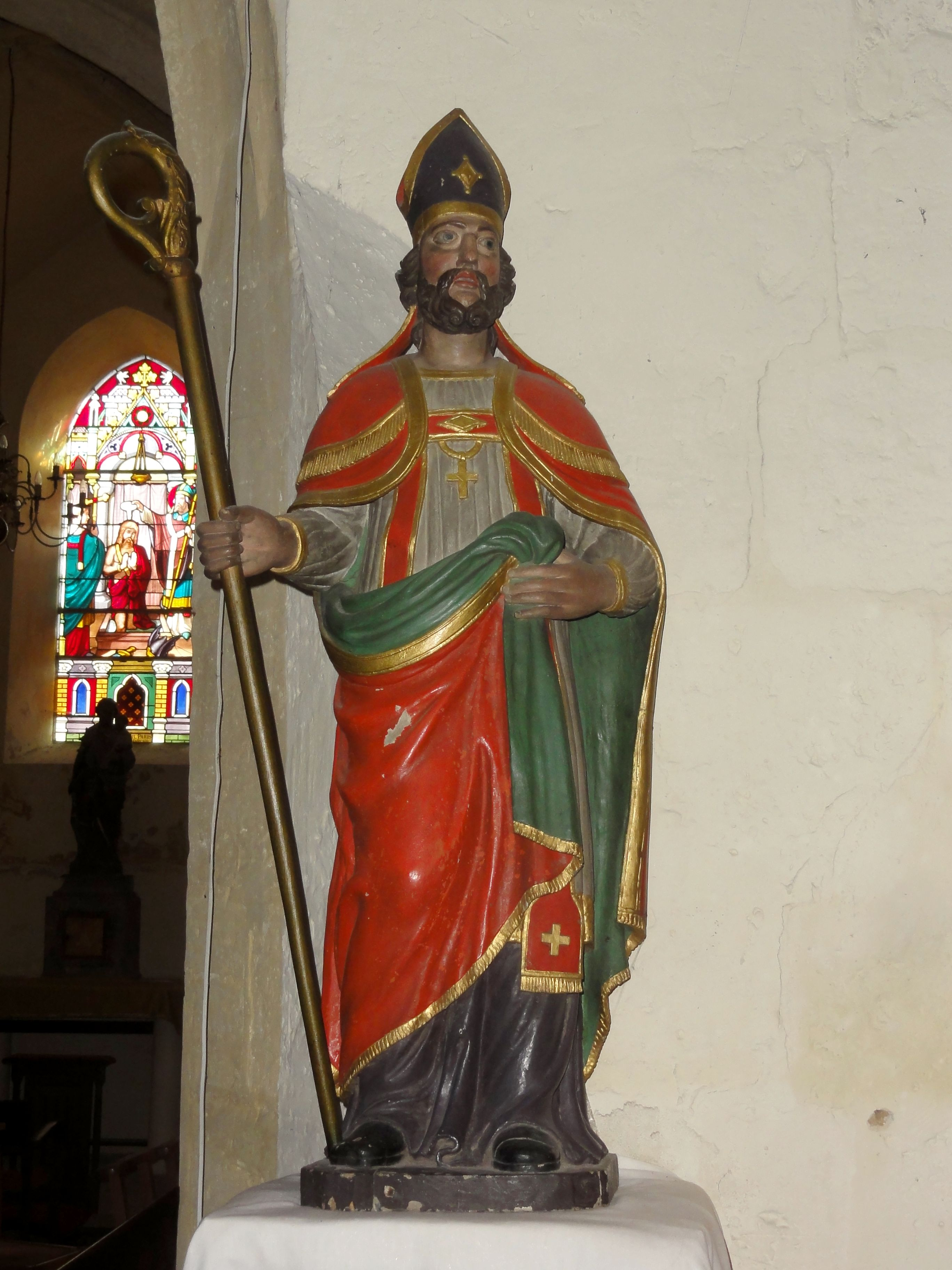
Statue de saint Rémi.

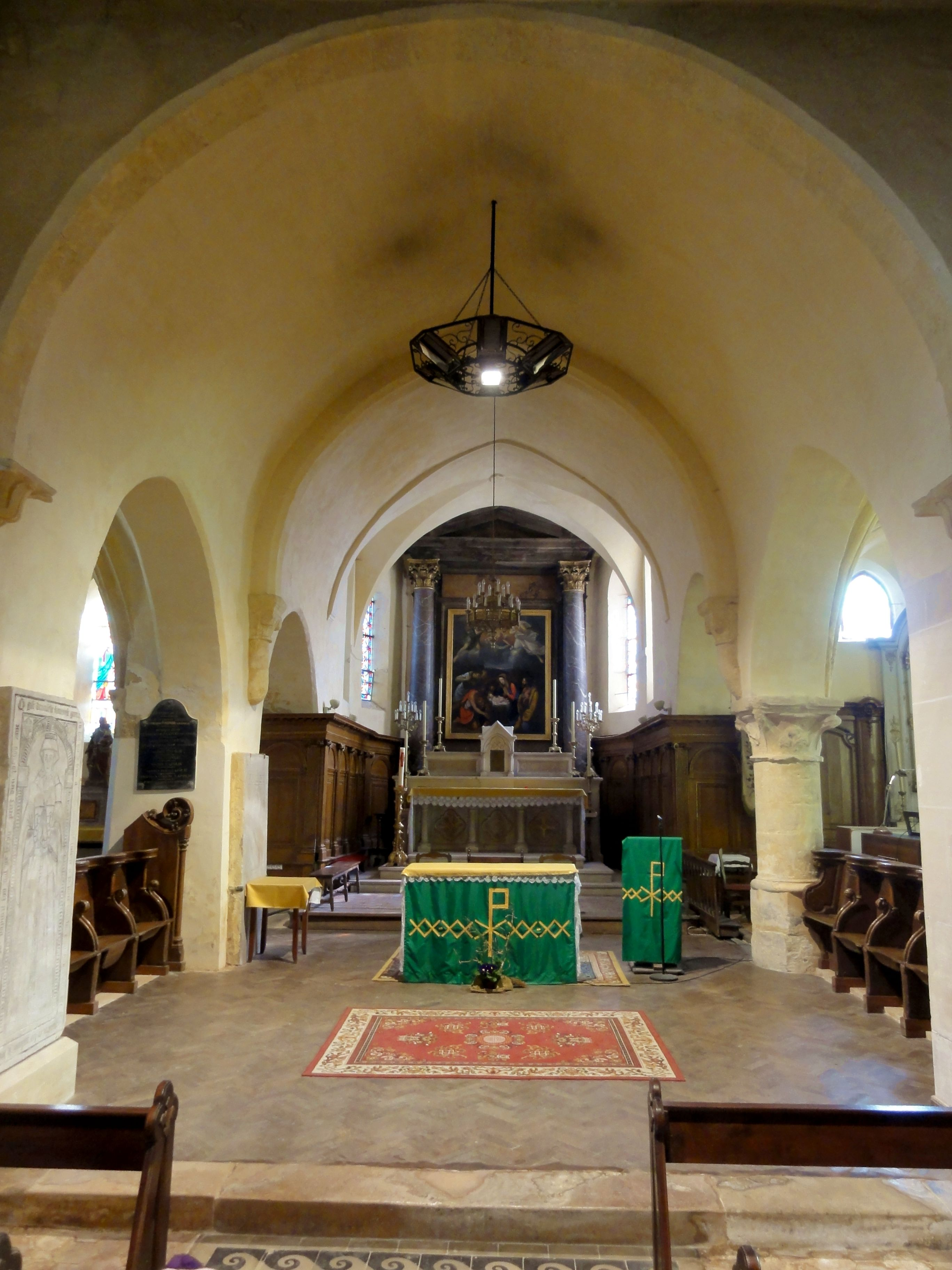
Chœur, vue vers l'est.

Au VIe siècle, saint Rémi (437-533), évêque de Reims et évangélisateur qui baptisa le roi Clovis Ier, serait passé par Asnières-sur-Oise en compagnie du roi. Il aurait lui-même décidé de la construction d'un oratoire à l'emplacement de l'église actuelle. Une première église est bâtie au VIIIe siècle, ce que l'on peut déduire d'une charte de 775 mentionnant l'église d'Asnières parmi les biens de l'abbaye Saint-Denis. Depuis lors, et sous tout l'ancien régime, l'abbé de Saint-Denis nomme à la cure. Un acte du roi Robert le Pieux daté de 907 cite pour la première fois la paroisse d'Asnières. L'on suppose que l'église primitive était construite en bois. En tout cas, rien n'en subsiste. Elle est remplacée dès le début du XIIe siècle par un édifice roman, dont seules les deux premières travées du chœur restent encore en place. La datation est approximative, car ne s'appuyant que sur les deux voûtées en berceau et deux chapiteaux, qui permettent au moins un rapprochement avec le chœur de Luzarches justement daté du début du XIIe siècle,,.
La nef est un peu plus tardive, car ses grandes arcades sont déjà en tiers-point. C'est vers 1130 que l'arc brisé est utilisé pour la première fois pour les grandes arcades dans la région, à Rieux et Villers-Saint-Paul. Les chapiteaux annoncent déjà les crochets gothiques, et parlent en faveur d'une date après le milieu du XIIe siècle. Des nefs avec des grandes arcades semblables ont été construites à cette époque à Fosses, Fontenay-en-Parisis et Plailly. Il n'est pas clair pourquoi Mathieu Lours situe la nef au XIIIe siècle, et affirme que les grandes arcades du nord seraient plus tardives que celles du sud, car elles sont strictement identiques. En plus, les nefs non voûtées deviennent rares au XIIIe siècle, sauf pour les églises de moindre importance, même si des exceptions existent, et la mouluration des arcades devient quasiment la règle. Une seconde campagne de reconstruction porte sur la troisième travée du chœur et l'abside, toujours sans recours au voûtement d'ogives, mais avec une voûte d'arêtes, ce qui parle plutôt en faveur d'une date au début de la période gothique, avant la fin du XIIe siècle. À la fin du XIIe ou au début du XIIIe siècle, une chapelle latérale est ajoutée au nord du chœur, suivie plus tard par une chapelle plus large du côté sud. Ici, de nombreux détails de modénature permettraient une datation plus exacte, mais aucun spécialiste ne s'est encore consacré à la question ,,.
Au milieu de la guerre de Cent Ans, en 1409, la foudre tombe sur le clocher, qui prend feu et est brûlé, ainsi que la moitié de la charpente de la nef. L'étendue concrète des dégâts n'est pas claire ; l'intérieur de la nef est badigeonnée et ne permet pas d'identifier des traces directement attribuables à l'incendie. Un examen des combles serait nécessaire pour trouver des indices. À la fin du XVe siècle, la première travée de la chapelle latérale nord du chœur est réparée, comme l'indiquent le profil aigu des ogives et le style gothique flamboyant de la sculpture des chapiteaux. Aucun changement n'intervient pendant les trois siècles qui suivent, sauf peut-être la reconstruction des murs gouttereaux des bas-côtés, à moins qu'elle ne date que de la première moitié du XIXe siècle. En 1731, Antoine Lambert, charpentier à Boran-sur-Oise, reçoit une somme de 480 livres pour le nouveau beffroi à l'intérieur du clocher, fabriqué par ses soins. En 1763, les trois monuments funéraires des seigneurs de Touteville dans la chapelle latérale nord du chœur, avec des gisants ou des priants, sont supprimés. En 1791, le marquis Jean-Joseph Bourguet de Guilhem de Travanet achète le plus gros lot de l'abbaye de Royaumont en vue de la transformer en manufacture. Il n'a plus d'usage pour l'église abbatiale, qu'il fait démolir dès l'année suivante, et donne deux colonnes corinthiennes de marbre à l'église. Elles sont employées pour encadrer le retable du maître-autel. Le monument funéraire d'Henri de Lorraine, comte d'Harcourt, sculpté par Antoine Coysevox en 1711, est également transféré dans l'église paroissiale. Il retourne cependant à l'ancienne abbaye de Royaumont en 1959.
En 1832, le cimetière situé tenant au mur nord de l'église, vers la place du village, est transféré à son emplacement actuel, au nord du village. D'importantes restaurations ont lieu au cours des XIXe et XXe siècles et préservent l'église de la ruine. Pendant le dernier quart du XIXe siècle, des paroissiens offrent à l'église six vitraux polychromes exécutés par de divers ateliers, auxquels s'ajoute un septième en 1934. Les derniers travaux en date concernent le clocher, en 1971 ; le gros-œuvre, entre 1979 et 1981 ; la sacristie, en 1995 ; et les chapelles latérales et le chœur en 2001. Entretemps, les efforts de la commune pour la préservation de l'église permettent son inscription aux monuments historiques par décret du 22 novembre 1985. Plus récemment, trois nouvelles cloches de la fonderie Bollée d'Orléans ont été installées dans le beffroi, où elles côtoient la seule cloche antérieure à la Révolution française, nommée Marie et datant de 1692. — Appartenant au doyenné de Beaumont-sur-Oise du diocèse de Beauvais jusqu'à la Révolution, ,,, la paroisse d'Asnières-sur-Oise est intégrée dans le nouveau diocèse de Versailles par la suite, puis dans le diocèse de Pontoise lors de sa création en 1966. Aujourd'hui, Asnières forme un groupement paroissial avec Noisy-sur-Oise, Saint-Martin-du-Tertre et Viarmes. L'église Saint-Rémi est desservie par le curé de Viarmes, et des messes dominicales y sont célébrées à 9 h 30, sauf le premier dimanche du mois.

## Description

Plan de l'église.

### Aperçu général
Régulièrement orientée, l'église répond à un plan largement symétrique et se compose d'un clocher-porche ; d'une nef de quatre travées accompagnée de deux bas-côtés de même longueur ; d'un chœur de trois travées droites se terminant par une courte abside à pans coupés ; et de deux chapelles latérales du chœur, dont les deux travées communiquent à la fois avec les bas-côtés de la nef et les deux premières travées du chœur. Les bas-côtés, la nef et la chapelle latérale nord ont à peu près la même largeur, mais la chapelle latérale sud est plus large. Une sacristie occupe l'angle entre clocher et bas-côté nord. La tourelle d'escalier se situe curieusement près de l'angle sud-est, et occupe une partie de la première travée de la nef. — La nef et les bas-côtés ne sont pas voûtés. Les deux premières travées du chœur sont voûtées en berceau ; la troisième est voûtée d'arêtes ; et l'abside est couverte d'un type de plafond non clairement identifiable. Seules les deux chapelles sont voûtés d'ogives. — L'église possède deux accès, le portail occidental du clocher, et une petite porte à l'ouest du bas-côté sud. L'on peut visiter l'église Saint-Rémi en prenant rendez-vous avec l'Office du tourisme.

### Intérieur

#### Nef et bas-côtés

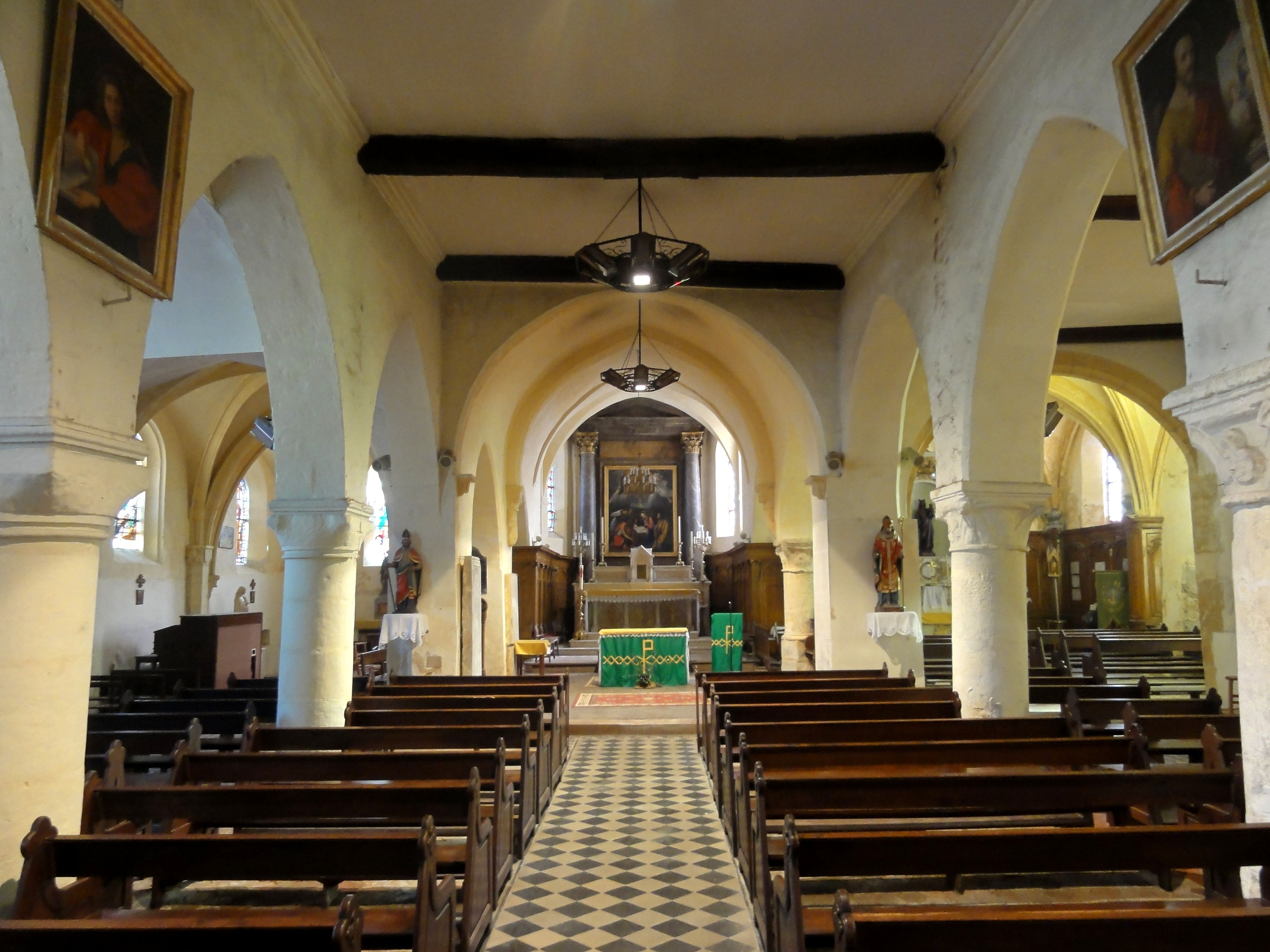
Nef, vue vers l'est.

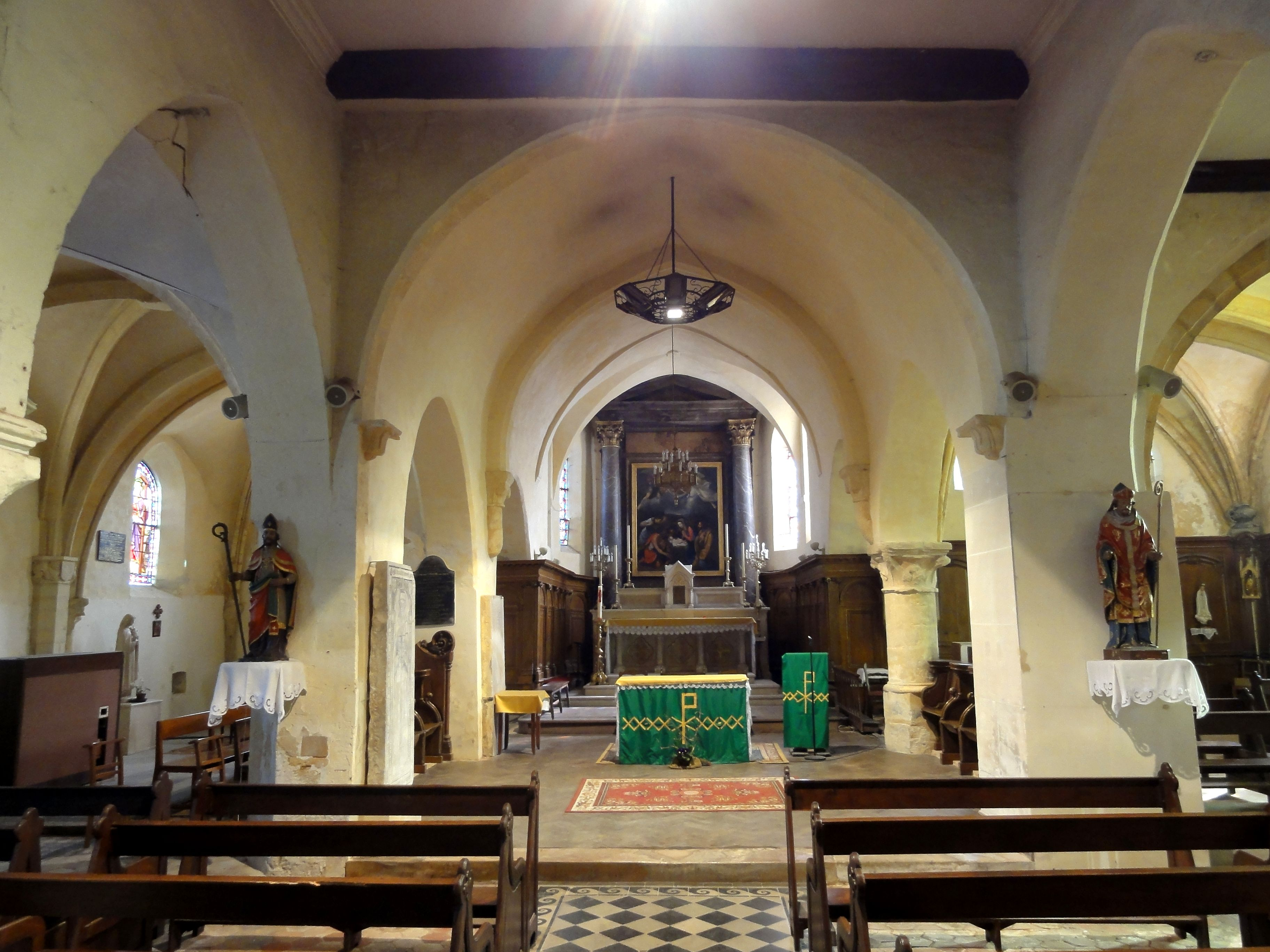
Nef, vue vers l'est.

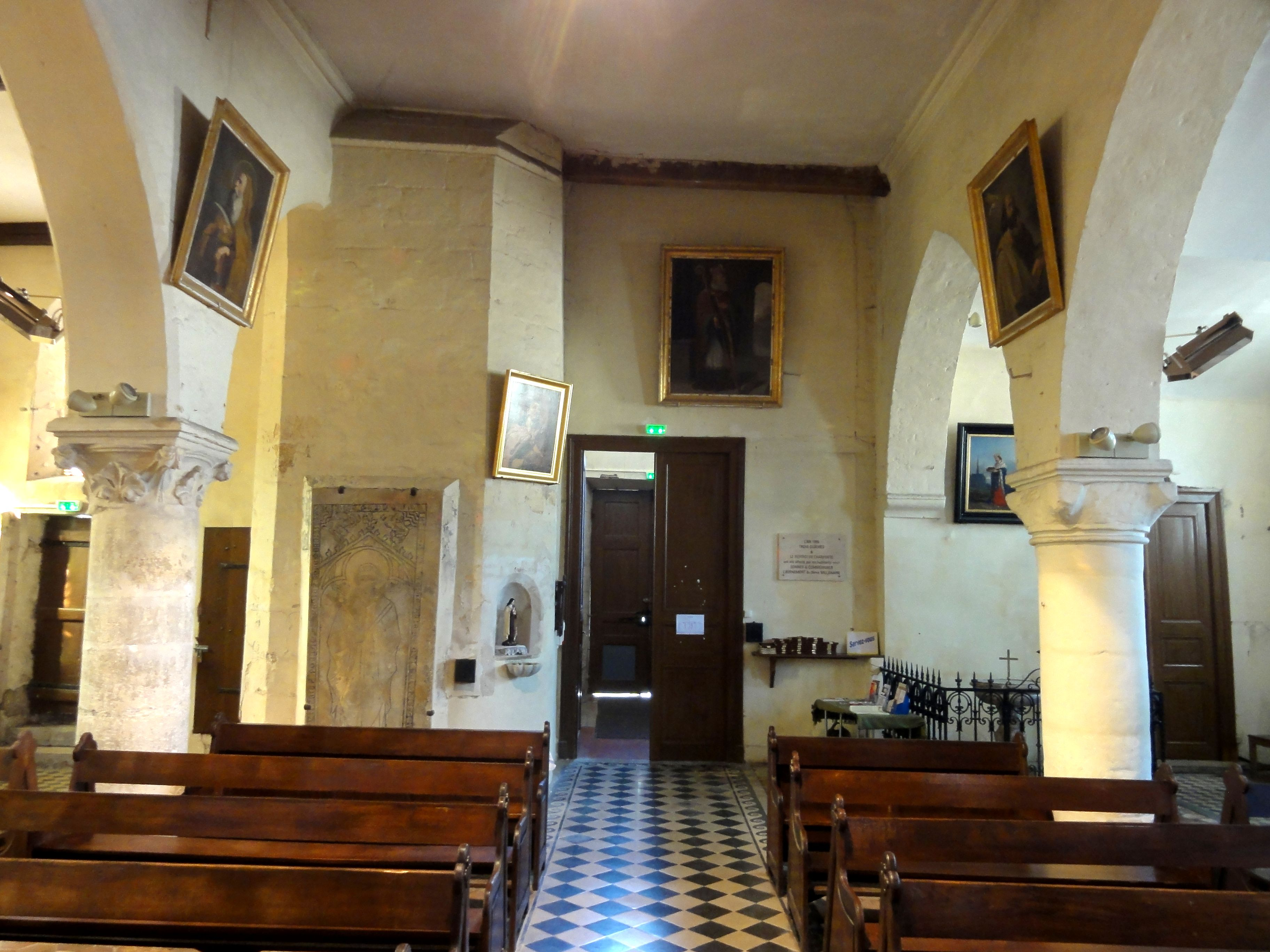
Nef, vue vers l'ouest.

La nef se caractérise par ses grandes arcades en tiers-point, ainsi par la présence de la tourelle d'escalier dans l'angle sud-ouest, à côté de la porte d'entrée. Un bénitier surmontée d'une petite niche à statue est ménagé dans le pan nord-est de la tourelle, à laquelle l'on accède par le bas-côté sud. La première grande arcade du sud est incomplète du fait de la présence de la tourelle. Les arcades sont au nombre de quatre de chaque côté. Elles ne sont pas moulurées, mais néanmoins chanfreinées. La première grande arcade du nord retombe sur une simple imposte au droit du mur oriental. Près du chœur, les arcades se fondent dans les gros piliers carrés de l'époque romane. Au milieu, elles sont supportées par les tailloirs carrés de gros chapiteaux, qui reposent sur des piliers cylindriques isolés appareillés en tambour. Au sud, les tailloirs présentent deux retraites successives. Les corbeilles des chapiteaux paraissent rondes. Elles sont décorées, à chaque angle, d'une feuille striée dont l'extrémité supérieure forme un bourgeon, ainsi que d'une feuille côtelée appliquée au milieu de chaque face. L'astragale se fait discrète et prend la forme d'un boudin. Au nord, le second et le troisième tailloir sont ornées d'une baguette, et les astragales sont plates et garnies d'un filet. Ces composantes paraissent réguliers à un tel point que l'on ne peut exclure une réfection, alors qu'elles sont érodées et en partie cassées au sud, et qu'aucun des chapiteaux du nord ne se trouve complet. Mathieu Lours pense que leur sculpture soit restée en état d'ébauche. Il peut aussi s'agir d'une trace de la répartition après l'incendie de 1409, qui a pu détruire les chapiteaux, et motiver leur remplacement,.
En effet, l'usage d'employer des blocs non encore sculptés n'est pas antérieure à la période flamboyante. L'on trouve un autre exemple dans la nef d'Hérouville. Celle-ci est par ailleurs largement identique à celle d'Asnières. Elle a aussi nécessité une reconstruction au XVe siècle, mais conserve son apparence du XIIe siècle. Comme à Asnières, il n'y a pas trace de fenêtres hautes, mais les murs latéraux au-dessus des grandes arcades sont plus élevés. Ce qui frappe dans la nef d'Asnières, est effectivement la faible hauteur des murs latéraux, insuffisante pour avoir pu être percés de fenêtres. Or, les fenêtres hautes sont de rigueur jusqu'au XIVe siècle, et l'on peut s'interroger si la disposition actuelle date de la réparation faisant suite à l'incendie de 1409. Le plafond actuel est plat, mais c'est un faux plafond du XIXe siècle qui ne touche pratiquement pas les entraits de la charpente, que l'on pourrait facilement confondre avec des solives. Initialement, la vue était ouverte sur la charpente, comme à Fosses, ou la nef était recouverte d'un lambris en forme de carène renversée, comme à Fontenay-en-Parisis, Bruyères-sur-Oise, Gonesse, Hérouville, et jadis à Beaumont-sur-Oise. Les auteurs ne donnent pas davantage de précisions. En tout état de cause, une nef non voûtée ne doit pas être considérée comme inachevée à la première période du gothique. La période romane est encore proche, et des nefs charpentées étaient alors la règle dans la région. Comme dans les autres églises citées, rien n'a été prévu pour supporter d'éventuelles voûtes de la nef, et les tailloirs sont trop petits pour recevoir des faisceaux de colonnettes. Sachant que les nefs étaient à la charge des paroissiens, qui devaient se cotiser pour payer la construction et assurer l'entretien, il est courant que les nefs soient exécutées à l'économique, dont l'un des exemples les plus frappants constitue l'église Saint-Quentin de Valmondois,.
Les bas-côtés sont de faible intérêt, car entièrement reconstruits lors de campagnes de restauration qui restent à préciser. Les murs extérieurs avec leurs fenêtres en plein cintre ne présentent aucun caractère. Le retour aux arcs en plein cintre au détriment de l'arc en tiers-point se situe à la Renaissance, au milieu du XVIe siècle ; puis le plein cintre reste en usage jusqu'au mouvement néogothique, au second quart du XIXe siècle. Il est toutefois probable que les murs avaient déjà le même aspect avant la reconstruction, c'est-à-dire, qu'ils étaient parfaitement nus et lisses. Les fenêtres devaient être en arc brisé, sans remplage comme aujourd'hui, vu l'époque de construction. Les « voûtes » auraient été supprimées au XIXe siècle. Il devait s'agir de fausses voûtes en berceau de bois et plâtre, ou de charpentes lambrissées en carène renversée. Aujourd'hui, un faux plafond analogue à celle de la nef règne dans le bas-côté sud, alors que le plafond est ondulé dans le bas-côté nord. L'on peut s'étonner de cette solution si peu conforme à l'esprit de l'architecture d'origine, mais la suppression de ce faux plafond n'est sans doute pas envisageable car la charpente au-dessus est susceptible de ne pas cadrer davantage avec les techniques du Moyen Âge. La nef elle-même reste néanmoins un intéressant témoin des églises rurales en pays de France aux débuts de la période gothique, car dans le secteur du Val-d'Oise situé sur la rive gauche de l'Oise, la plupart des églises ont été reconstruites après la guerre de Cent Ans, dans le style de la Renaissance notamment, ou ce sont des églises de localités plus importantes affichant une architecture plus ambitieuse, comme notamment Gonesse et Taverny.

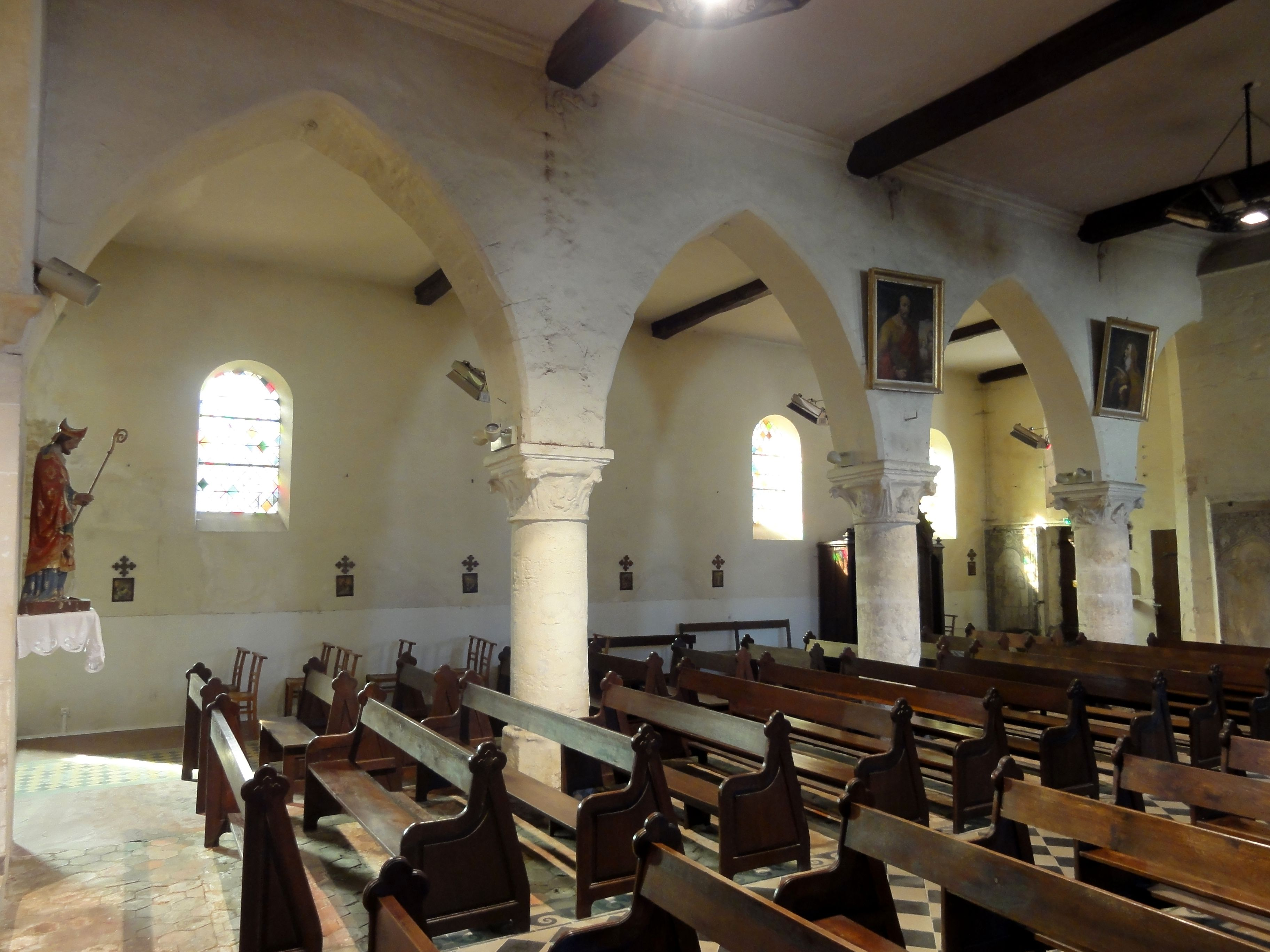
Grandes arcades du sud.
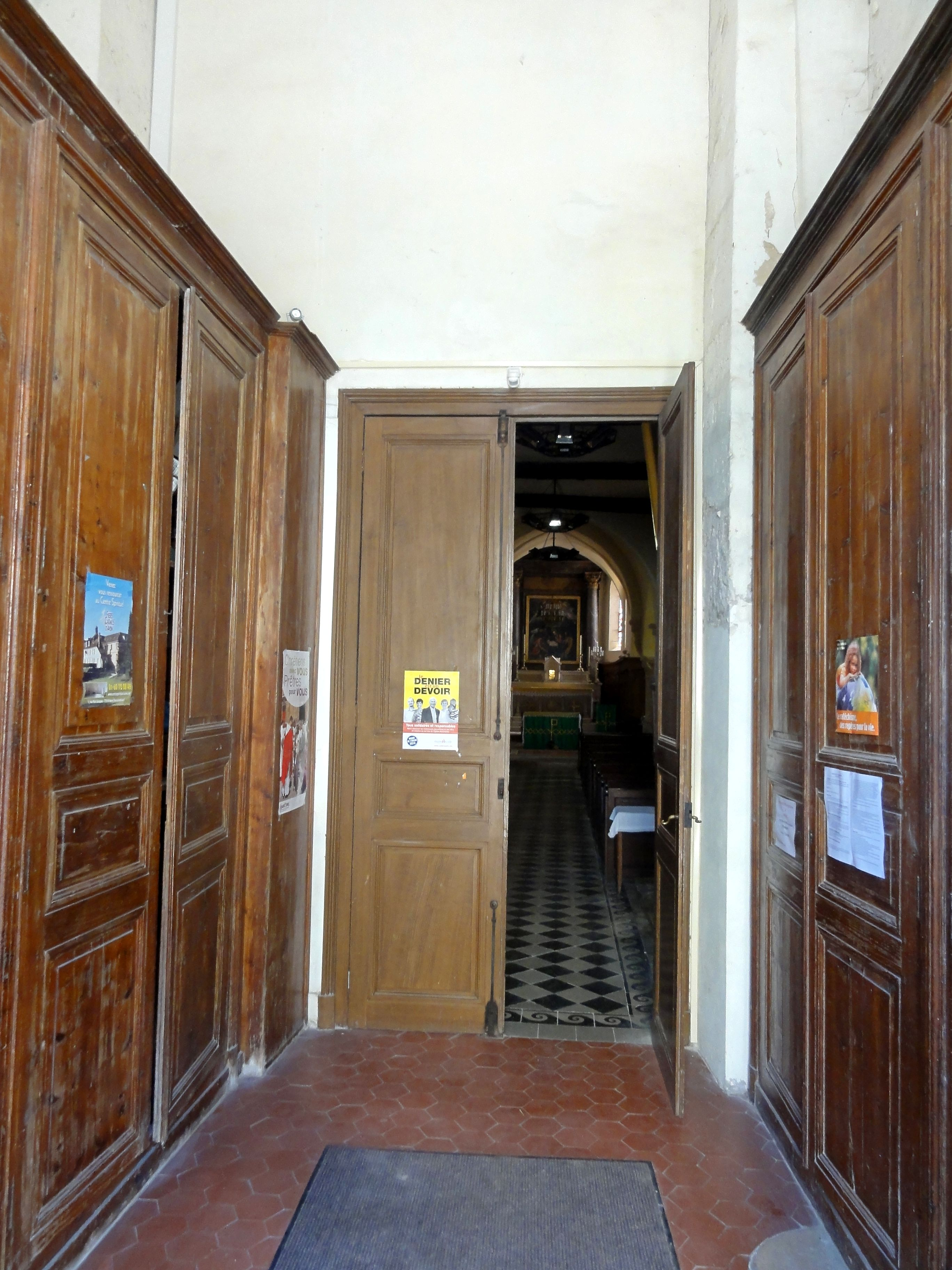
Porte d'entrée sous le clocher.
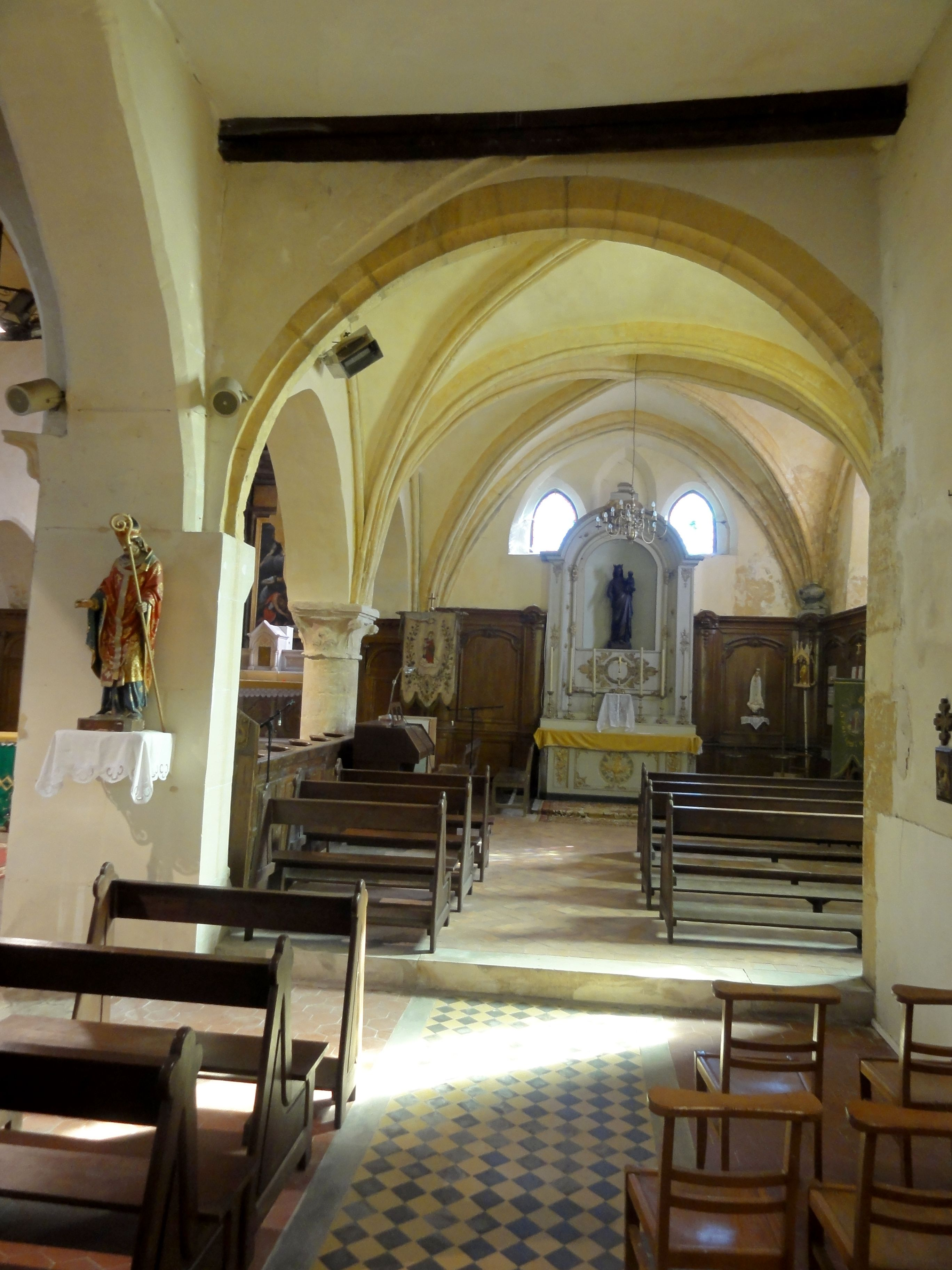
Bas-côté sud, vue vers l'est.
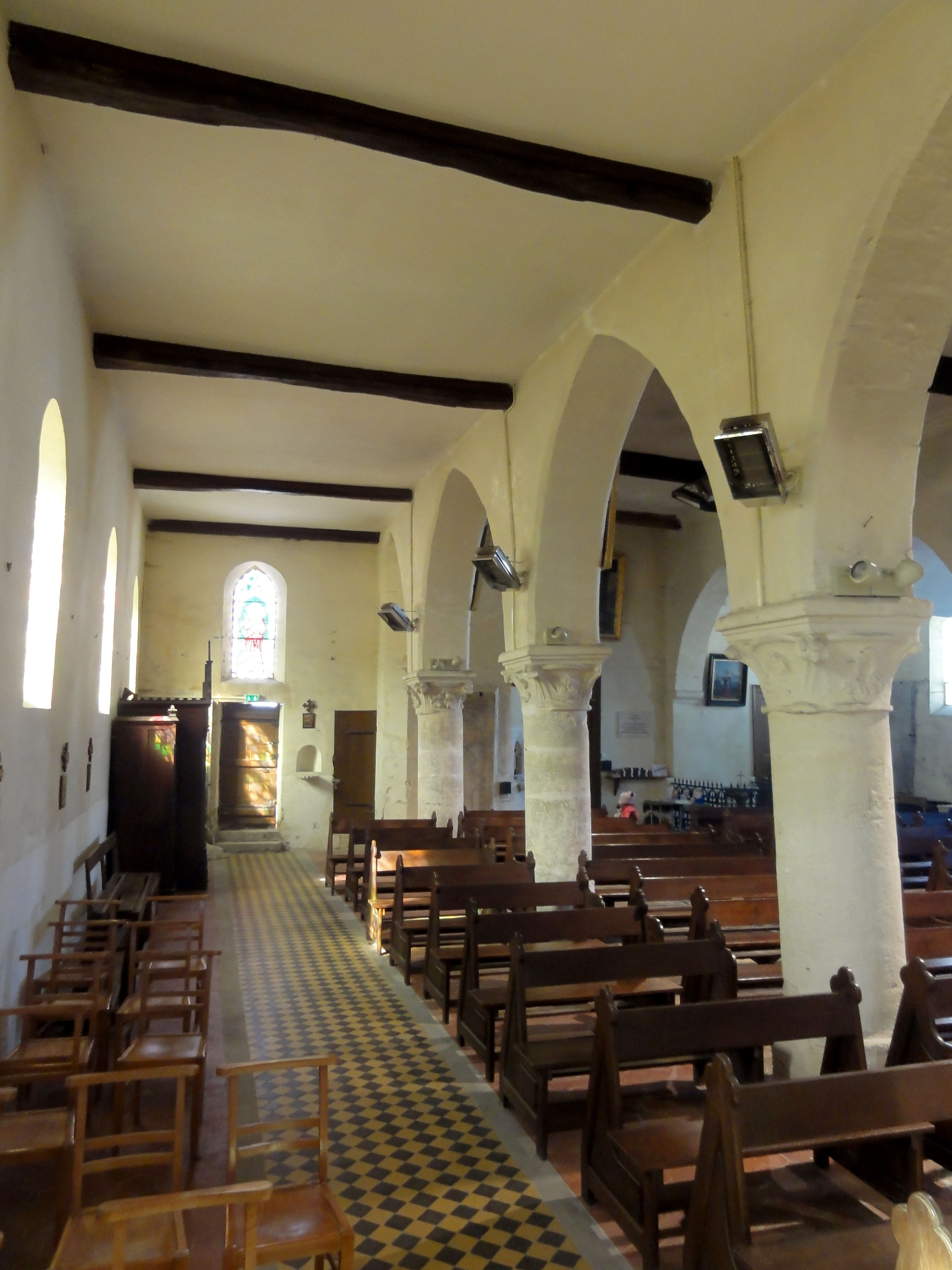
Bas-côté sud, vue vers l'ouest.
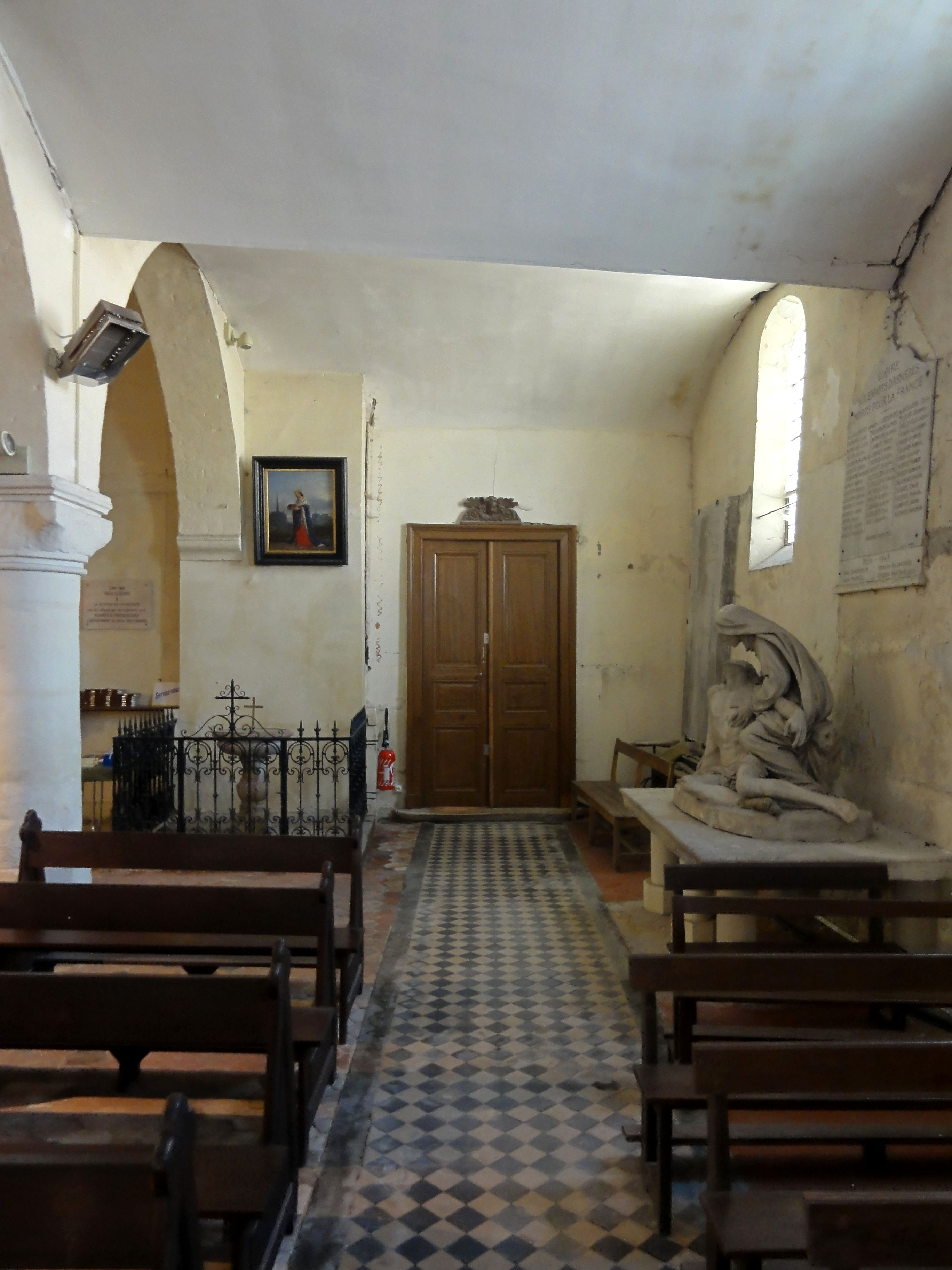
Bas-côté nord, vue vers l'ouest.
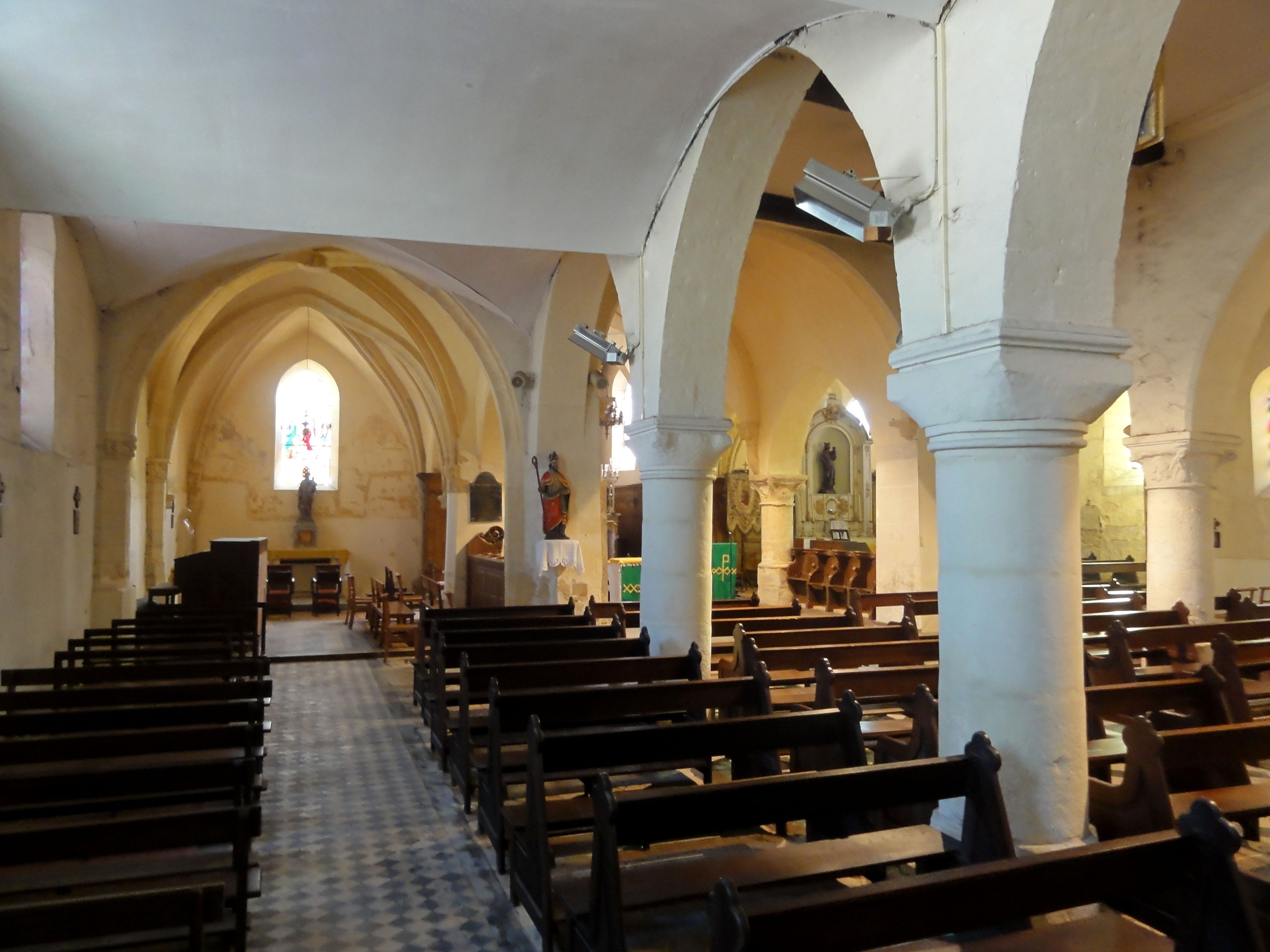
Bas-côté nord, vue vers l'est.

#### Chœur

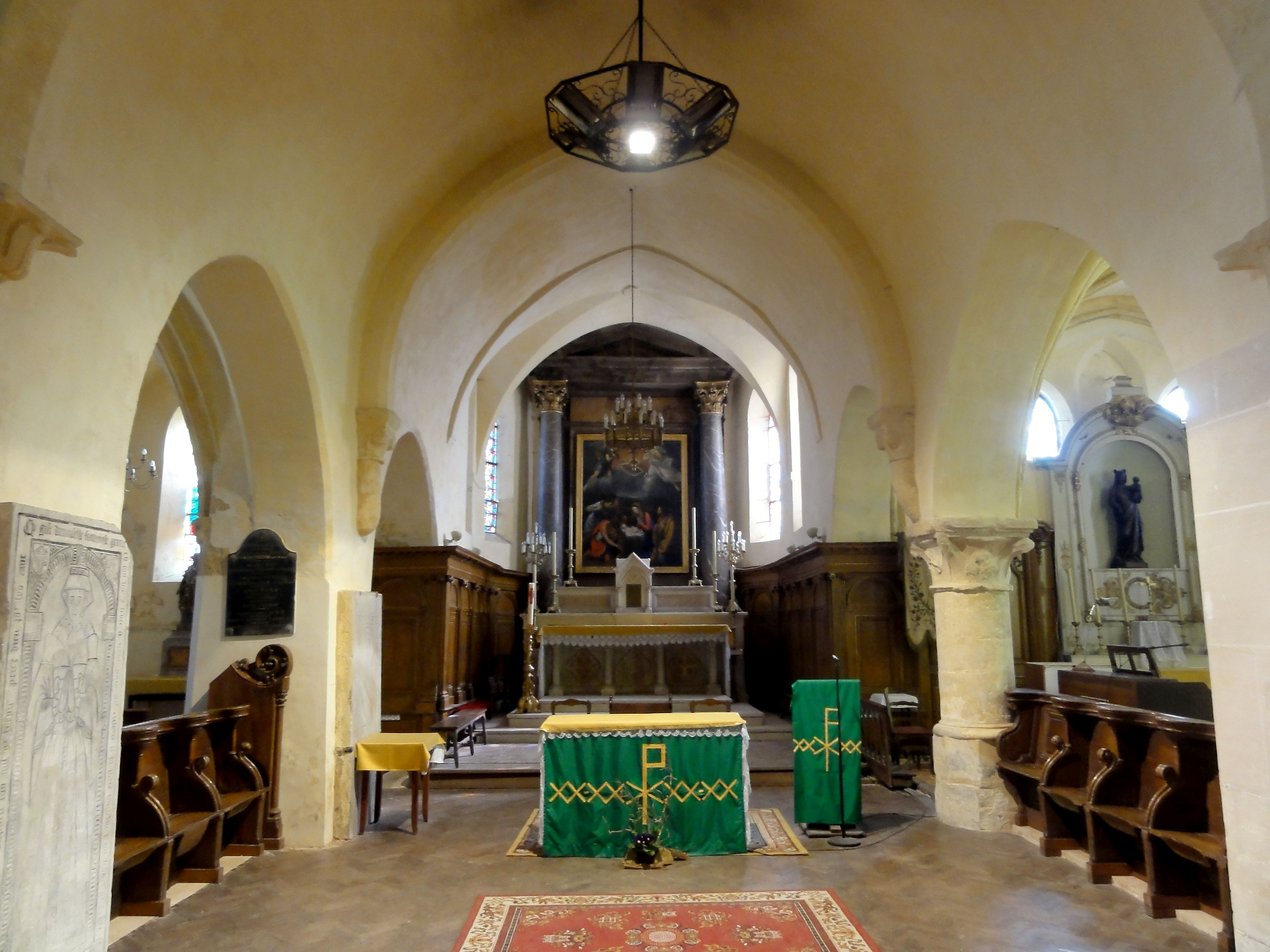
Chœur, vue vers l'est.

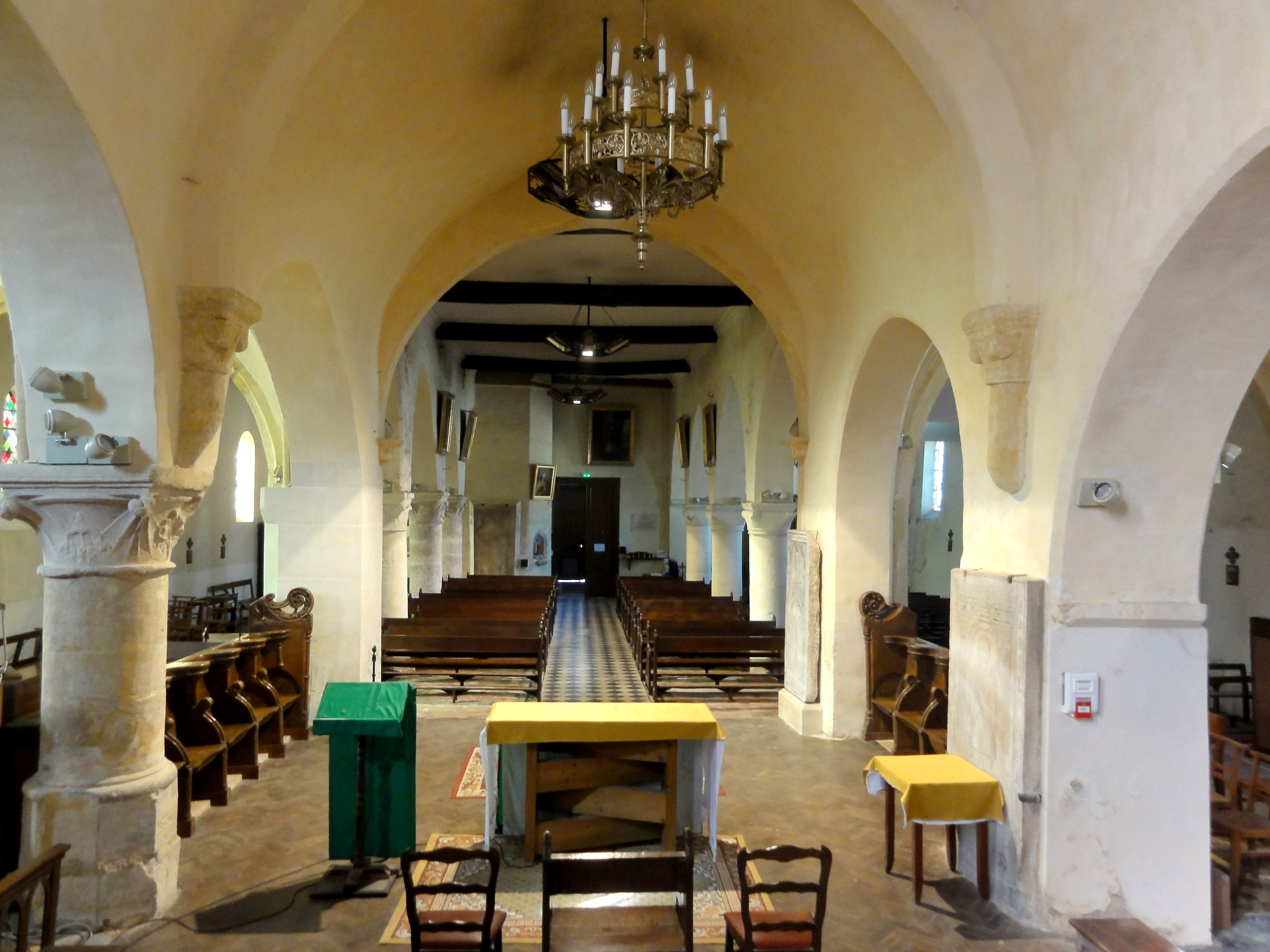
Chœur, vue vers l'ouest.

Le chœur est issu de deux campagnes de construction distinctes, et a encore été profondément modifié lors de l'adjonction des deux chapelles latérales. Les deux premières travées représentent la partie la plus ancienne de l'église, et sont susceptibles de remonter au premier quart du XIIe siècle, bien qu'un chœur et un transept voûtés en berceau ont encore été construits à Rieux et Santeuil quelques années plus tard. On ne peut donc pas non plus exclure une date de construction plus rapprochée de celle de la nef. Seule une comparaison avec l'église de Luzarches permet d'imaginer à quoi ressemblait le chœur avant la reconstruction de son abside. Celle-ci remplace de toute évidence une abside romane voûtée en cul-de-four, comme à Luzarches, Parnes et Saint-Clair-sur-Epte. Les absides de ce type furent rapidement jugées comme archaïques au moment de l'essor gothique, et puisque les chœurs étaient à la charge des gros décimateurs sous l'Ancien Régime, les chœurs romans ont le plus souvent été remplacés assez tôt. À Asnières, au moins la partie droite subsiste, ce qui est une chance du fait de la rareté des chœurs proprement romans dans la région. Malheureusement, l'arc triomphal vers la nef ne s'est pas conservé dans son état d'origine, car il retombe sur des culs-de-lampe néogothiques du XIXe siècle. L'arc-doubleau vers l'abside ne subsiste pas non plus. Seul reste le doubleau séparant les deux travées, qui n'est pas mouluré et simplement chanfreiné. Il retombe sur les tailloirs de chapiteaux aux volutes d'angle, d'un modèle extrêmement répandu à la période romane, et présent dans toutes les églises romanes de la région. Les colonnettes supportant les chapiteaux ont été supprimées, sauf une courte section en hauteur, sans doute lors du percement des grandes arcades. Ces arcades sont contemporaines des chapelles, mais l'on ne peut pas exclure que les chapelles ont remplacé des absidioles, qui pouvaient communiquer avec la première travée du chœur grâce à des arcades plus étroites. Rien n'indique cependant l'existence ancienne d'un transept, au moins pas dans le sens propre du terme. À Luzarches non plus, il n'y en a jamais eu. Ce ne sont que les pignons visibles extérieurement qui suggèrent un transept, ce qui est démenti par la configuration intérieure. Reste à signaler le pilier cylindrique avec son chapiteau gothique à crochets au sud, qui résulte d'une délicate reprise en sous-œuvre. Le pilier fut sans doute construit avant le percement complet des arcades. L'on peut penser que la chapelle du sud est donc plus récente que son homologue au nord, car les exigences sur le plan architectural avaient augmenté avec le temps,.
La troisième et la quatrième travée du chœur forment un ensemble homogène, ce qui se voit à l'extérieur. Les fenêtres sont des lancettes simples en tiers-point, et tout comme les contreforts, leur forme n'a rien de roman. Le plan de l'abside, qui est à pans coupés, est lui aussi typiquement gothique : l'architecture romane favorisait les absides en hémicycles, car le voûtement en cul-de-four est peu appropriée aux absides polygonales. L'appartenance des deux dernières travées du chœur à l'architecture gothique paraît donc évidente. Il est d'autant plus surprenant que le maître d'œuvre n'eut pas recours au voûtement d'ogives, pourtant connu dans la région dès les années 1130 : l'église Saint-Rieul de Louvres, la base du clocher et l'absidiole nord de Luzarches, et les bases des clochers de Beaumont (ancien clocher), Cergy et Nesles-la-Vallée en apportent des preuves. La troisième travée commence par un doubleau en arc brisé, qui retombe sur une imposte au nord, et se fond directement dans le mur au sud. Ce ne peut pas être le doubleau de l'abside primitiven, car les voûtes des deux premières travées du chœur sont encore en plein cintre. La voûte de la troisième travée est une voûte d'arêtes, type de voûtement habituellement réservé aux bases des clochers à la période romane, et qui tombe en désuétude vers le milieu du XIIe siècle, avant de revenir à l'époque du Classicisme. La voûte de la quatrième travée, qui est l'abside, n'est pas visible de loin, car située plus haut que la voûte précédente. Elle appartient à un type non clairement défini, mais qui est dérivé du voûtement d'arêtes. Les voûtains sont néanmoins au nombre de six au lieu de quatre. En ce qui concerne le plan, il est à noter que le premier et le dernier pan de l'abside sont déjà légèrement obliques, au lieu d'être droits, ce qui est plus fréquent. Les trois autres pans ne sont plus visibles intérieurement, car dissimulés derrière le retable, qui présente un grand tableau au sujet de l'Adoration des Mages, et derrière les colonnes de marbre de Royaumont. Le beau retable détourne habilement l'attention des faiblesses architecturales de l'abside.

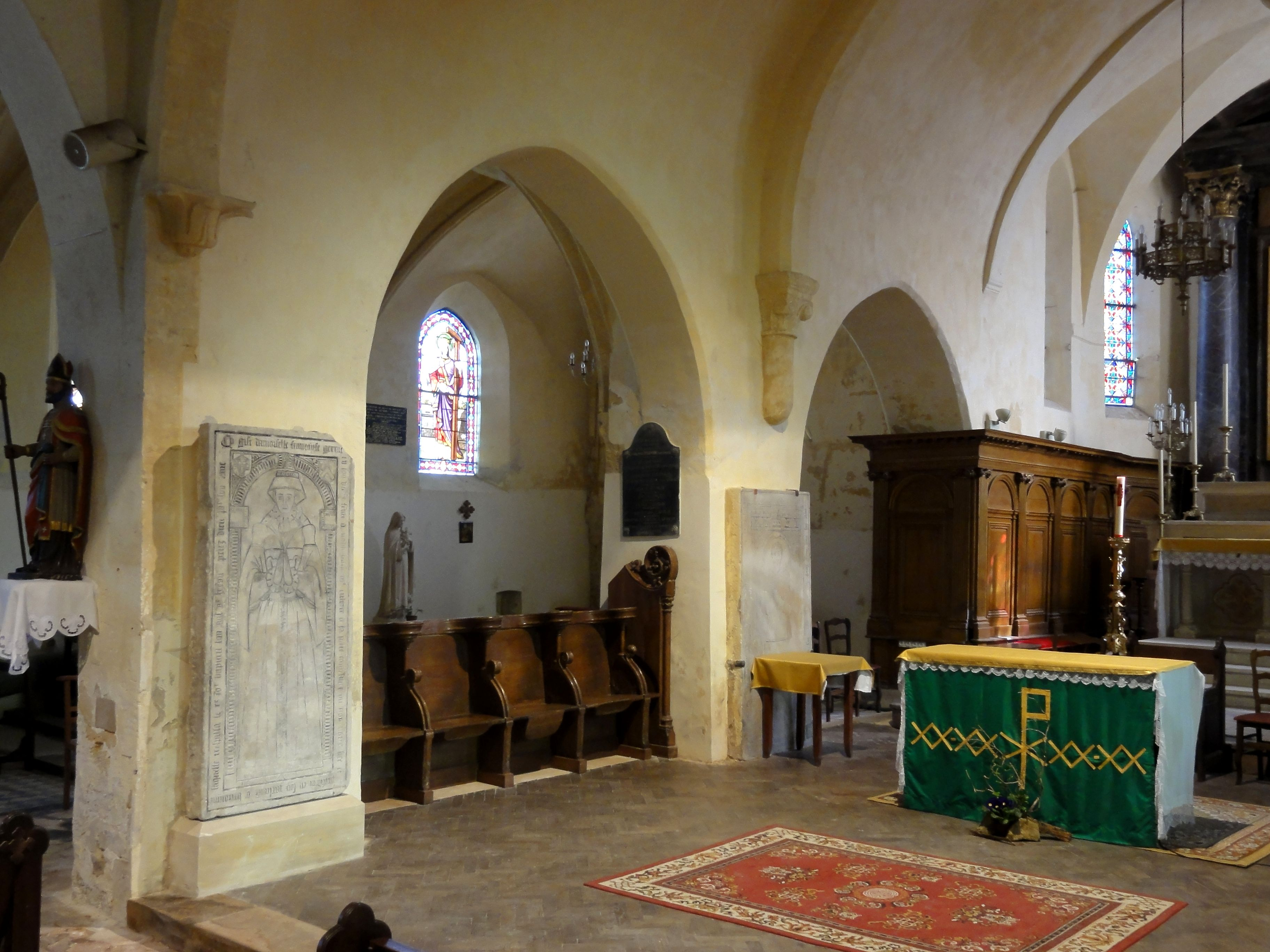
Grandes arcades du nord.
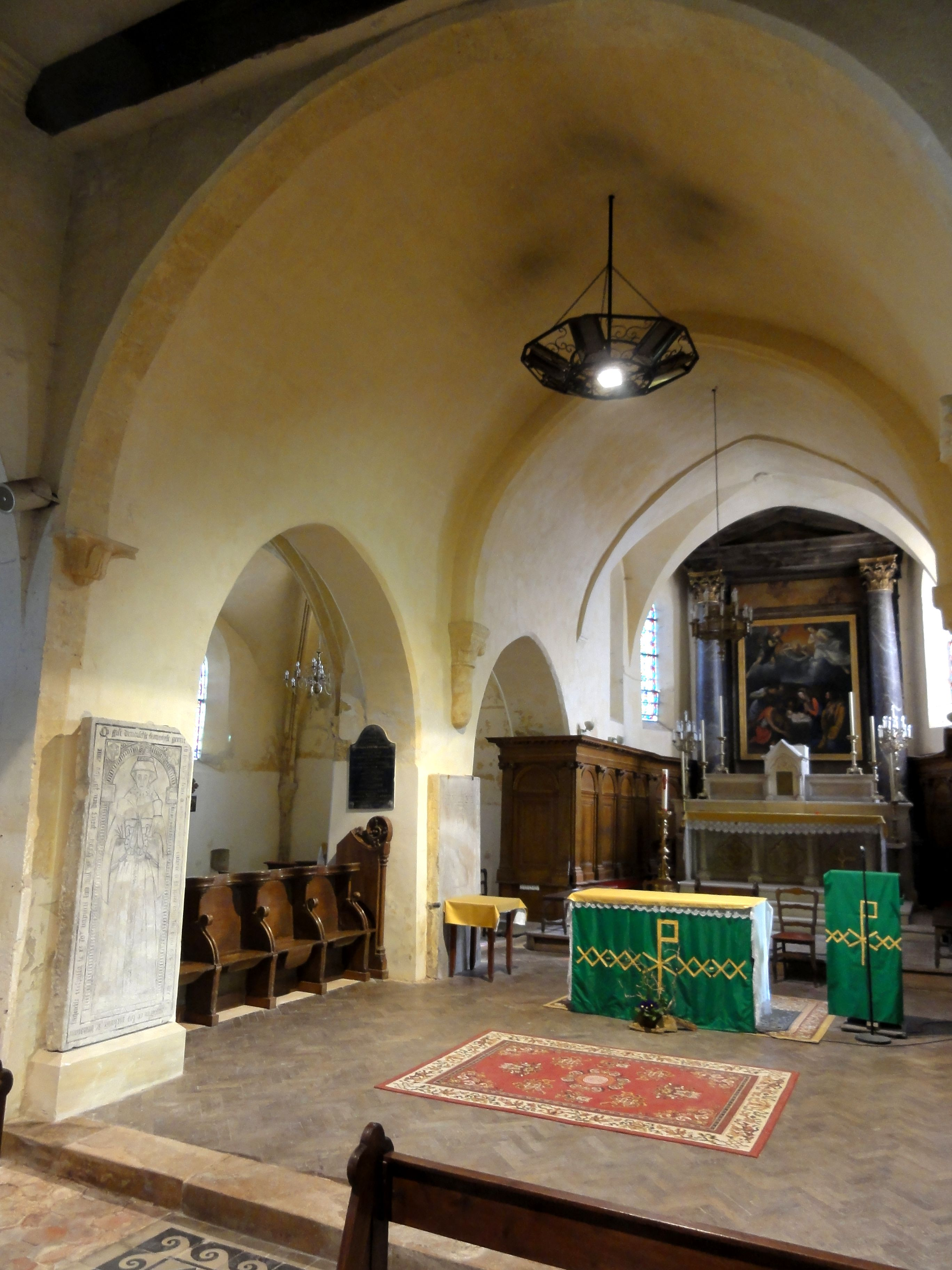
Chœur, vue vers l'est.
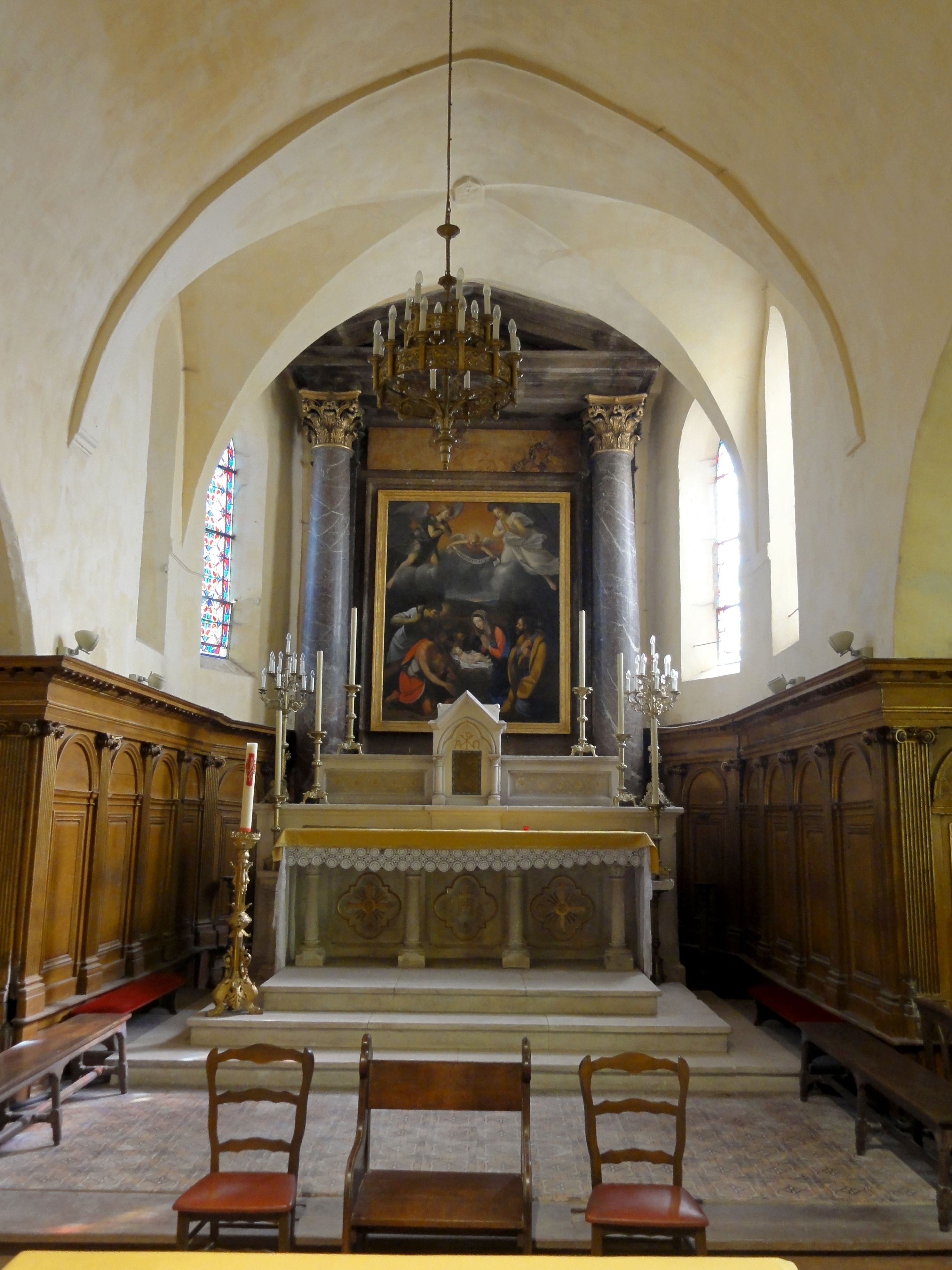
Vue dans l'abside.
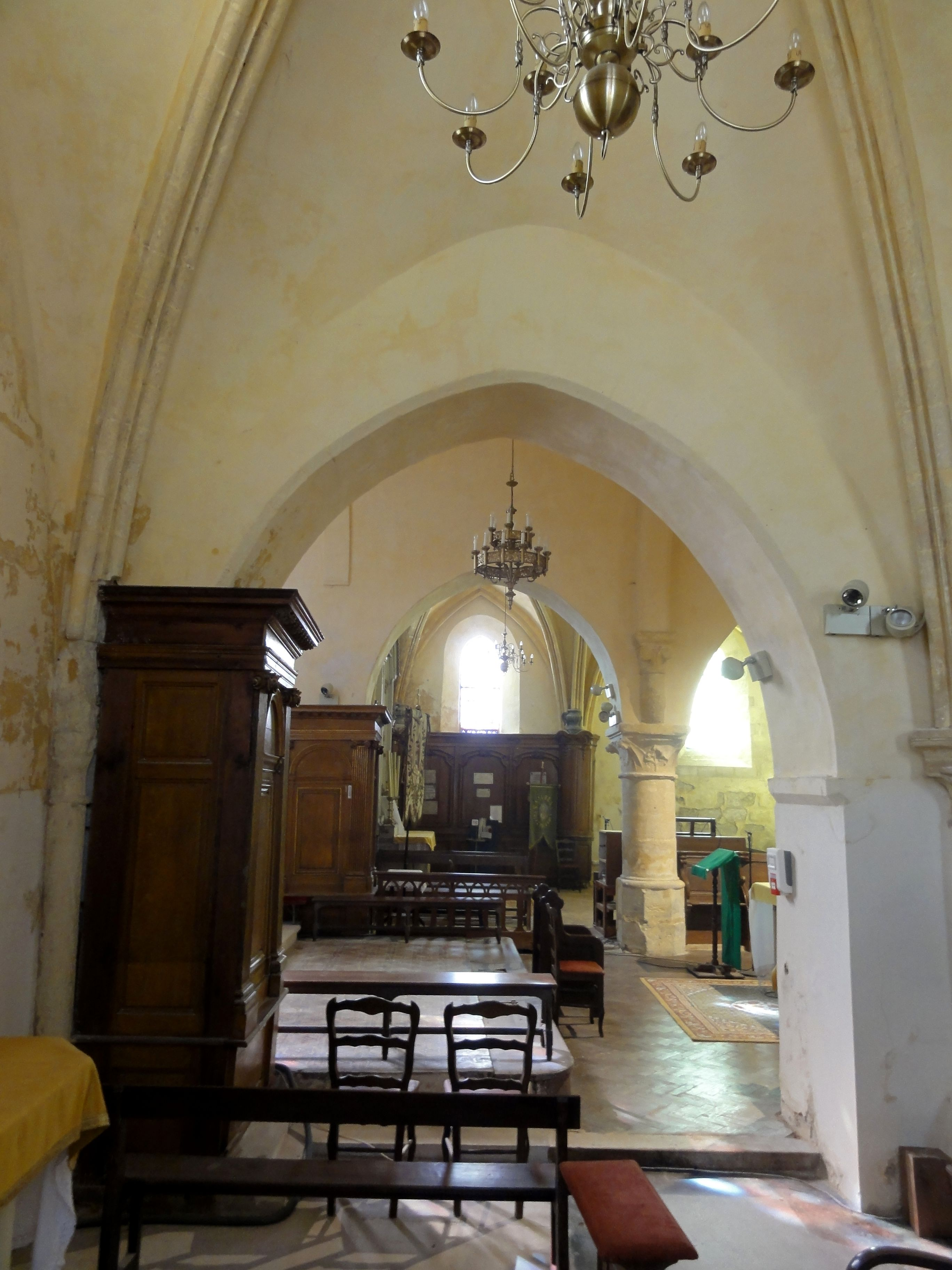
Vue transversale.
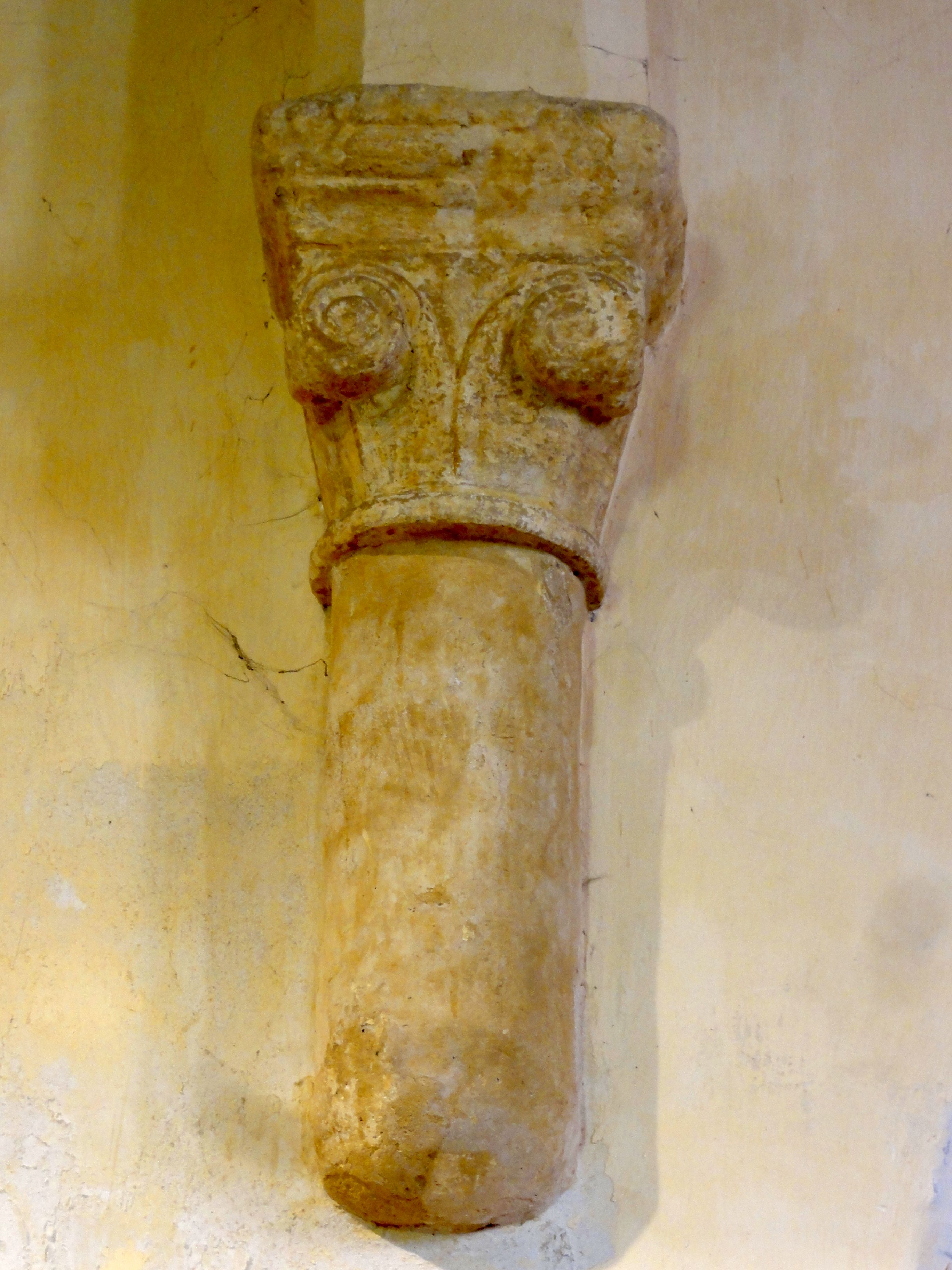
Chapiteau roman côté nord.
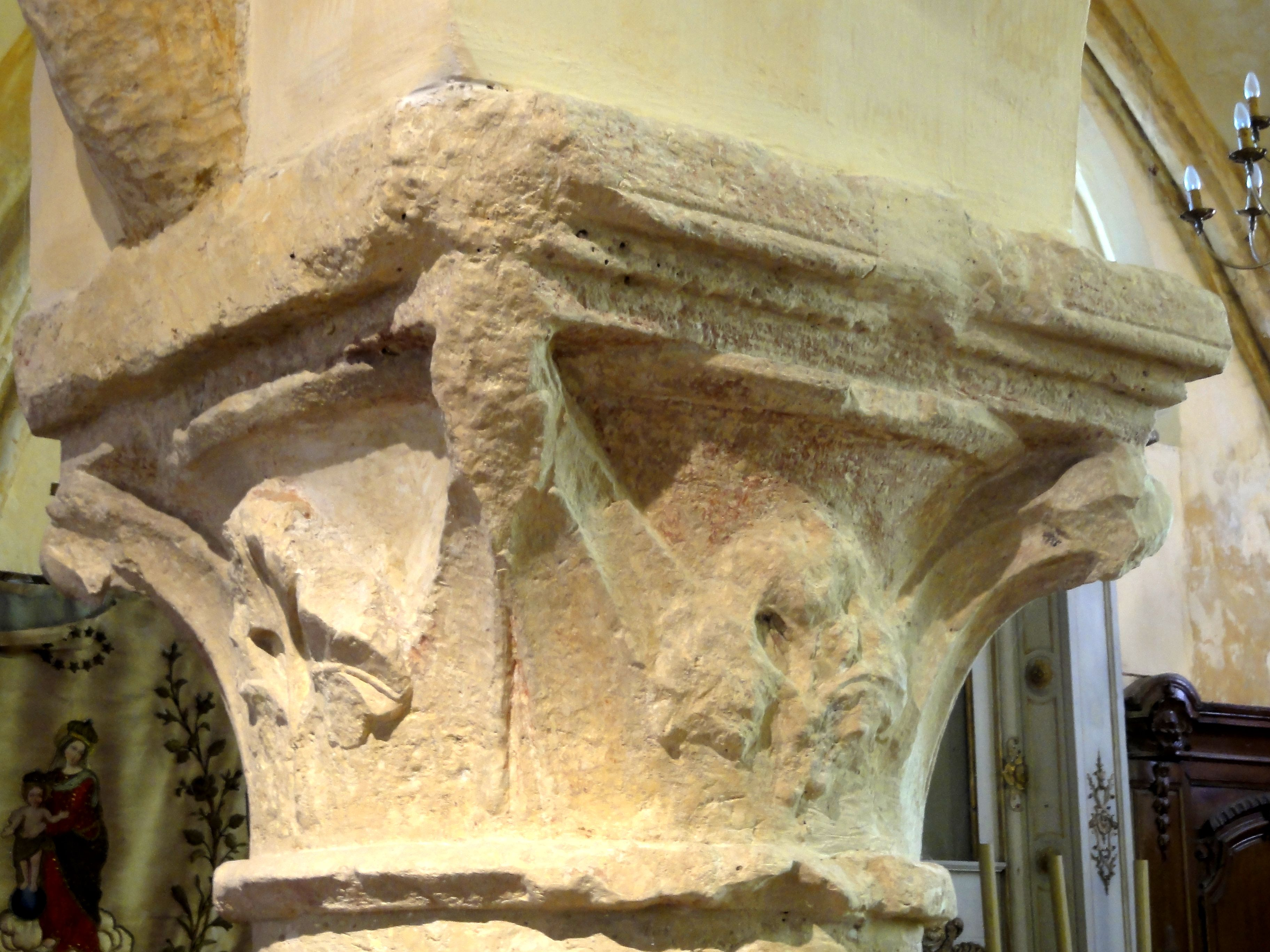
Chapiteau gothique au sud.

#### Chapelles latérales

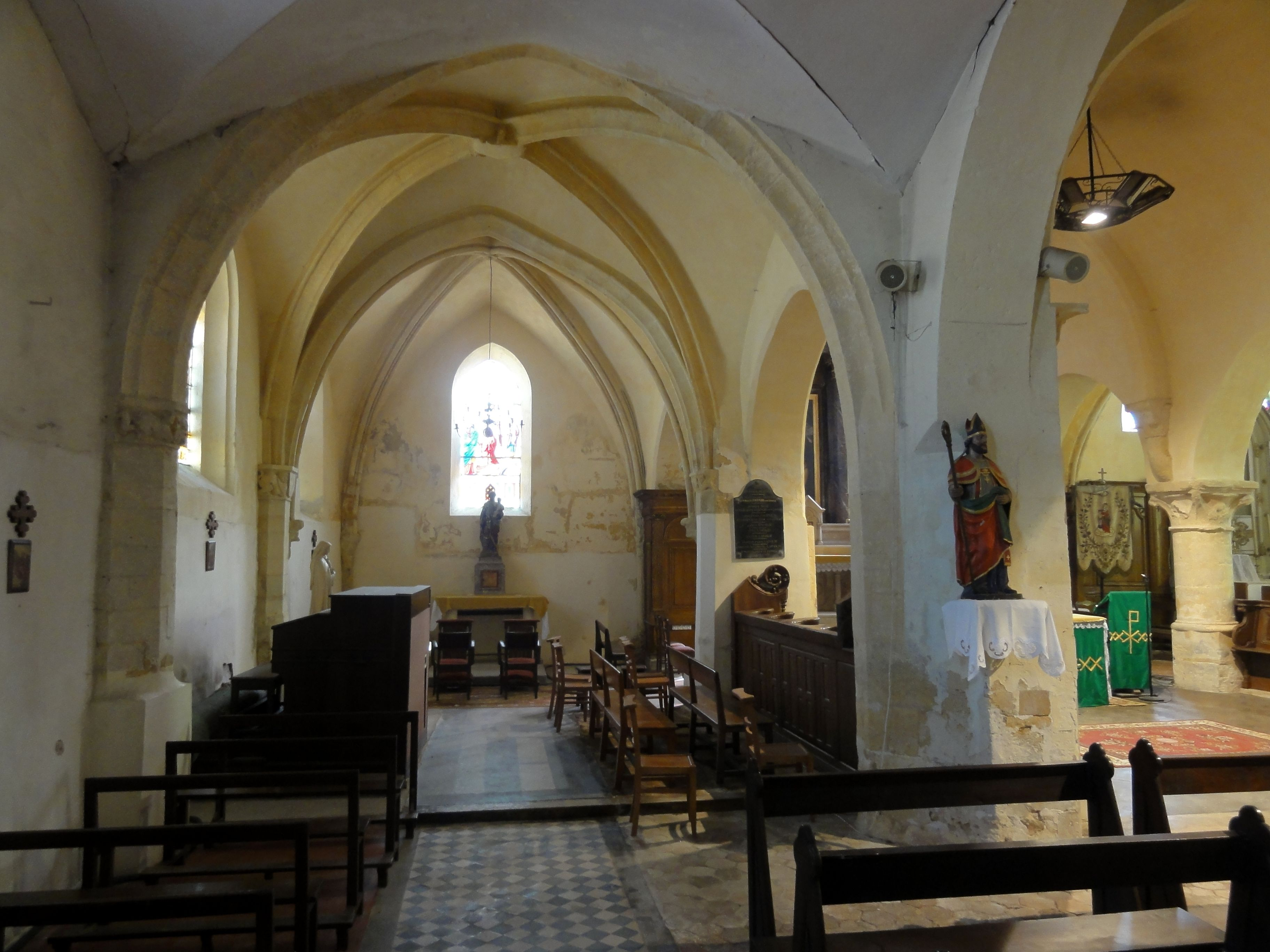
Chapelle latérale nord.

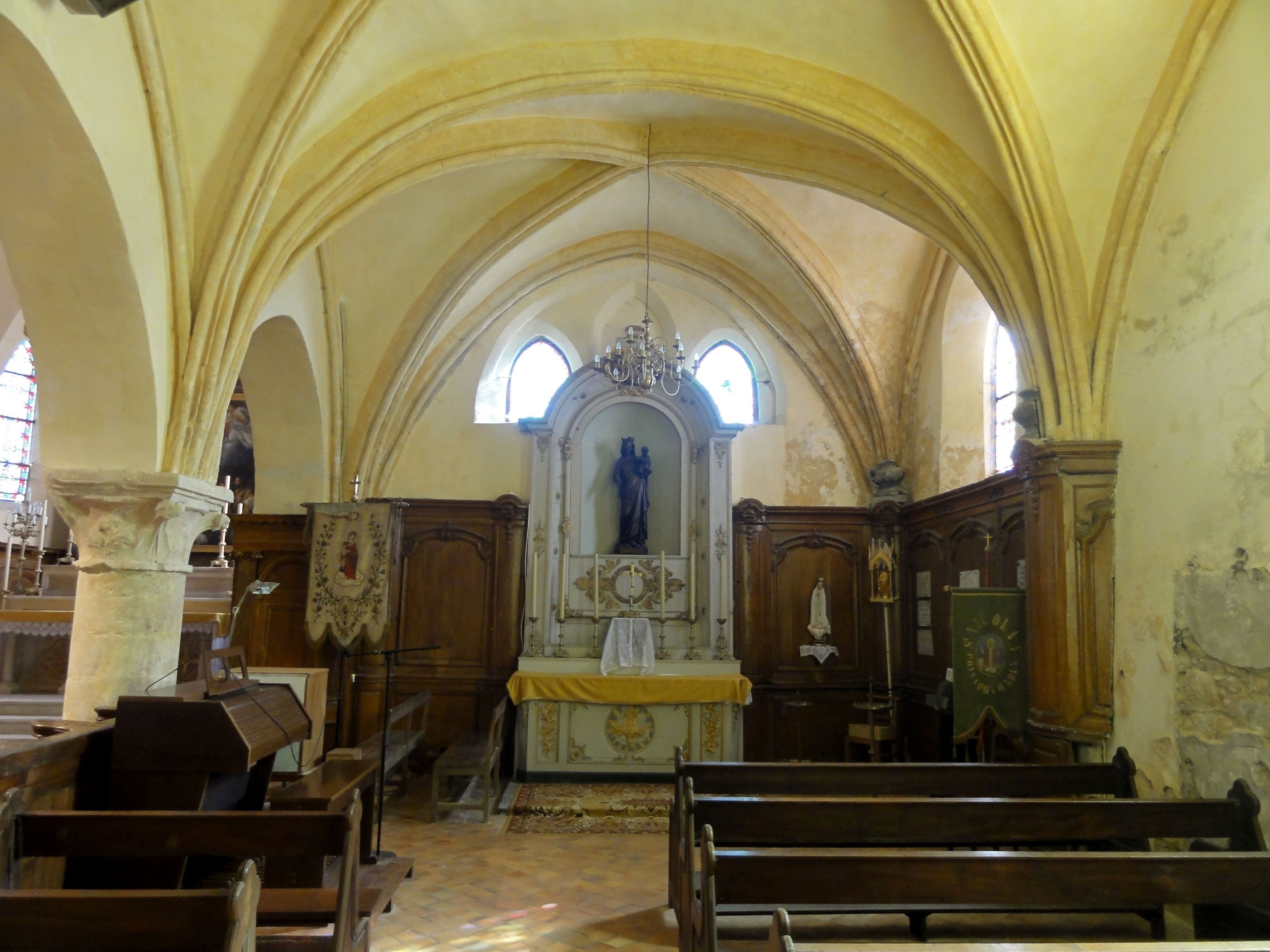
Chapelle latérale sud.

La chapelle latérale nord était initialement dédiée à saint Jean, et était également connue comme chapelle de Touteville. Aujourd'hui, elle est placée sous l'invocation de Saint-Rémi, patron de l'église. La chapelle s'ouvre sur le bas-côté de la nef par une arcade en tiers-point de la fin du XVe siècle, malheureusement en grande partie cachée par le faux plafond du bas-côté. L'arcade est moulurée de chaque côté de deux gorges, l'une étroite et l'autre large. Les supports sont moulurés de la même façon. Au nord, le pilier engagé est agrémenté d'un chapiteau qui en fait n'est qu'une frise apparemment sculptée sur place. Le motif sont des oiseaux fantastiques : l'on se situe encore dans le monde imaginaire médiéval, comme le soulignent les chapiteaux d'autres églises reconstruites à la même époque, comme par exemple Bessancourt ou Villiers-le-Bel. À côté du chapiteau, l'ogive est reçu par un cul-de-lampe figurant un petit atlante. Au sud, le chapiteau fait défaut. Les ogives présentent un profil prismatique aigu, et la clé de voûte, malheureusement bûchée à la Révolution, mettait en scène deux bêtes sauvages qui s'affrontaient, portant apparemment un écusson. Vers le doubleau séparant la première de la deuxième travée, les ogives se partagent les chapiteaux avec le doubleau, qui est lui aussi flamboyant, et par ailleurs fortement déformé. Sur le chapiteau du nord, un monstre à tête humaine et un dragon portent un blason qui a été martelé. Sur le chapiteau du sud, l'on devine encore un motif comparable, mais l'humidité a fini par détériorer la pierre, avant que l'église ne fût restaurée. La fenêtre est en arc brisé, et entourée d'une gorge,.
Dans la seconde travée, les fenêtres sont aussi en arc brisé, mais n'ont pas été décorées. La voûte est fortement bombée dans le sens nord-sud, mais horizontal dans le sens est-ouest. Les voûtes bombées sont fréquentes pendant les premières décennies du voûtement d'ogives, et le profil, qui est d'une arête entre deux tores, est en usage dès la fin de la période romane jusqu'au début de la période rayonnante, soit pendant plus d'un siècle. Les deux petits chapiteaux gothiques conservés sont fort simples et archaïques, et il n'y a pas de formerets, pas plus que dans la travée adjacente. L'on note la position très basse des chapiteaux, assez proche du sol. Ainsi il est difficile de déterminer l'âge concret de la chapelle, qui n'est pas nécessairement très éloignée de la nef. Il est seulement certain que les chapelles sont les parties les plus jeunes de l'église, car si la troisième et la quatrième travée du chœur avaient été bâties en dernier lieu, l'on ne serait pas revenu vers un voûtement d'arêtes. La datation du début du XIIIe siècle n'est donc pas fiable. Dans l'angle nord-est, le chapiteau a été remplacé par un cul-de-lampe, dont l'on dit qu'il représente le diable sous l'apparence d'un moine cistercien,.
La chapelle latérale sud, dédiée à la Vierge Marie, communique avec le bas-côté par une arcade à deux rangs de claveaux, dont le rang inférieur est mouluré d'une gorge. Au sud, le tracé de l'arcade est incomplet, et elle se fonde dans le mur. Au nord, elle retombe sur une imposte de la pile romane au sud-ouest de la première travée du chœur. À côte, une ogive et un formeret retombent sur une imposte identique. La présence de formerets, même au-dessus des arcades vers le chœur, et le chapiteau gothique au milieu de ces deux arcades témoignent d'une exécution plus soignée, et parlent en faveur d'une date légèrement plus tardive. Le profil des ogives est toujours le même que dans la seconde travée de la chapelle du nord, et le doubleau intermédiaire adopte ce même profil. L'analyse des chapiteaux n'est plus possible, car ils ont été sacrifiés pour la pose d'un lambris de demi-revêtement au milieu du XVIIIe siècle. Reste néanmoins un élément bien caractéristique de la période gothique primitive dans le mur du chevet, à savoir un triplet de trois lancettes simples, dont celle du milieu plus haute que les autres, s'inscrivant dans un arc de décharge en plein cintre. Toute mouluration fait défaut, ce qui ne parle pas en faveur d'une date de construction bien avancée dans le XIIIe siècle.

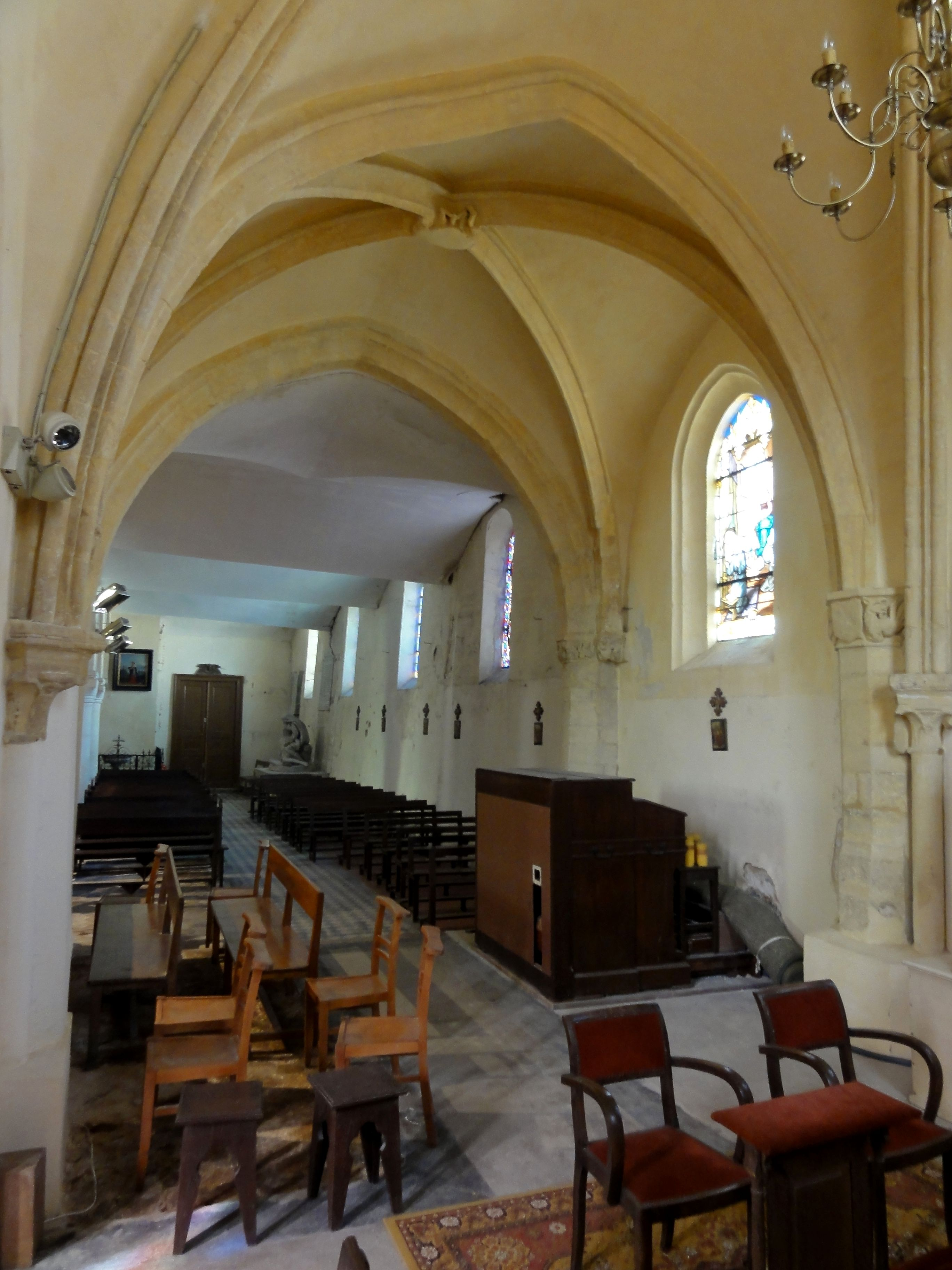
Chapelle latérale nord, vue vers l'ouest.
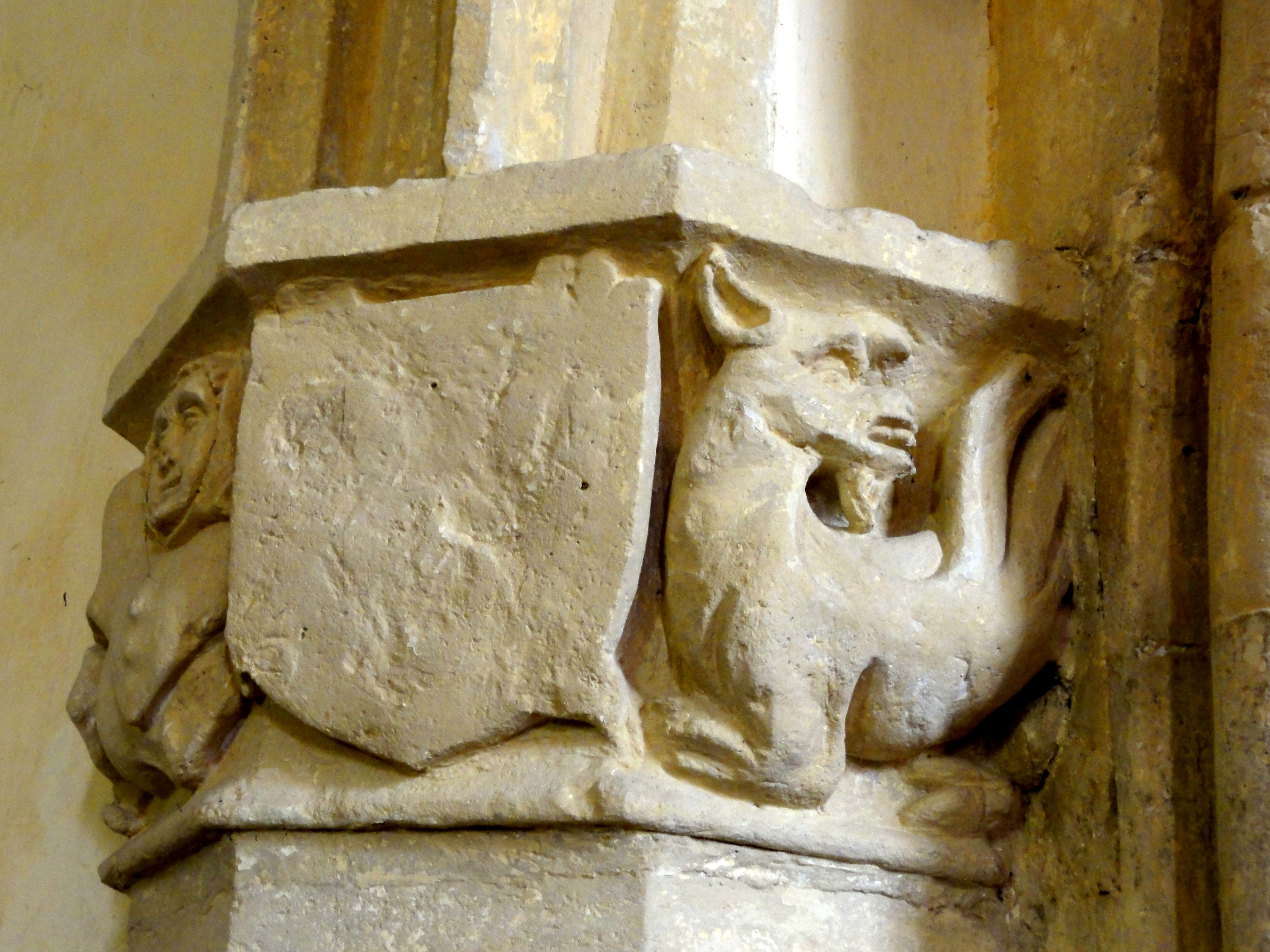
Arcade vers le bas-côté, chapiteau côté nord.
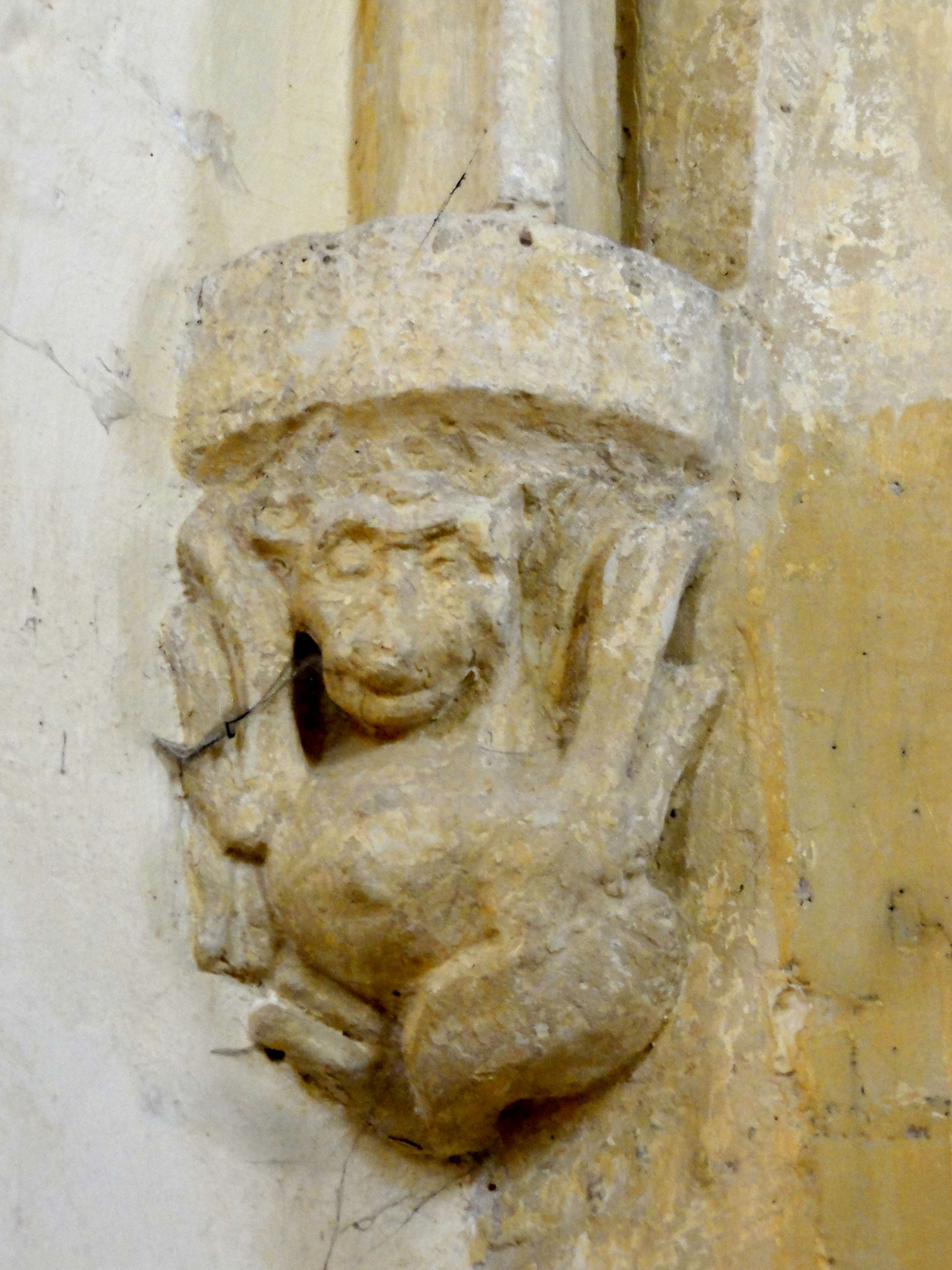
Chapelle nord, 2e travée, culot dans l'angle nord-est.
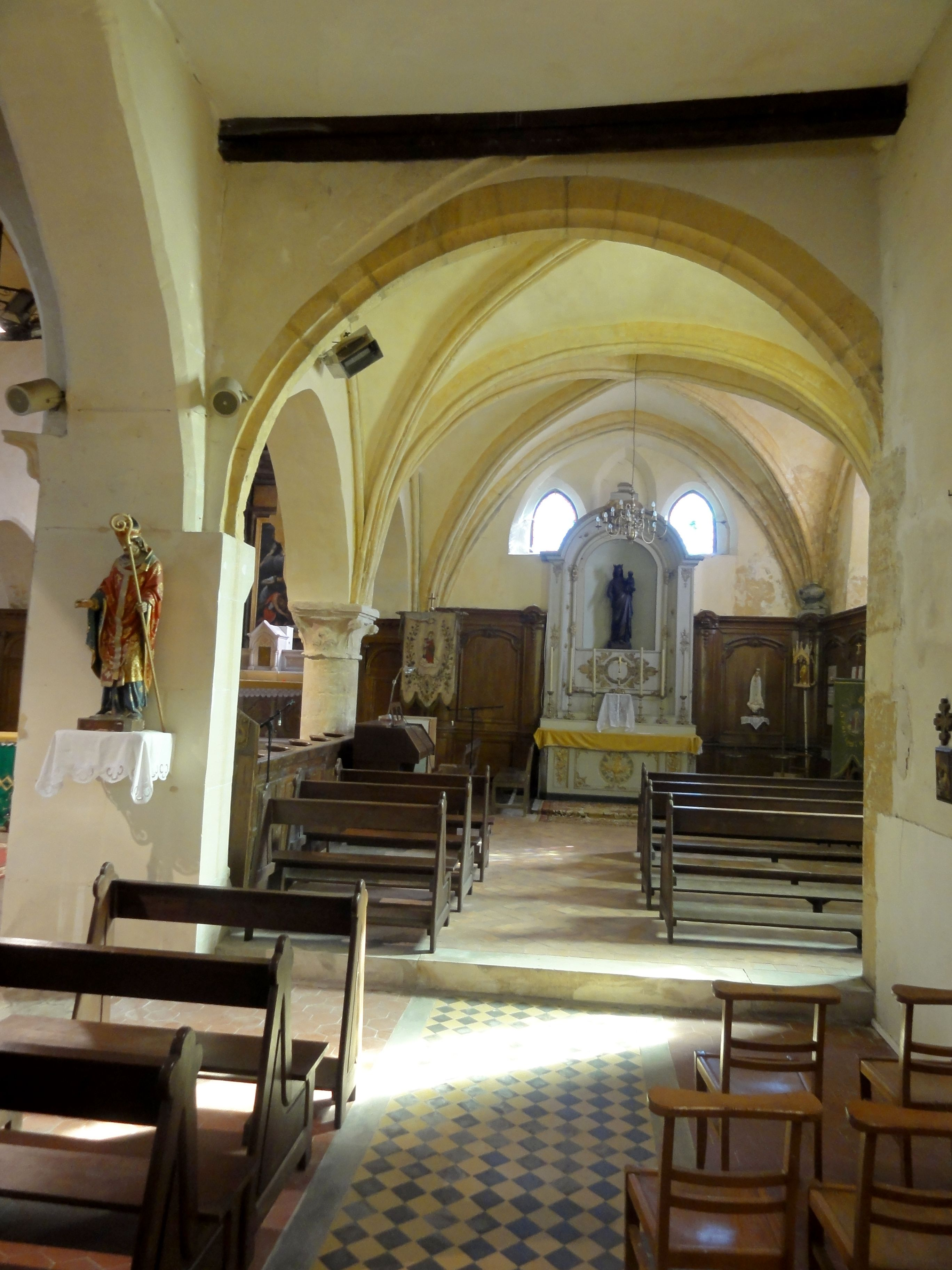
Bas-côté sud, vue dans la chapelle du sud.
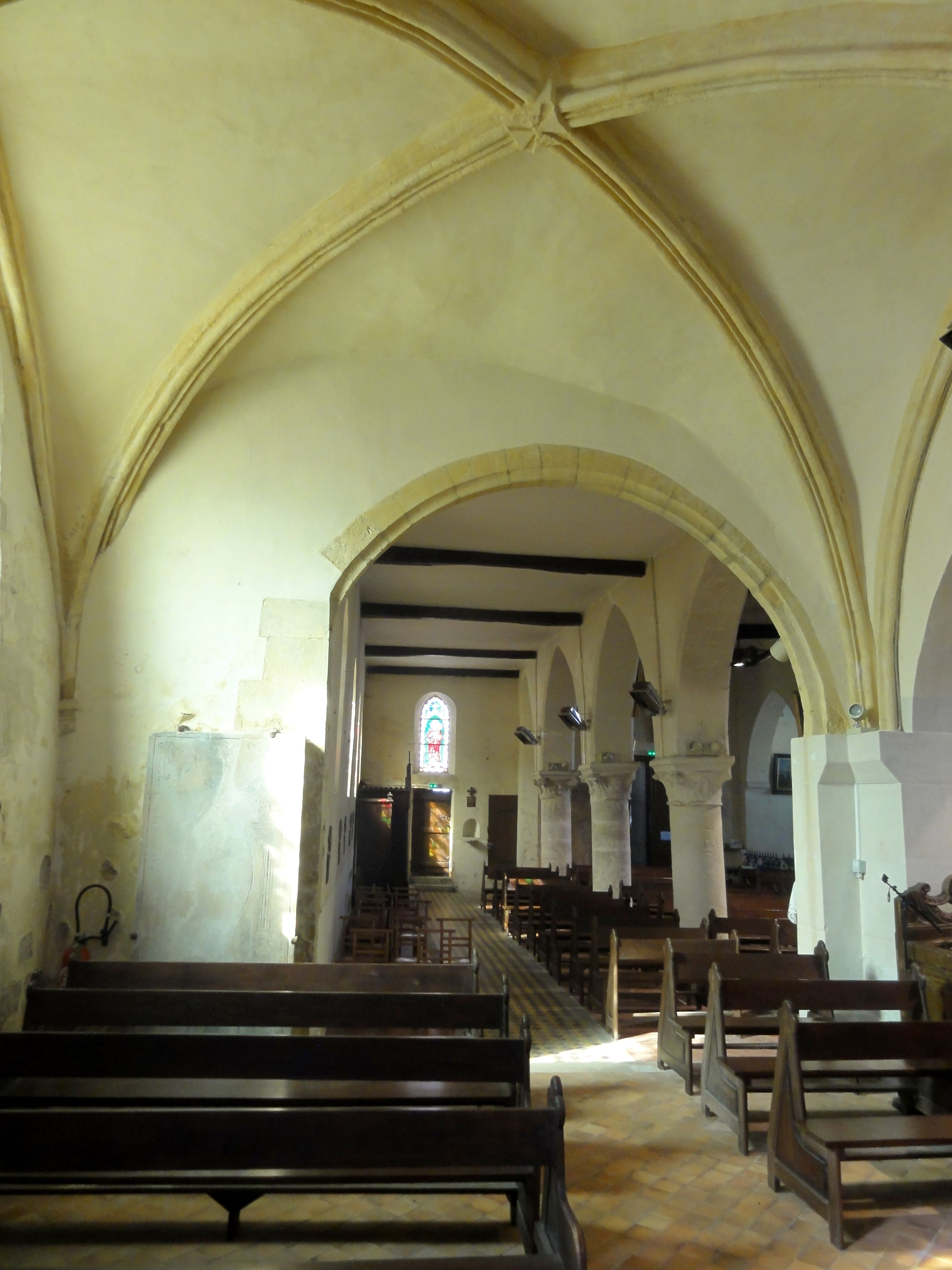
Chapelle latérale sud, vue dans le bas-côté.
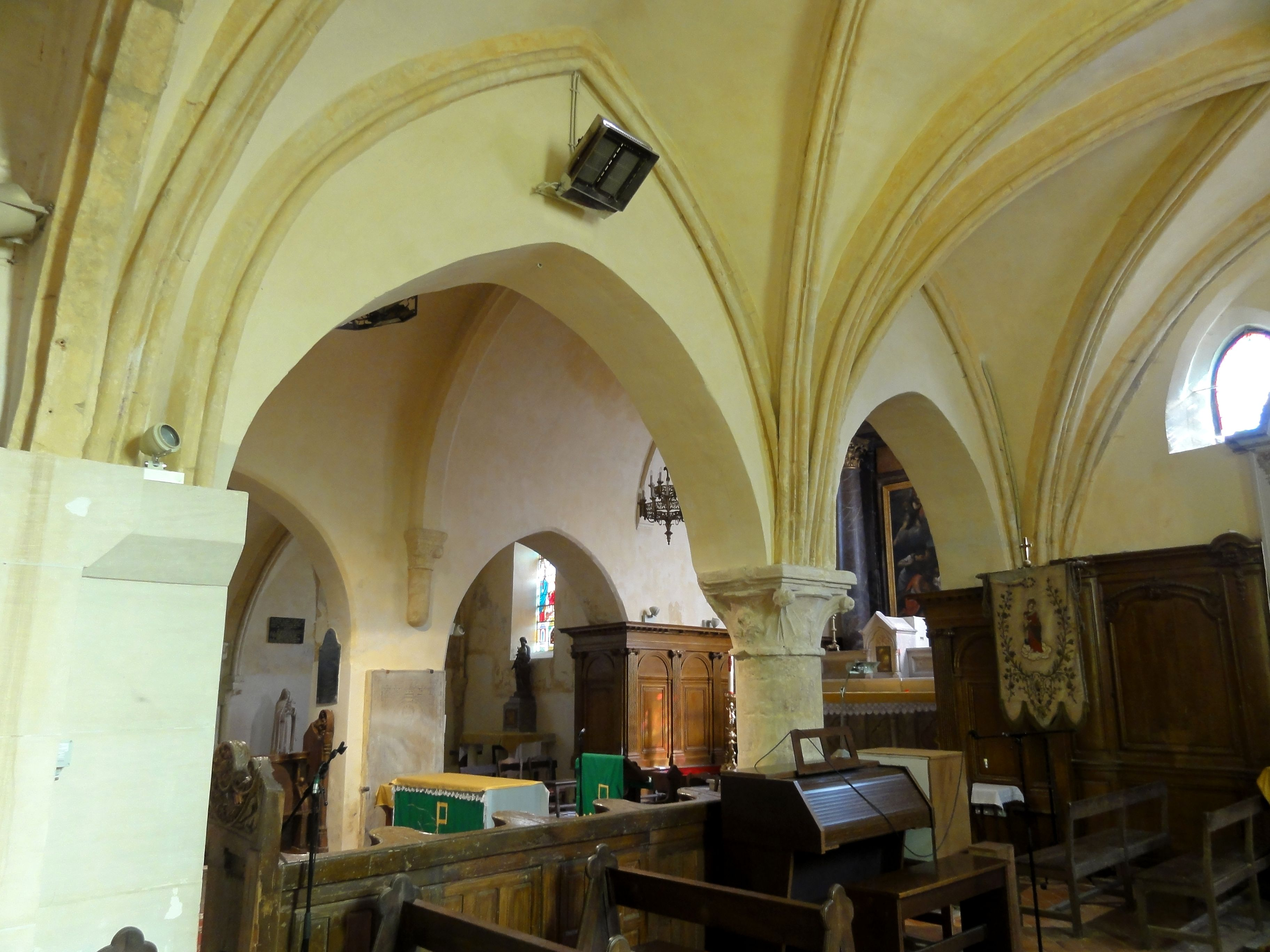
Chapelle latérale sud, arcades vers le chœur.

### Extérieur

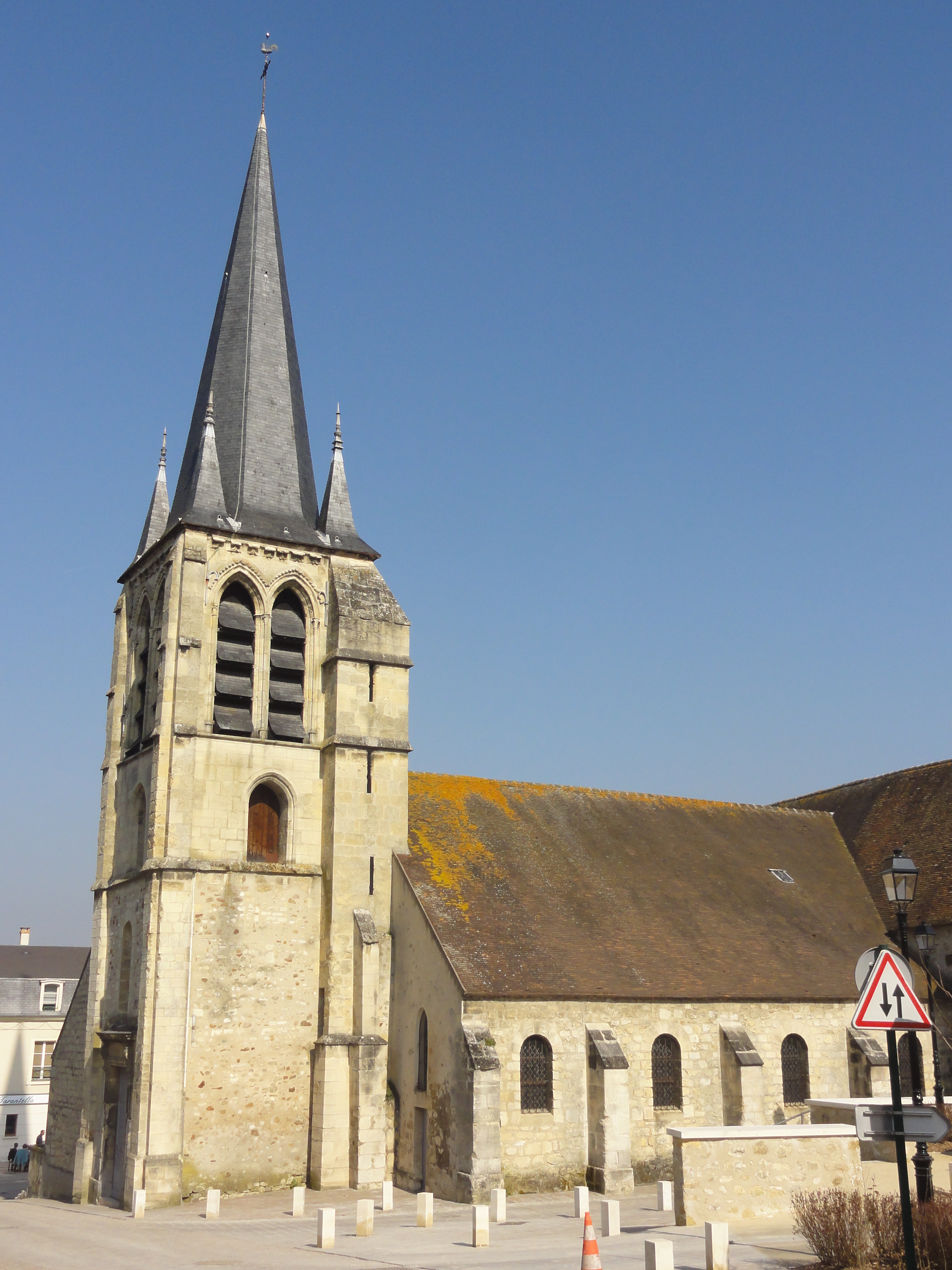
Vue depuis le sud.

Le clocher est, d'après Matthieu Lours, le seul élément de l'église qui révèle une véritable ambition architecturale. Selon la tradition orale locale, ses fondations remonteraient à l'époque carolingienne, et donc tout au moins au Xe siècle. Si cette légende n'a pas encore été vérifiée, elle permet néanmoins l'hypothèse que le clocher a toujours occupé le même emplacement. À la période romane et gothique dans le nord de l'Île-de-France, les clochers s'élèvent plus couramment au-dessus de la croisée du transept, ou sinon, à côté du chœur. Les clochers-porche précédant la nef sont issus effectivement de la tradition carolingienne et rhénane, et les plus anciens clochers conservés dans la région sont des clochers-porche : Saint-Germain-des-Prés (fin Xe siècle), Morienval (dernier quart XIe siècle), Poissy (limite XIe / XIIe siècle), ainsi que plus tardivement Saint-Leu-d'Esserent. Le clocher d'Asnières ne devrait pas être plus ancien que la nef, car son style est clairement gothique, même si les contreforts d'angle sont encore plats comme à la période romane. En même temps, ils portent des larmiers au niveau des fenêtres de l'étage de beffroi, qui relèvent de l'esthétique gothique. Le clocher est de plan carré, et sa tourelle d'escalier situé au sud-est l'est également. À mi-hauteur, soit à deux tiers de la hauteur du pignon de la nef, il est scandé par un glacis formant larmier. En dessous de ce glacis, les murs sont bâtis en moellons. Ils sont aveugles au nord et au sud. Le mur occidental a été remanié à la période classique : il comporte un portail rectangulaire sans intérêt, surmonté d'une fenêtre en plein cintre. Cette fenêtre éclaire l'intérieur du porche, où elle paraît comme étant rectangulaire du fait de l'existence d'un faux plafond. Au-dessus du glacis, le clocher comporte deux étages bâtis en pierre de taille. Le premier, moins élevé que le suivant, est pourvue d'une baie en arc brisé de trois côtés. Ces baies sont entourées de deux rangs de claveaux, tous les deux aux arêtes abattues. Un boudin marque le début de l'étage de beffroi. Il est percé de deux grandes baies en tiers-point sur chaque face, qui sont flanquées de grêles colonnettes à chapiteaux, celle du milieu étant partagée par les deux fenêtres contigües. Les chapiteaux de crochets sont de plan rond et supportent une fine archivolte torique, du même diamètre que les colonnettes, surmontée d'une gorge et d'un rang de dents de scie, comme sur la tour Saint-Rieul de Louvres. L'étage se termine par une frise de grandes feuilles d'acanthe, comme sur le chœur de Montataire, la façade de Santeuil et la nef de Vauciennes. Suit une flèche octogonale en charpente, recouverte d'ardoise et flanquée de quatre clochetons. Elle succède probablement à un toit en bâtière, avec donc deux pignons à l'est et à l'ouest, si l'on considère que le clocher d'Asnières-sur-Oise suit la lignée de clochers gothiques du Val-d'Oise inaugurée par les clochers de Nucourt et d'Auvers-sur-Oise.
Tout le reste de l'église est construit en moellons, qui sont un peu irréguliers et de taille moyenne pour les bas-côtés ; grands et bien retaillés pour la chapelle latérale sud ; et petits et noyés dans un mortier pour l'abside. La décoration fait complètement défaut et l'on ne trouve pas le moindre bloc sculpté, mais les formes sont néanmoins harmonieuses et bien proportionnées, et l'ensemble de l'église montre une grande homogénéité. La nef n'est pas visible extérieurement, car réunie sous une vaste toiture commune avec les bas-côtés. Les murs des bas-côtés sont épaulés par de massifs contreforts de section carrée, amortis par un glacis. Les pignons des chapelles sont percés de deux ouvertures rectangulaires pour l'aération des combles, et délimités par un bandeau. Les murs latéraux sont plus élevés que les murs des bas-côtés, ce qui renforce l'idée d'un transept, mais la différence de hauteur est négligeable à l'intérieur de l'église. Chaque angle de la chapelle du sud est pourvu de deux contreforts orthogonaux, auxquels s'ajoute un contrefort central. Ils présentent une retraite au niveau du seuil des fenêtres, puis un larmier, et se terminent par un glacis. En somme, la ressemblance avec les contreforts du clocher est grande. Sur l'abside, ils sont un peu différents, car le larmier à mi-hauteur est remplacé par un glacis, qui compense une retraite plus importante. Dans sa simplicité, l'abside d'Asnières-sur-Oise ne représente toutefois pas un cas isolé ; l'église de Grisy-les-Plâtres possède une abside identique à l'extérieur, mais voûtée d'ogives à l'intérieur.

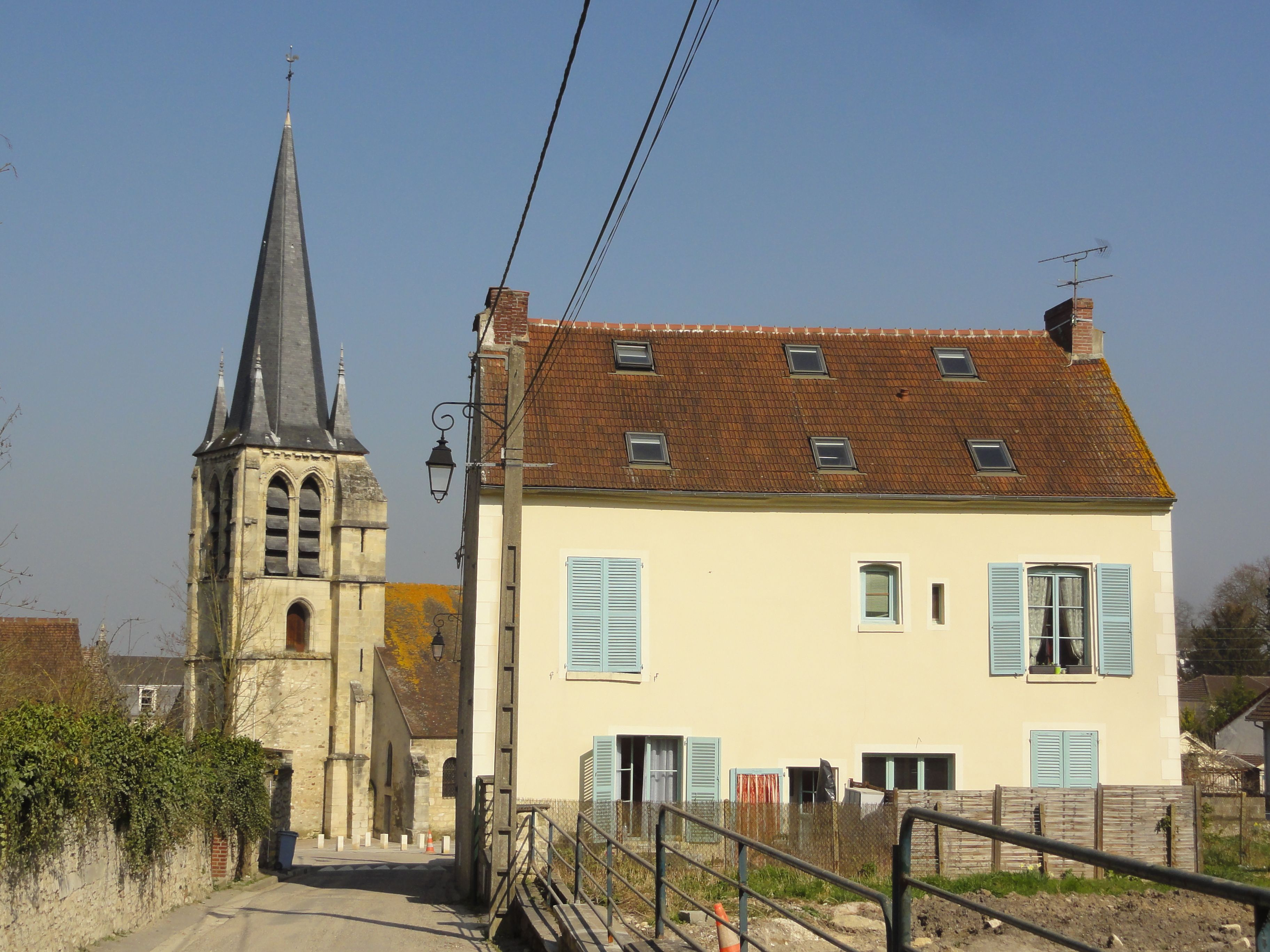
Vue depuis le sud, avec l'ancien presbytère.
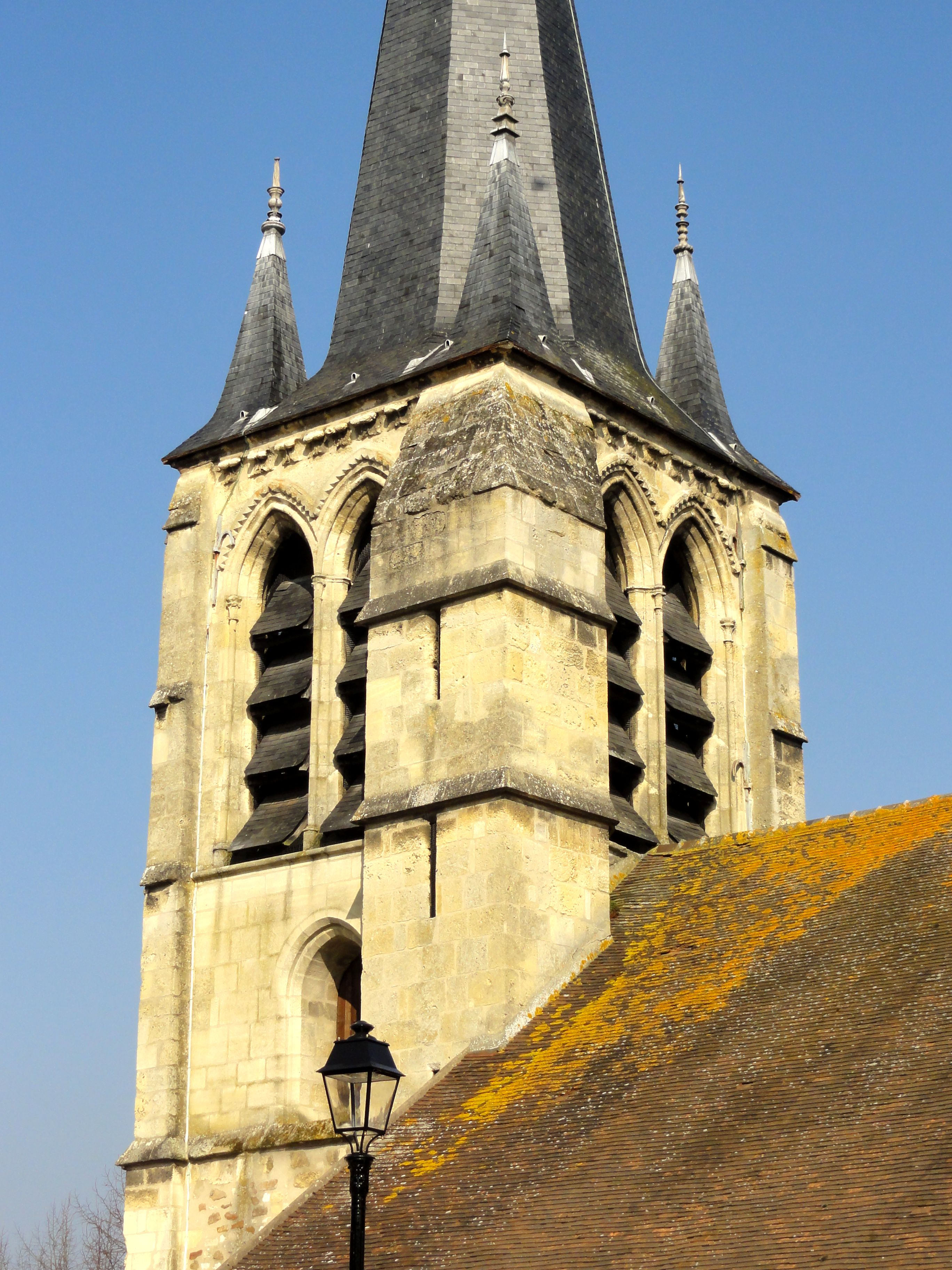
Clocher, étage de beffroi.
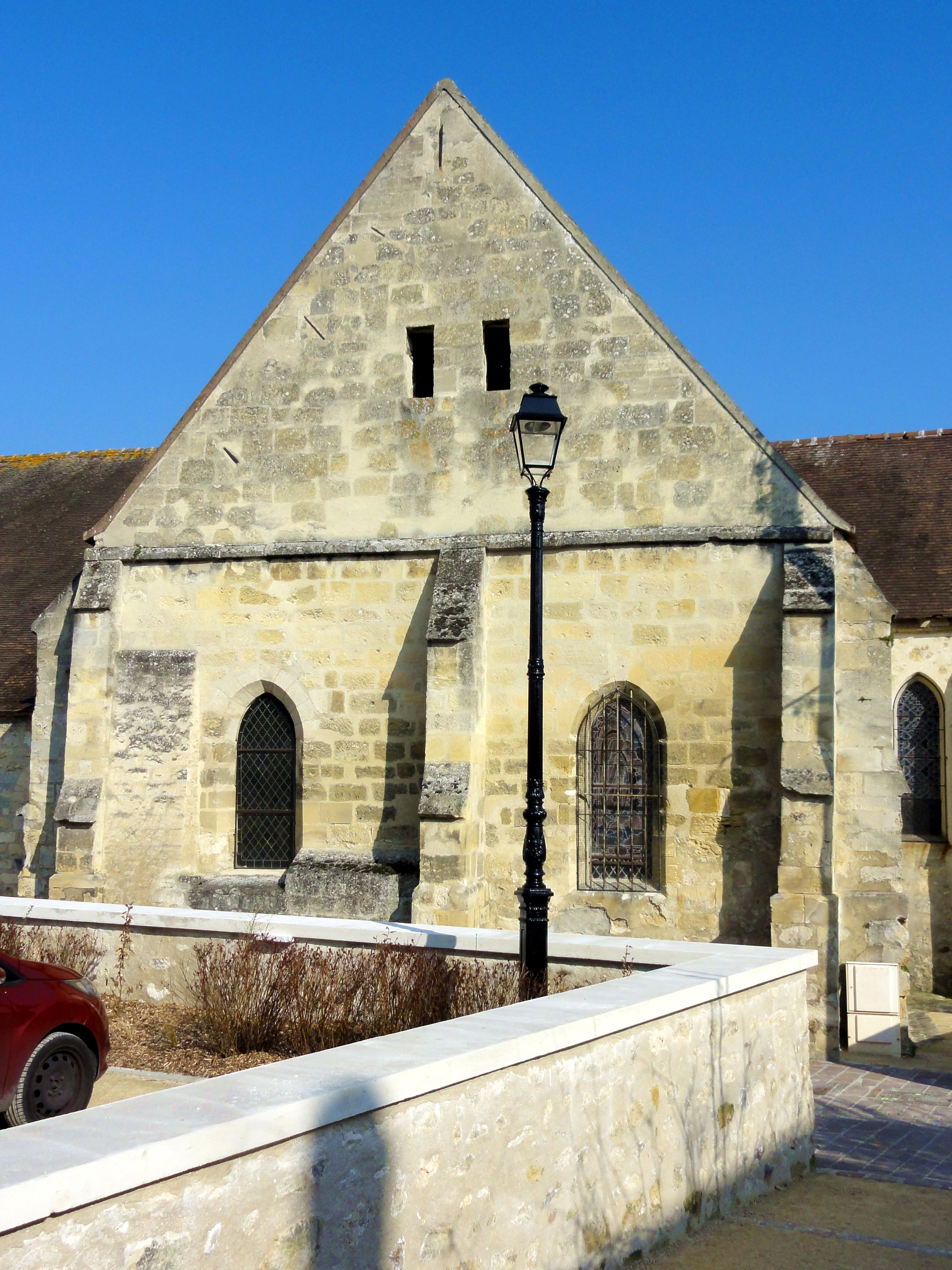
Pignon de la chapelle latérale sud.
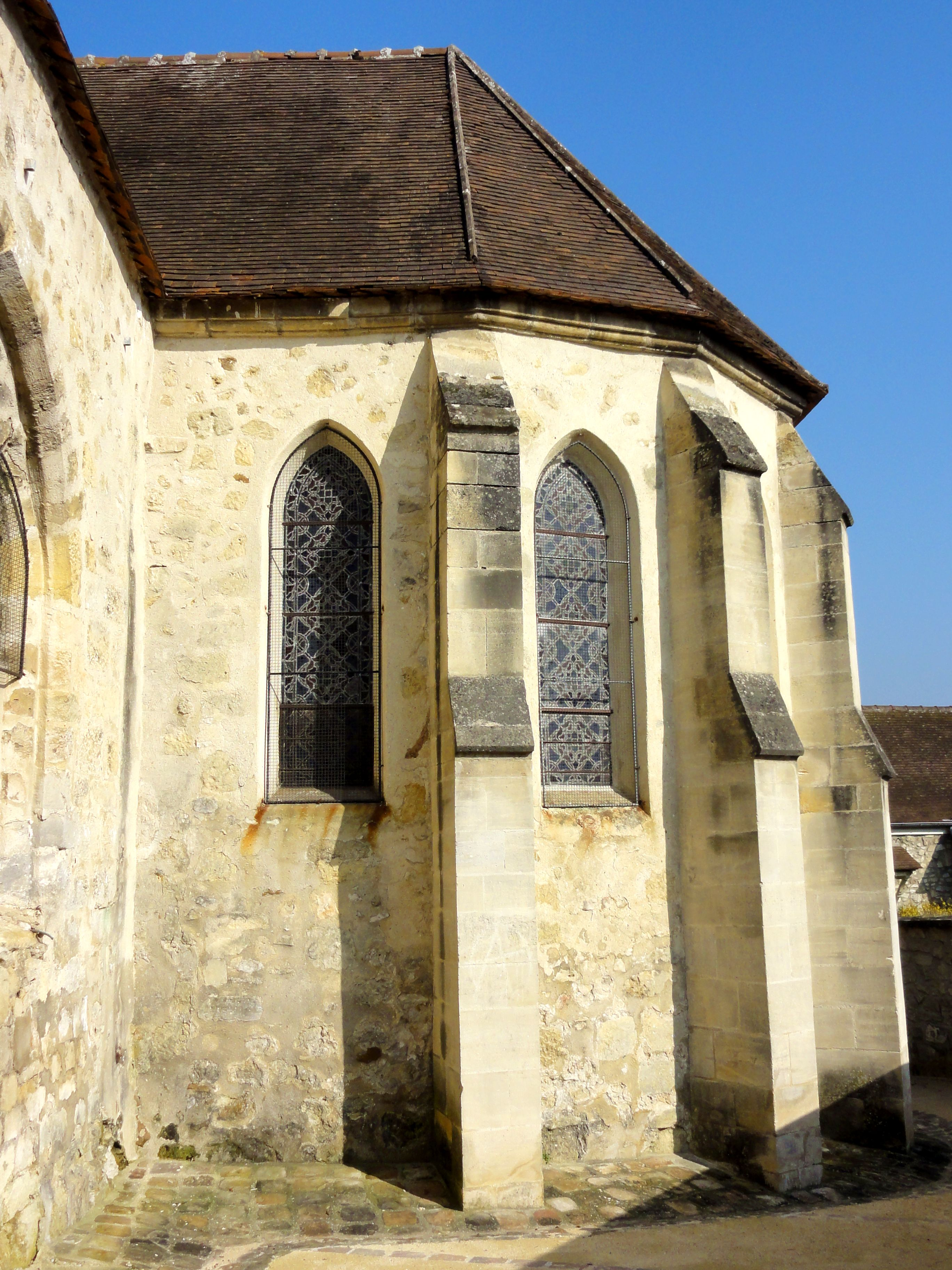
Abside, vue depuis le sud.
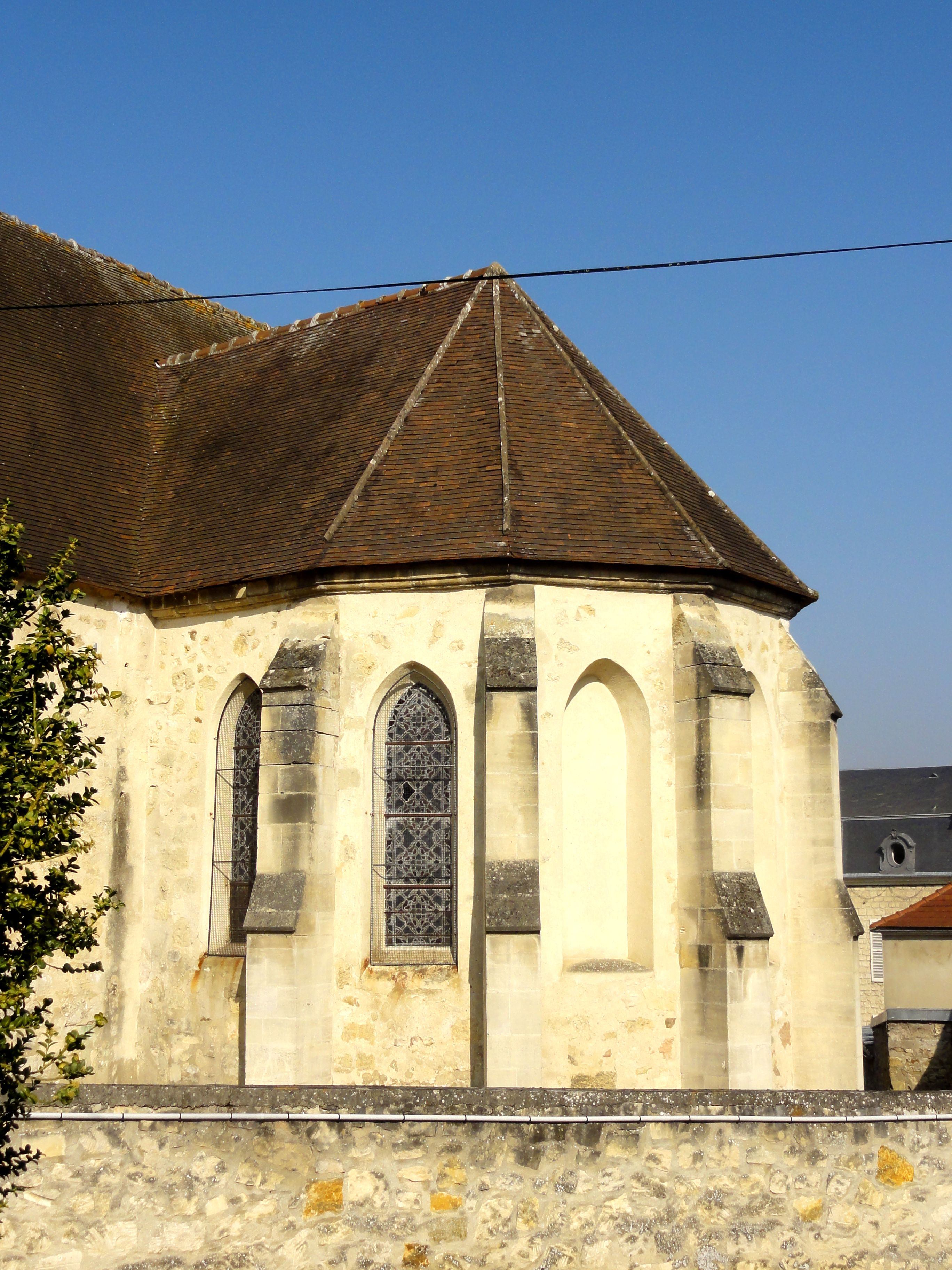
Abside, vue depuis le sud-est.
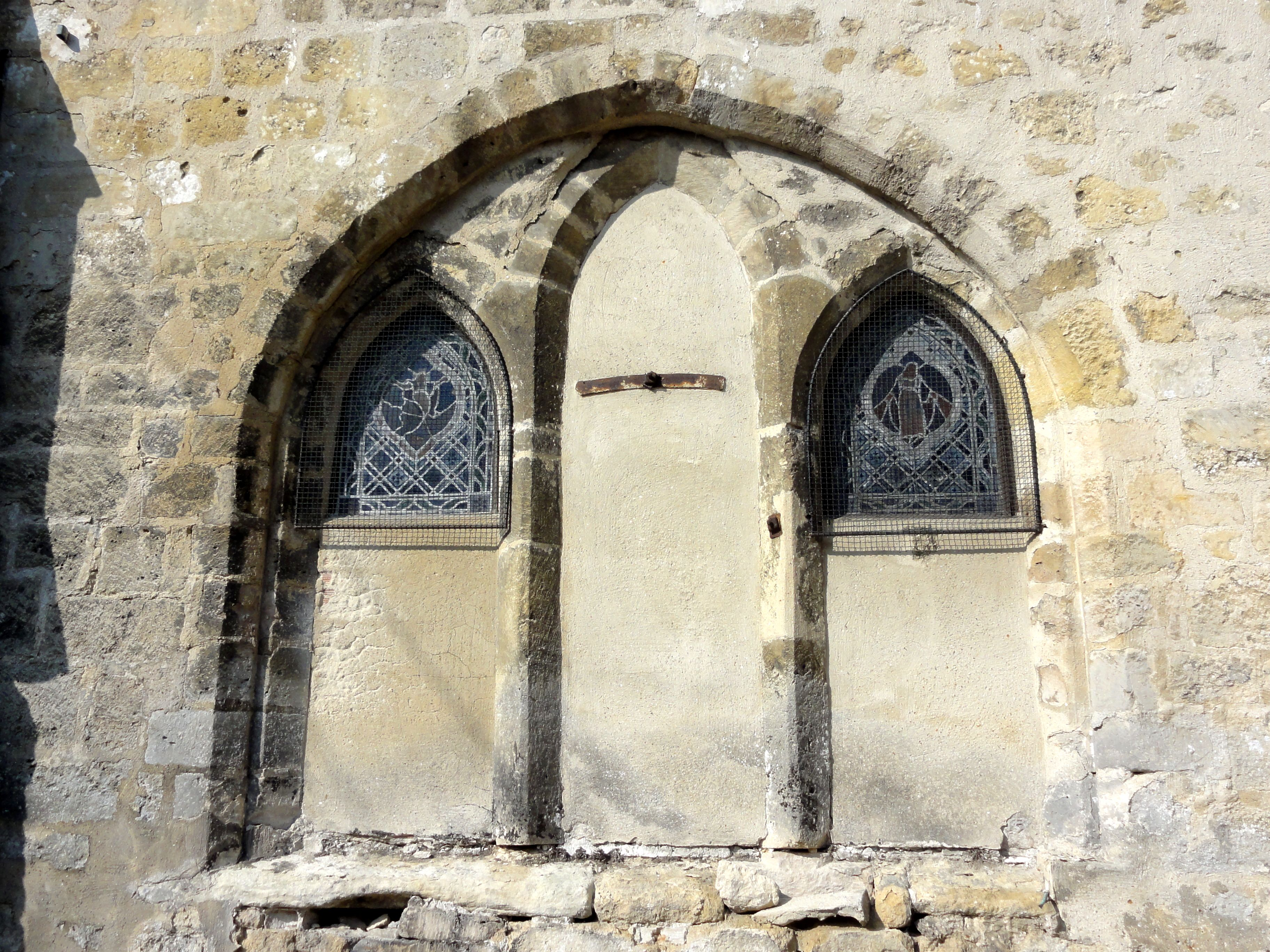
Triplet oriental de la chapelle latérale sud.

## Mobilier

### Mobilier liturgique et sculpture religieuse

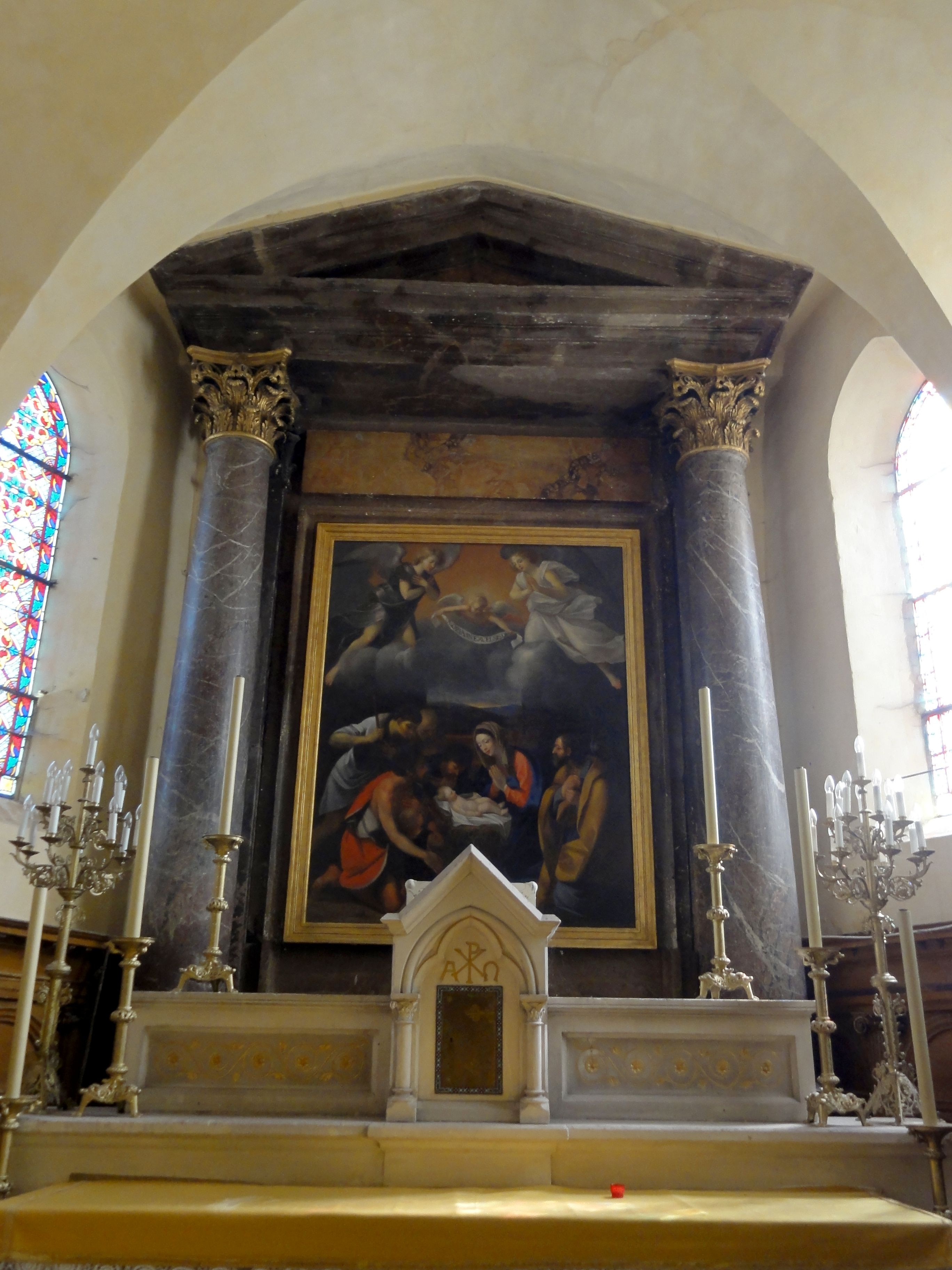
Retable du maître-autel.

La chaire à prêcher et le banc d'œuvre ont été supprimés au cours du XXe siècle. Il n'en reste qu'une tête de chérubin joufflu, de style baroque, accrochée au-dessus de la porte de la sacristie. L'on suppose qu'une poutre de gloire devait exister à l'entrée du chœur, mais l'on n'en voit aucune trace. Les éléments suivants du mobilier liturgiques sont classés : 
- Les stalles du chœur, deux groupes de quatre, datant du XVe siècle, sauf la dernière au sud, qui ne date que du XVIIe siècle[7]. Ces stalles proviendraient de l'abbaye de Royaumont.
- Le maître-autel, le tabernacle et le retable, qui est en marbre veiné blanc vert et marron et cantonnée de deux colonnes corinthiennes. Chaque colonne est placée sur un piédestal de pierre, et les colonnes supportent un entablement surmonté d'un fronton brisé. Le retable et peut-être le tabernacle proviennent de l'abbatiale de Royaumont[8], mais pas l'autel, que le marquis de Travanet avait donné à l'église de Viarmes[4].
- Le lambris de revêtement du chœur, formé de quatorze panneaux en bois taillé du dernier quart du XVIIIe siècle. Chaque panneau présente un rectangle mouluré surmonté d'un arc en plein-cintre. Les éléments sont séparées par seize pilastres ioniques cannelés, soutenant un entablement à corniche saillante, et reposant sur un soubassement à panneaux rectangulaires[9].
- L'autel et le retable de la Vierge en bois peint et doré, datant de la seconde moitié du XVe siècle[10].
- Le lambris de revêtement de la chapelle de la Vierge, formé de cinq paires de panneaux superposées en bois taillé du milieu du XVIIIe siècle. Les panneaux inférieurs sont plus petits, rectangulaires et décorées seulement d'un cadre. Les panneaux supérieurs présentent en haut une mouluration en segment d'arc, doublée par un ruban roulé, et ornée d'une coquille au centre de l'arc. Les travées sont séparées par des demi-colonnes tambours, qui habillent les colonnes engagées de la période gothique, et qui se terminent par une coquille d'où s'échappe une chute de fleurs[11] (Voir le chapitre Chapelles latérales).

D'autres éléments du mobilier, non moins intéressants, ne sont pas encore classés :
- Les fonts baptismaux en marbre, en entrant à gauche, ont été offerts par le duc et la duchesse de Conegliano en 1884. Ils sont entourés de l'ancienne grille de chœur, en fer forgé, offerte par les mêmes donateurs en 1890.
- La grande Pietà ou Vierge de Pitié au début du bas-côté nord est la copie d'un original de grande qualité provenant de l'abbaye de Royaumont, et a été réalisée en terre cuite en 1869.
- Devant le pilier à gauche de l'entrée du chœur, se trouve une statue en bois polychrome de saint Rémi de Reims, en habit épiscopal. Elle date de la fin du XVIIe ou du début du XVIIIe siècle (voir le chapitre Histoire).
- Devant le pilier à gauche de l'entrée du chœur, se trouve une statue en bois polychrome de saint Sulpice de Bourges, qui est une ancienne statue de procession, et date du XIXe siècle.
- La petite statue en bois de la Vierge à l'Enfant qui se trouve dans la niche du retable de la Vierge a été sculpté en 1885, en imitant le style du XIVe siècle.

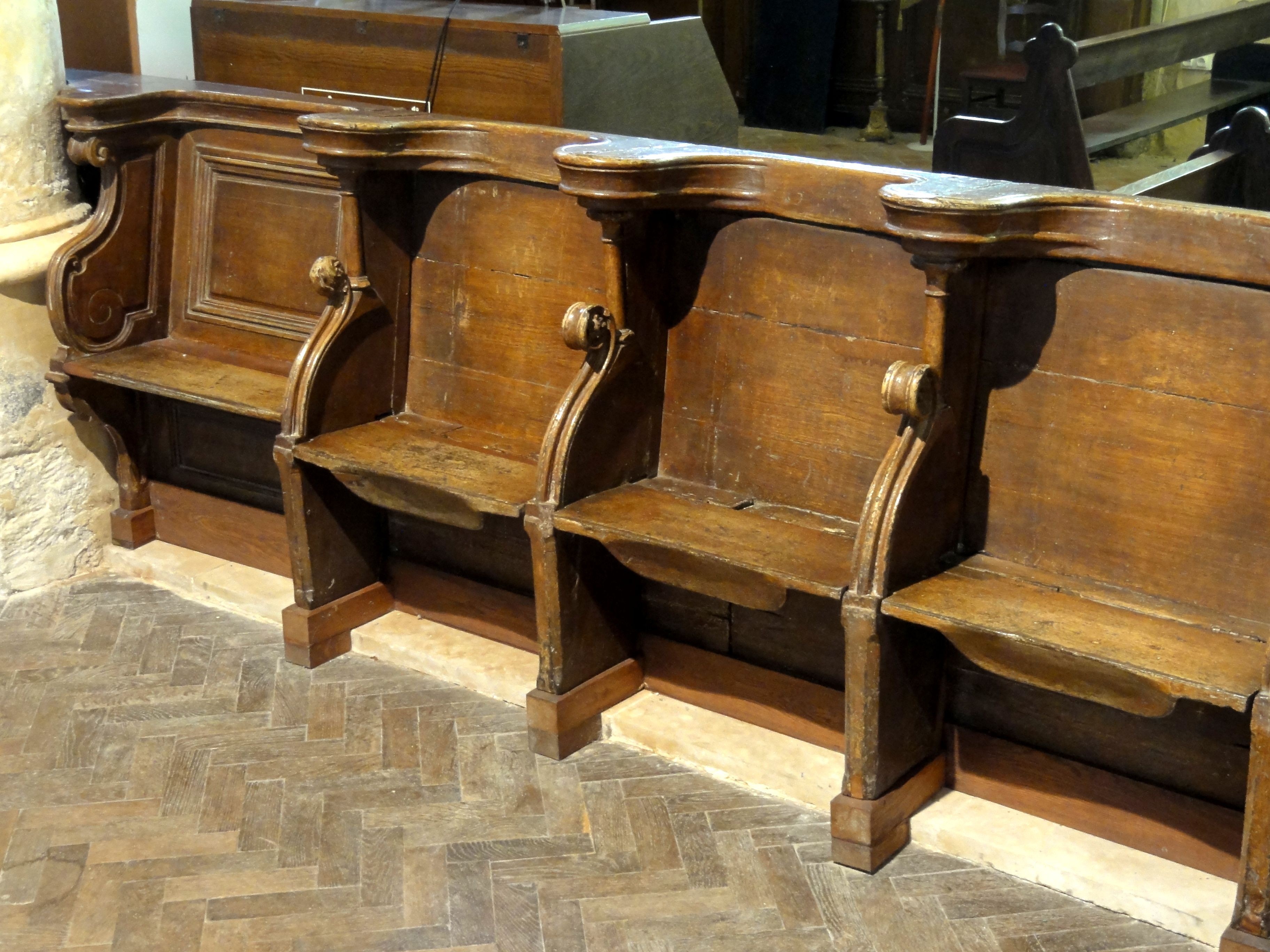
Stalles de Royaumont.
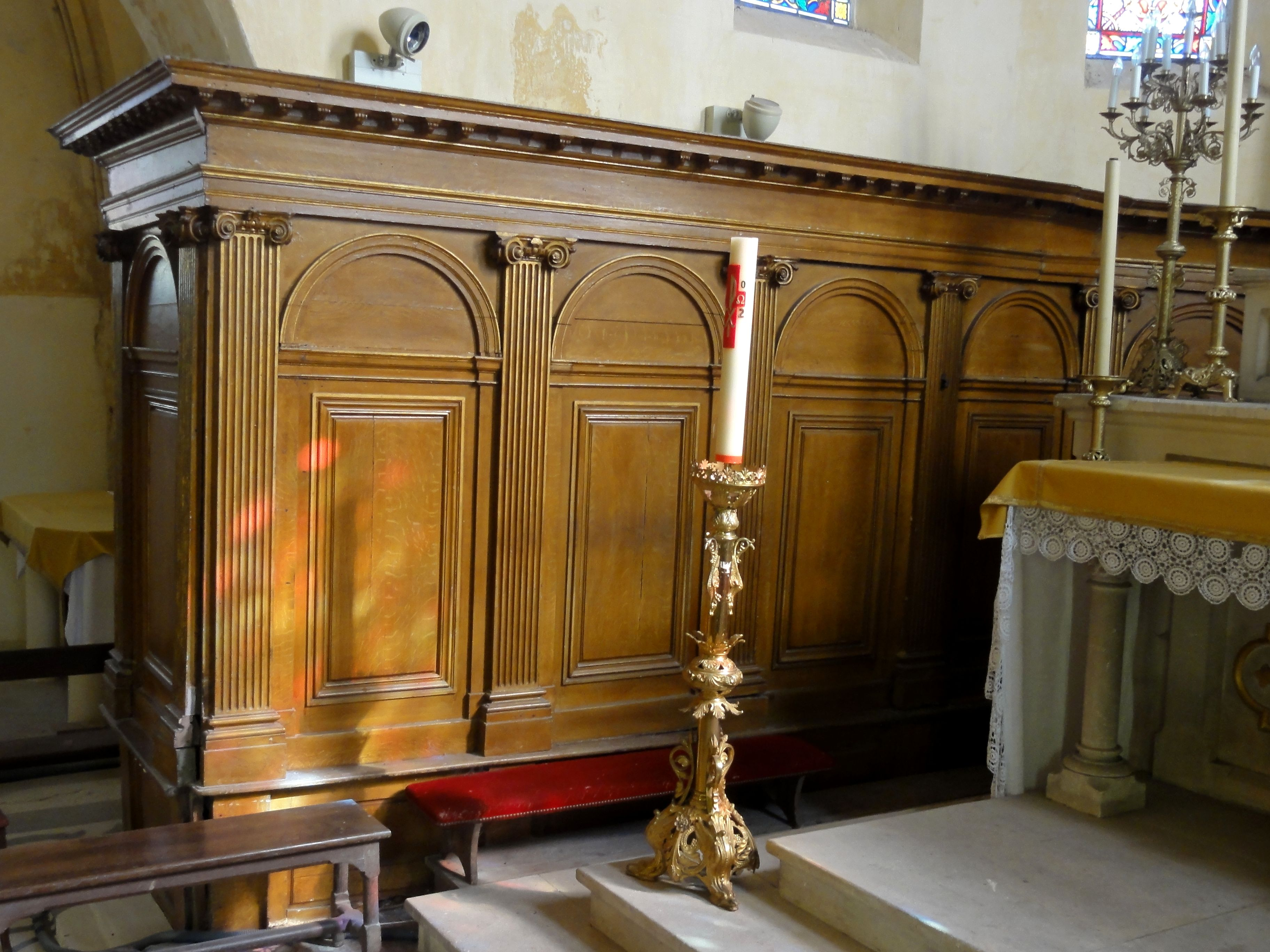
Boiseries du chœur.
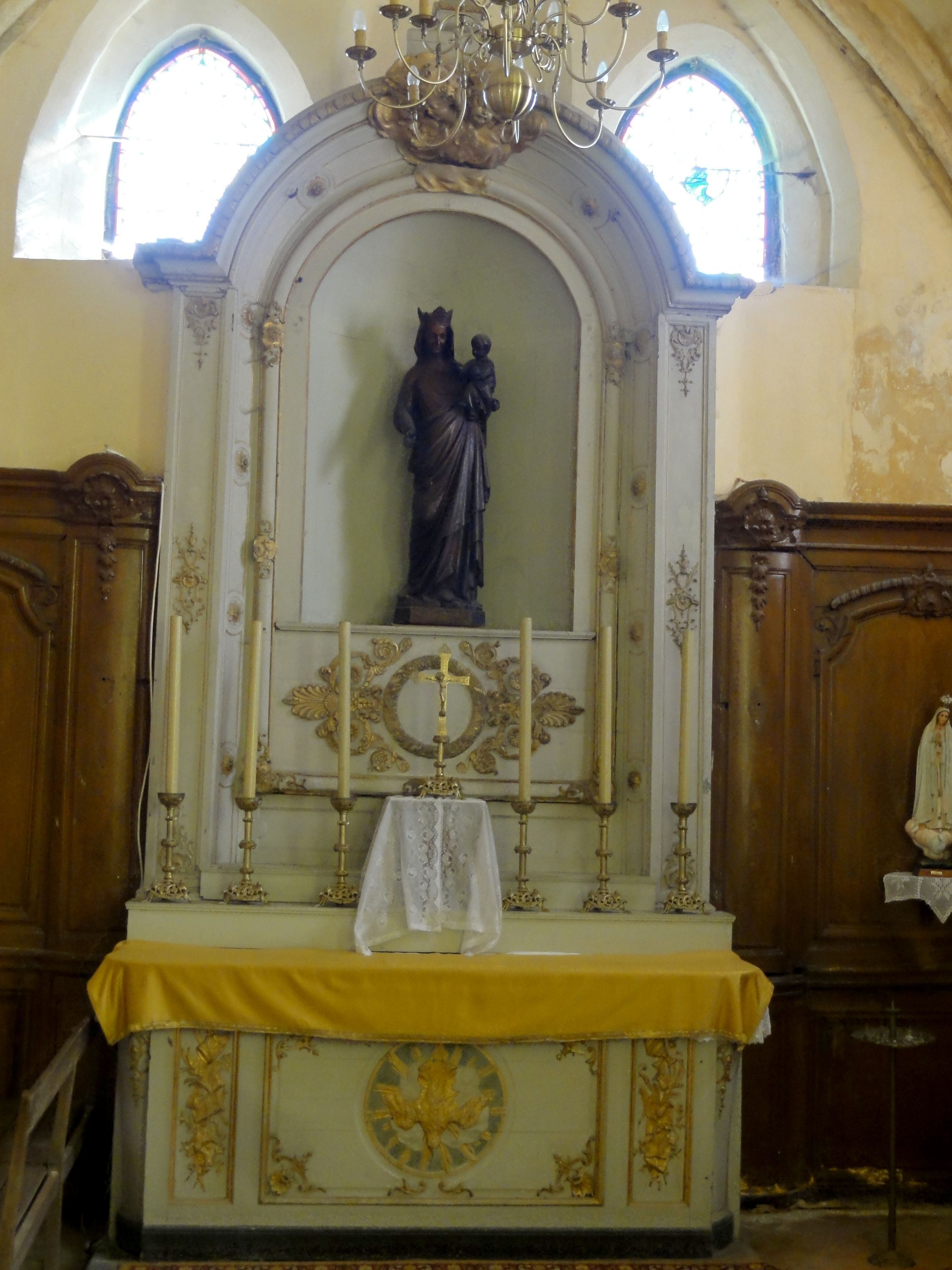
Autel et retable de la Vierge.
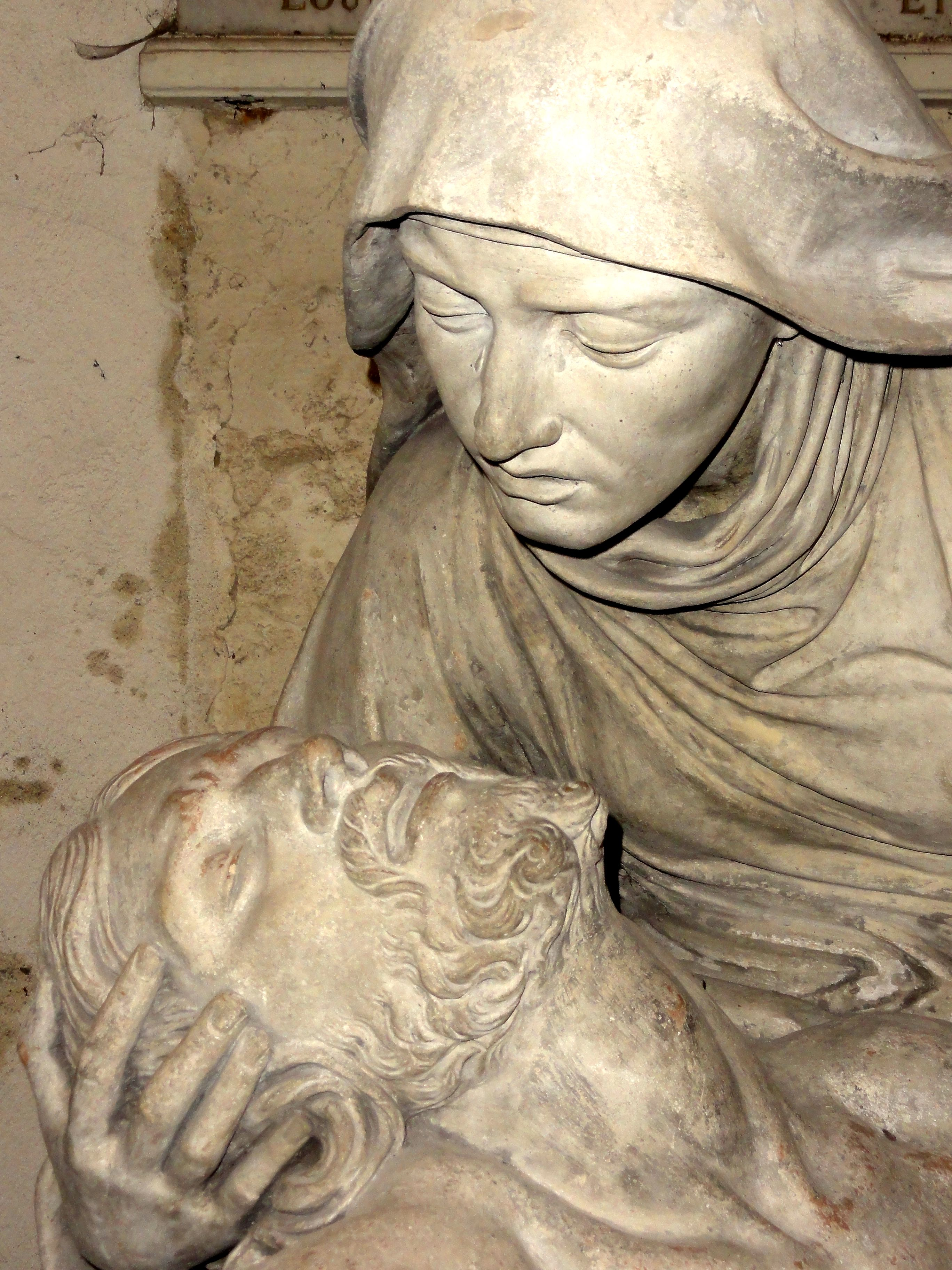
Groupe sculpté - Pietà.
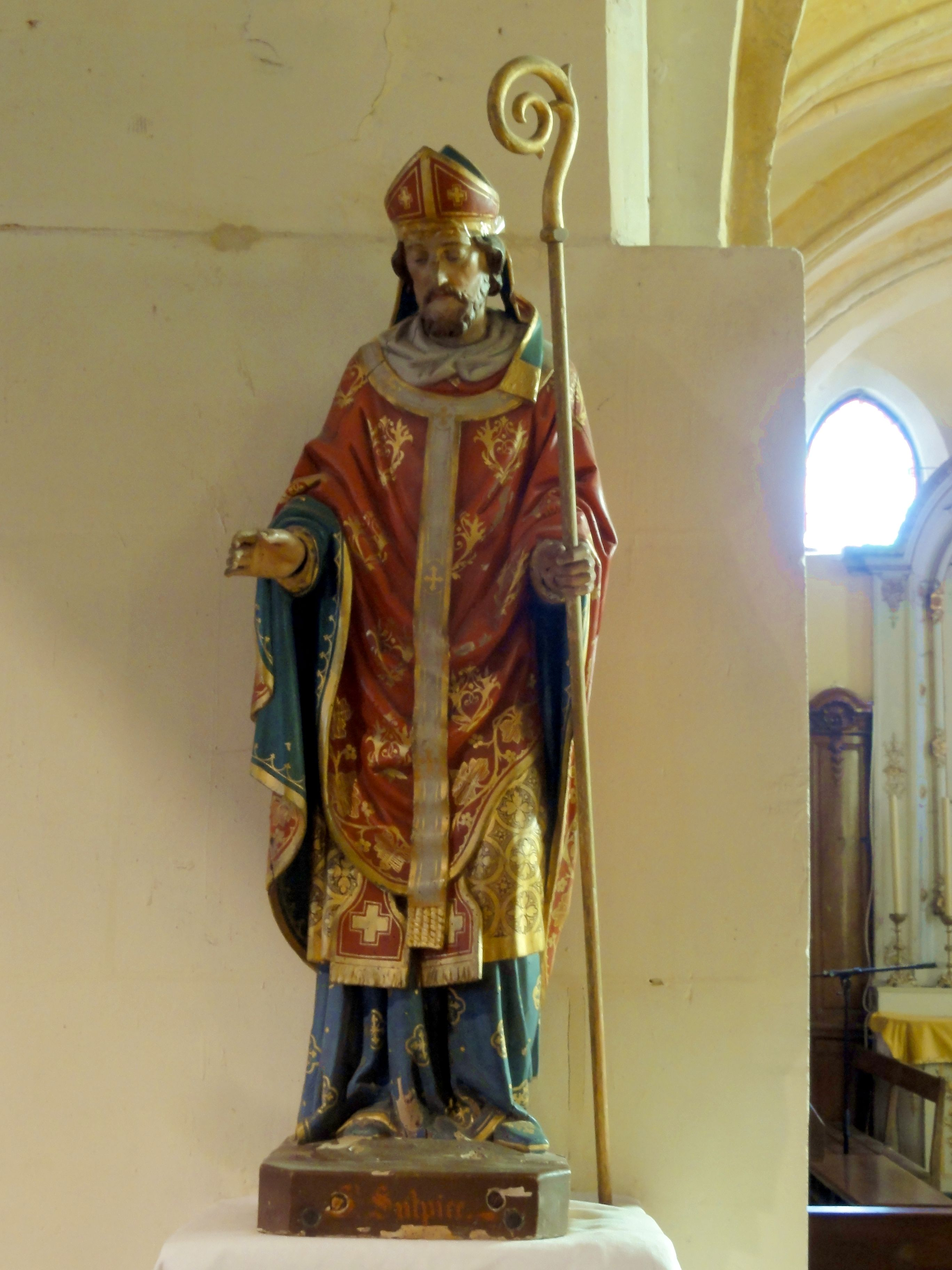
Statue de saint Sulpice.
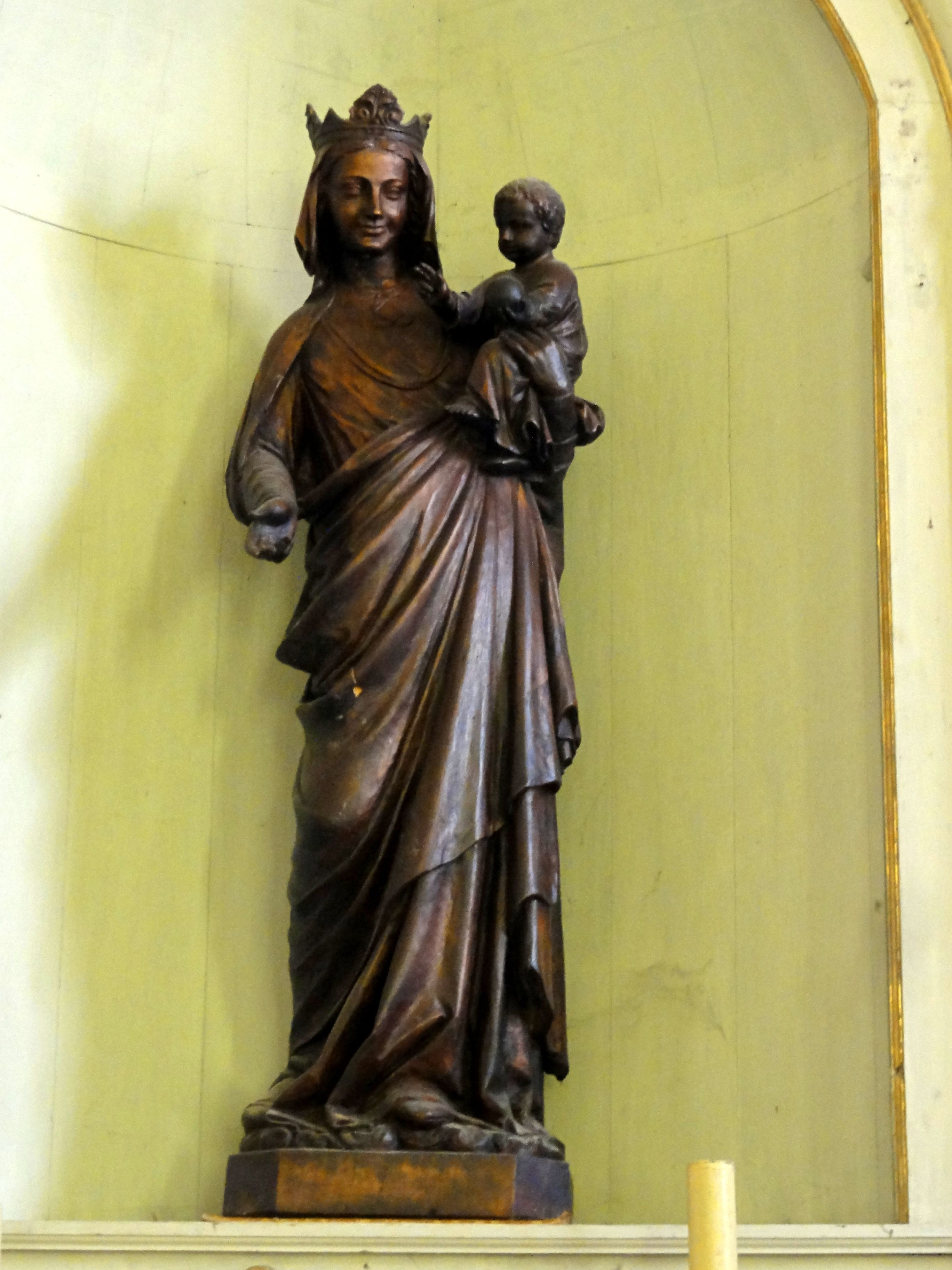
Vierge à l'Enfant.

### Peintures

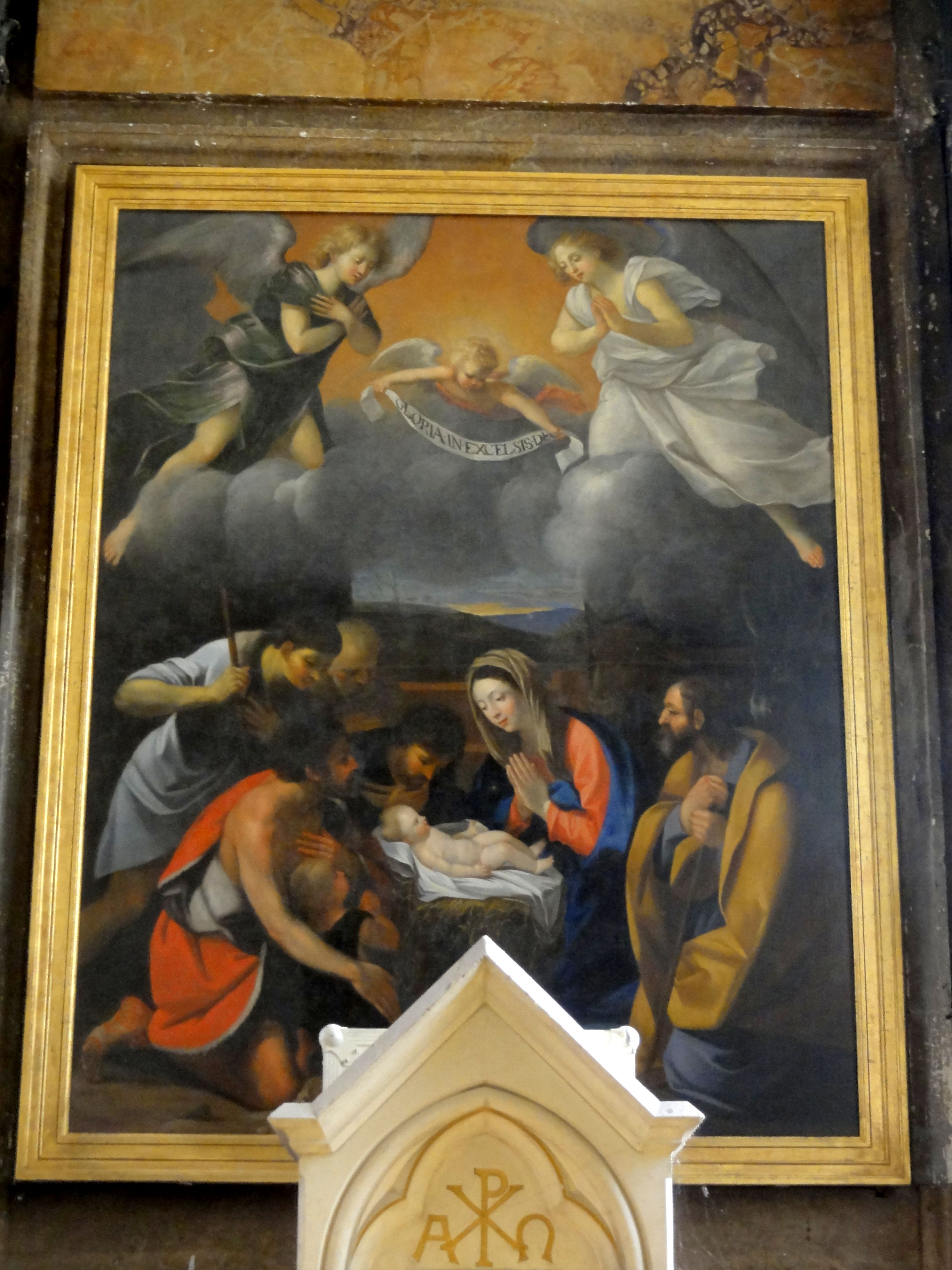
Adoration des bergers.

L'église possède huit tableaux, qui tous, sauf un, datent seulement du XIXe siècle. Le plus ancien est le retable du maître-autel, du milieu du XVIIe siècle. La plupart des tableaux sont accrochés au début de la nef. Six parmi eux sont classés monument historique au titre objet.
- Le tableau du retable du maître-autel, ayant comme sujet l'Adoration des bergers. Il est attribué à Daniel Sarrabat et a été peint vers 1650. Il mesure 230 cm de haut et 180 cm de large[12], et proviendrait, tout comme le retable et ses colonnes de marbre, de l'abbatiale de Royaumont.
- La série de quatre tableaux peints à l'huile sur toile au second quart du XIXe siècle par un maître anonyme, et représentant les quatre Évangélistes. Saint Marc tient un livre mais semble perdu dans un songe, et est accompagné d'une colombe. Saint Matthieu est représenté comme un moine âgé, tenant une plume et posant une main sur un livre. Saint Luc tient un Évangile dans sa main droite et dans sa main gauche, un tableau représentant sainte Marie et le jeune Jésus. Le jeune saint Jean est en train se déroule un parchemin sans le regarder, et son attribut, l'aigle, est difficilement identifiable à l'arrière-plan[13].
- Le tableau peint à l'huile sur toile par le peintre Frédéric Legrip en 1870, et représentant saint Louis roi, tenant dans ses mains un coussin portant la Sainte Couronne, devant ses deux fondations, la Sainte Chapelle et l'abbaye de Royaumont[14].
- Le tableau peint à l'huile sur toile au XIXe siècle par un artiste anonyme, et représentant saint Rémi de Reims avec une longue barbe et en habit d'évêque, dans une église où une porte est ouverte sur la ville. Cette œuvre d'un style un peu lourd et naïf n'est pas classée.
- Le tableau peint à l'huile sur toile au XIXe siècle par un artiste anonyme, et représentant l'Ecce homo, d'après Charles Le Brun. Il n'est pas classé.

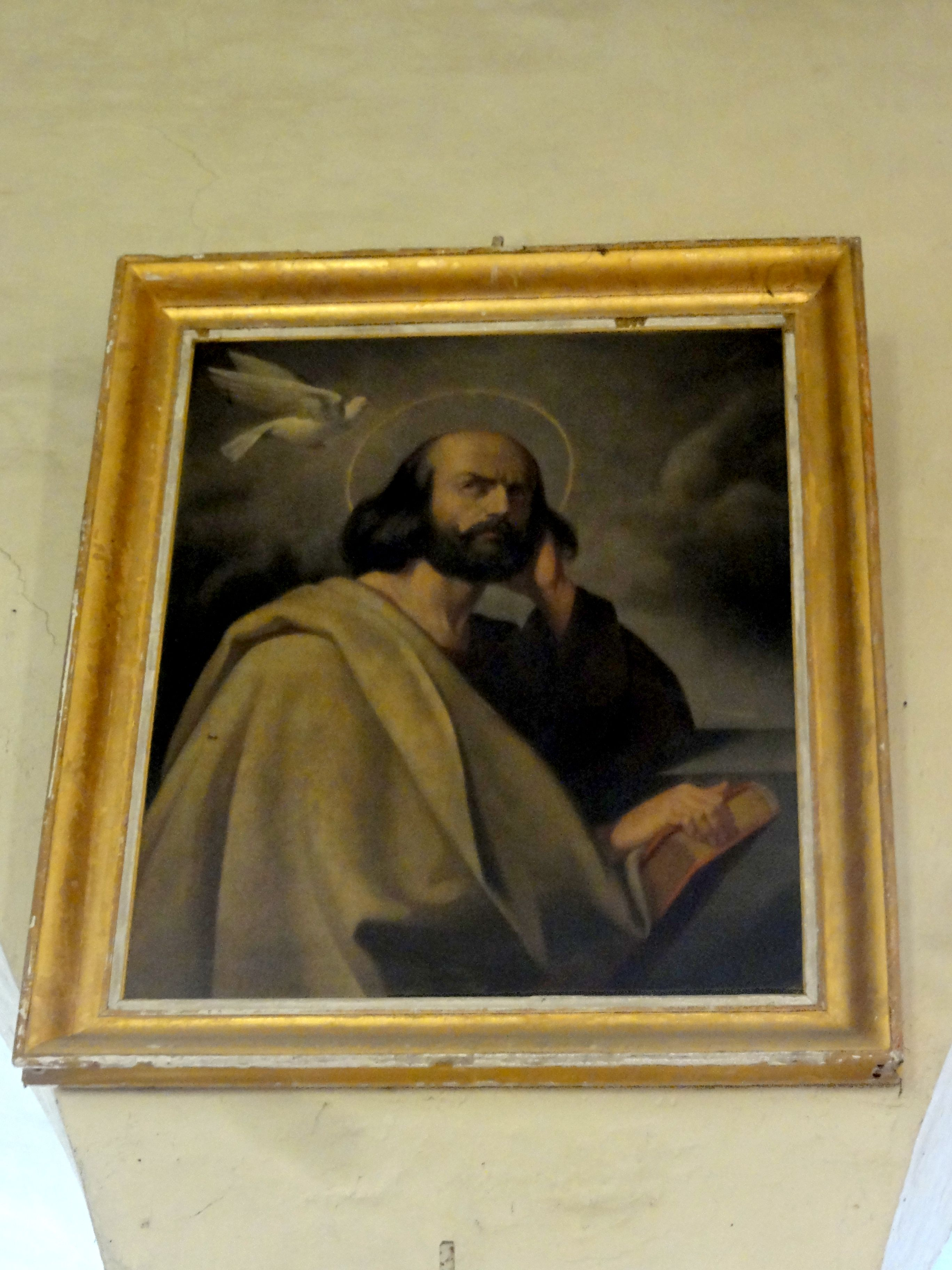
Saint Marc.
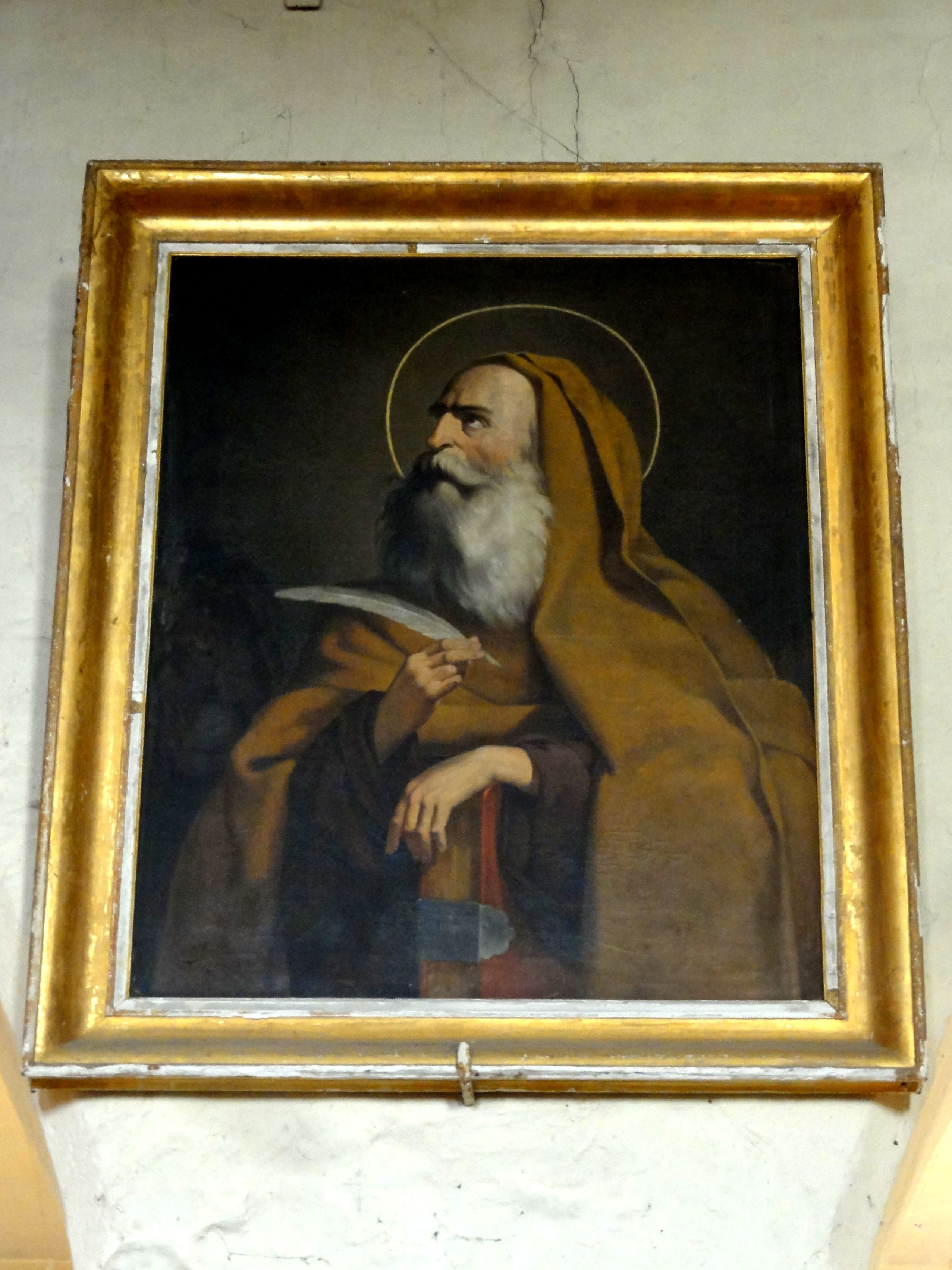
Saint Matthieu.
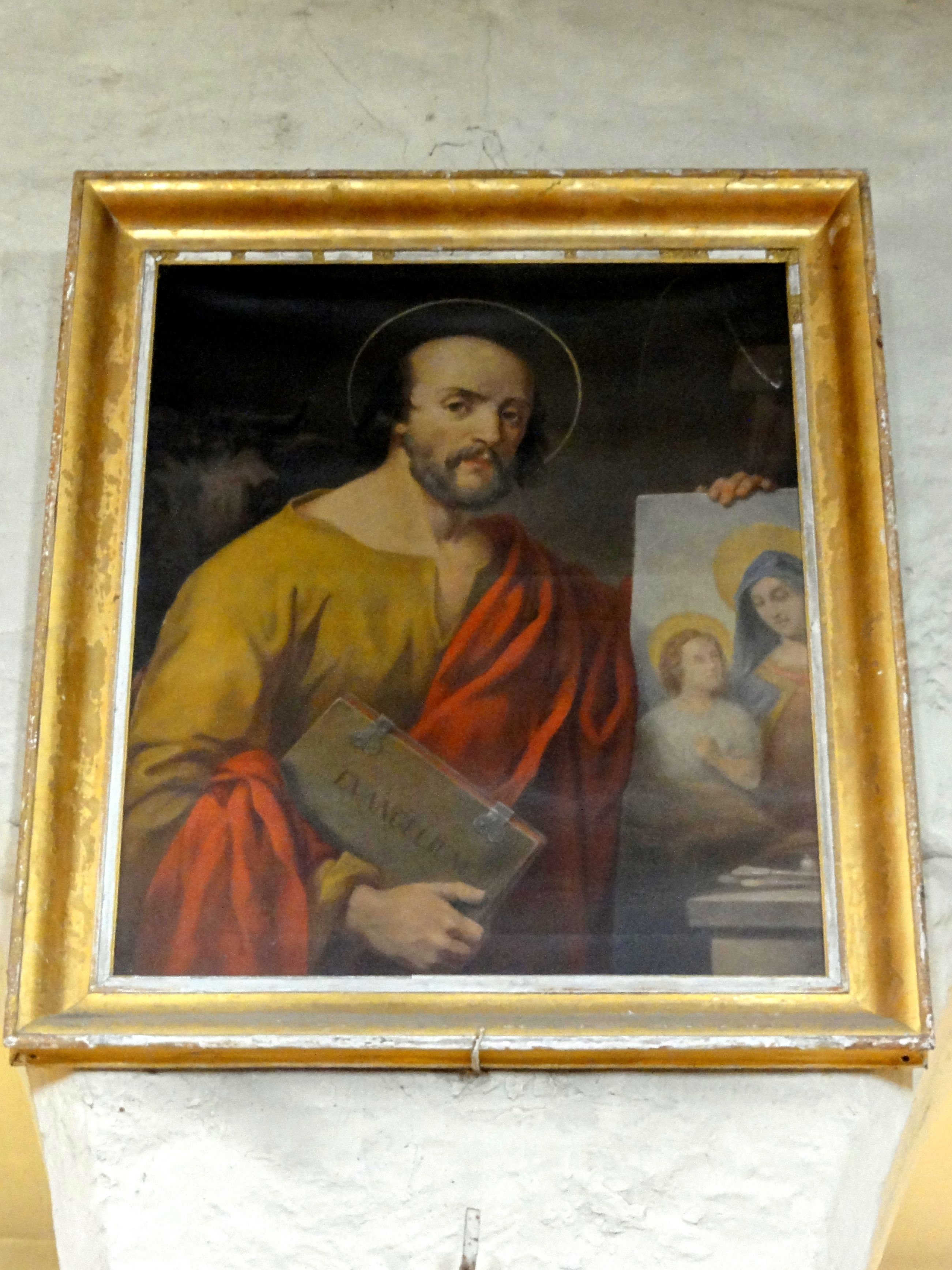
Saint Luc.
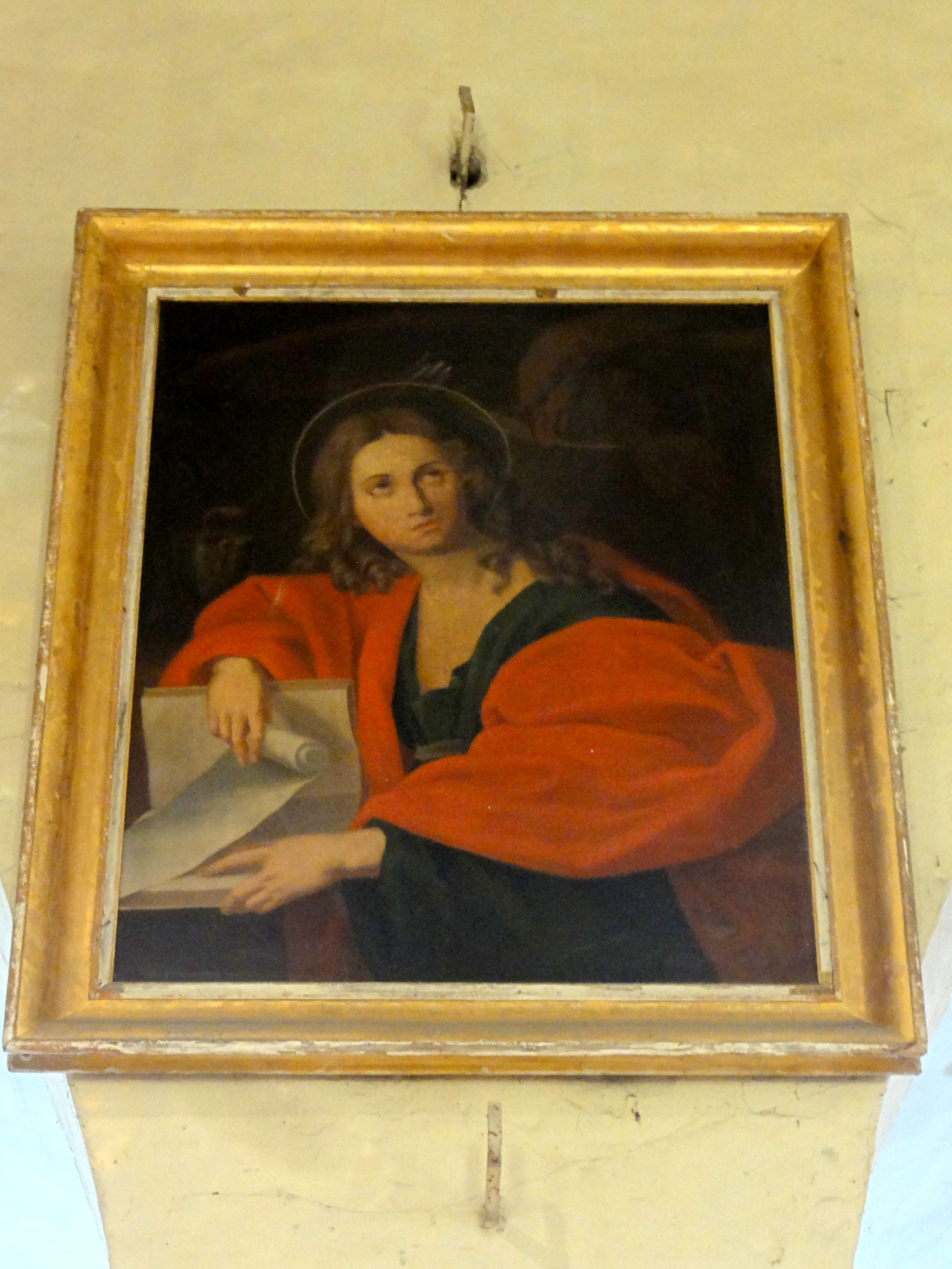
Saint Jean.
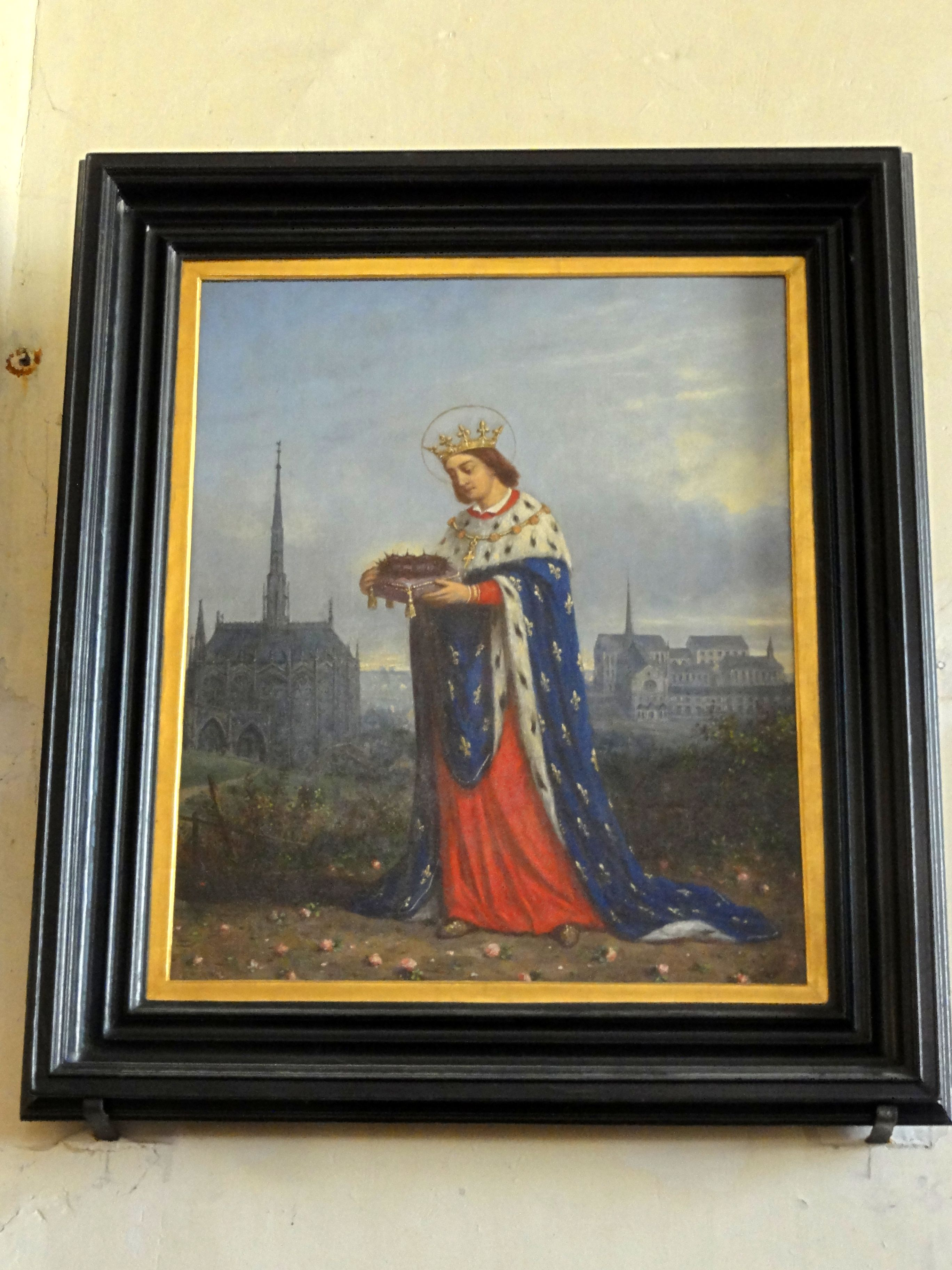
Saint Louis roi.
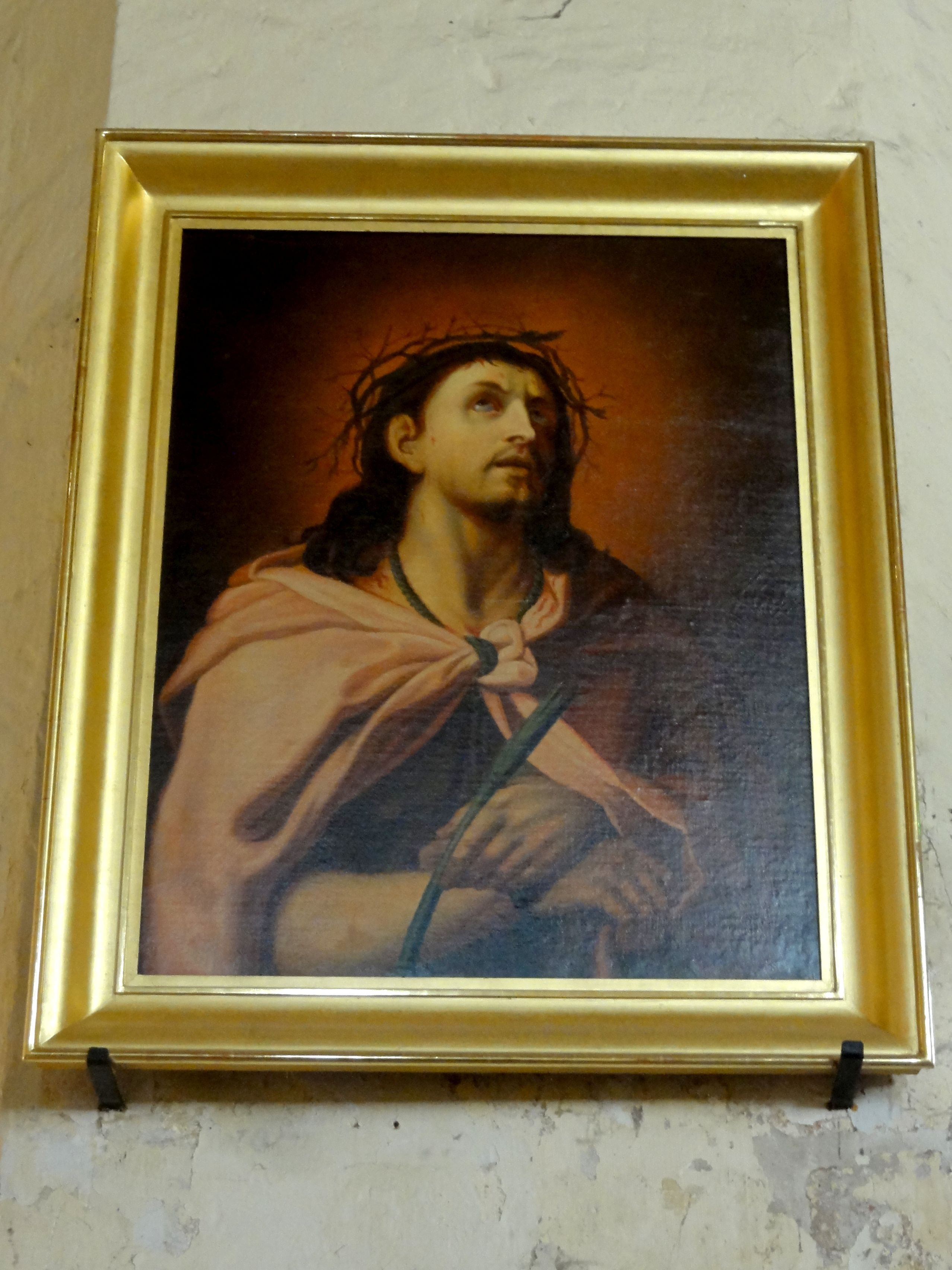
Ecce homo.

### Dalles funéraires

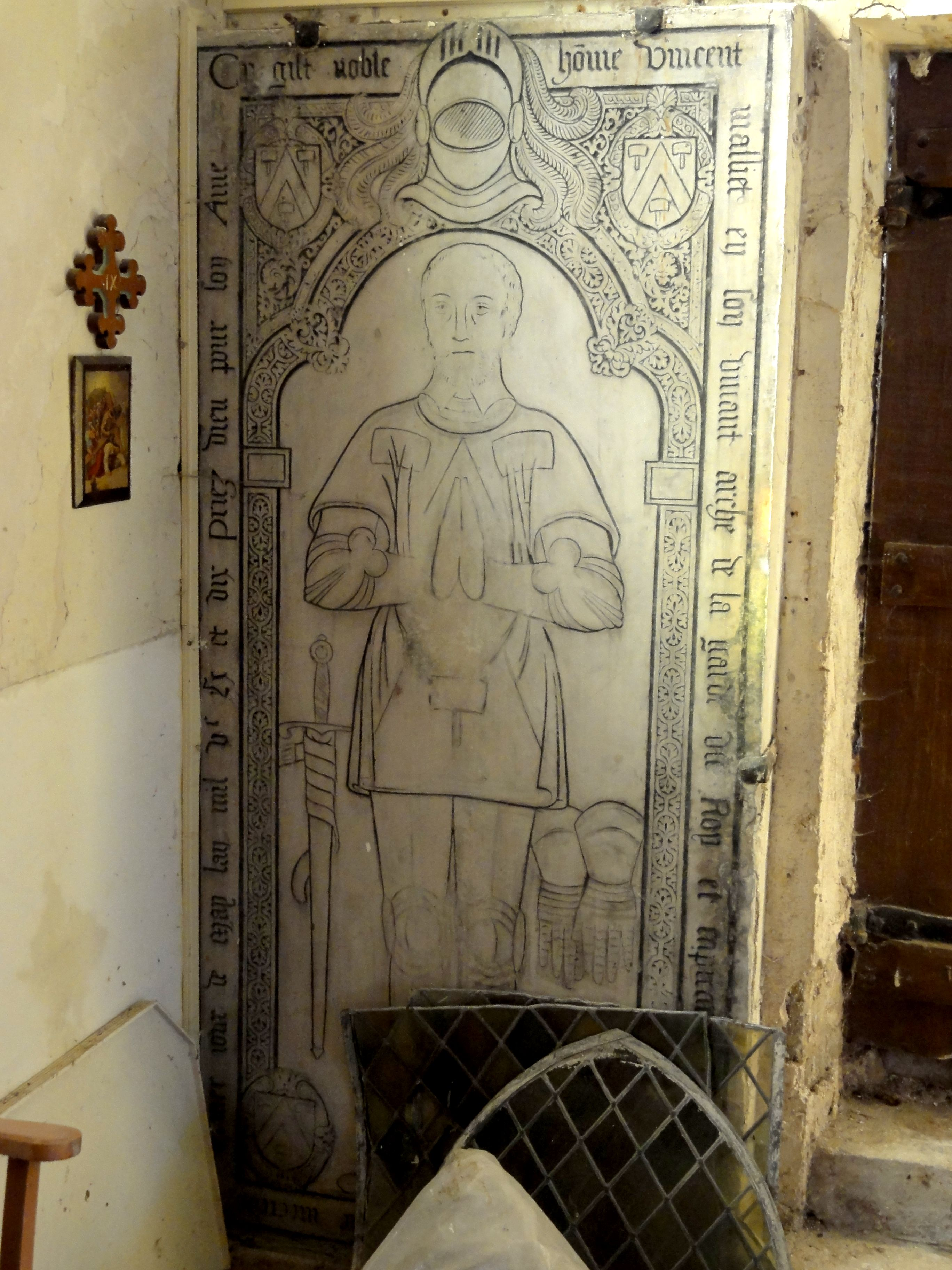
Dalle funéraire de Vincent Malliet.

L'église abrite six dalles funéraires qui restent encore entières. Elles ont été restaurées et redressées contre les murs. De nombreuses autres pierres tombales, exécutées en pierre de liais de bonne qualité, ont été découpées et employées pour les marches et le dallage du chœur. Des fragments des inscriptions ou du décor gravé restent visibles par endroits. Les cinq dalles les mieux conservées ont été classées monument historique au titre objet. On peut également citer la plaque commémorative pour André de Joigny, seigneur de Touteville, qui s'est noyé lors d'une baignade le 15 juin 1645, âgé de seulement quinze ans. Elle porte une inscription moralisante, invitant les paroissiens à la prudence pour éviter qu'un tel accident ne se répète.
- La dalle funéraire à effigie gravée d'un curé, mort en 1295. Son inscription n'a pas été relevée[15]. La dalle se trouve devant la tourelle d'escalier, au début de la nef.
- La dalle funéraire à effigie gravée de Vincent Malliet, mort le 31 mai 1570. Elle porte l'inscription suivante : « Cy gist noble home Vincent Malliet en son vivant archer de la garde du roy et capitaine du ... qui trespassa le dernier jour de may l'an mil Vc lX et dix, priez Dieu pour son âme »[16]. Son état de conservation est remarquable. Elle se trouve au début du bas-côté sud.
- La dalle funéraire à effigie gravée de Françoise Gernie, mort le 10 avril 1577. Elle porte l'inscription suivante : « Cy gist damoiselle Françoyse Gernie en son vivant femme de noble homme Mes[sire] Eustac[h]e de la Porte conseiller du Roy notre Sire et président en son parlement de Breta[i]gne laquelle trespassa le Xe jour d'a[p]vril l'an 1577 priez dieu pour son âme »[17]. Elle a été redressée contre le premier pilier au nord du chœur.
- La dalle funéraire à effigie gravée de Jehan Du Boys, mort le 2 avril 1605. Elle porte l'inscription suivante : « Cy gist Jehan du Boys en son vivant escuyer demeurant à Asnière sur Oise lequel trépassa le samedy second jour d'apvril veille du dimanche des Rameaulx l'an mil six cens cinq priez Dieu jour son âme »[18]. Elle a été redressée contre le pilier central au nord du chœur.
- La dalle funéraire à effigie gravée de Pierre de La Meschaussie, mort le 15 avril 1639. Elle porte l'inscription suivante : « Cy gist M. Pierre de la Meschaussie vivant chevalier de Meyrac décédé dans ce lieu le quinziesme jour d'april mil six cens trente neuf, priez Dieu pour son âme »[19]. Elle se trouve au début du bas-côté nord.
- La dalle funéraire de la famille de la Porte, seigneurs de Touteville de 1508-1620, est en grande partie effacée, et l'identité exacte des défunts n'est ainsi plus connue. Cette dalle se trouve dans l'angle sud-ouest de la chapelle latéral sud, et n'a pas été classée.

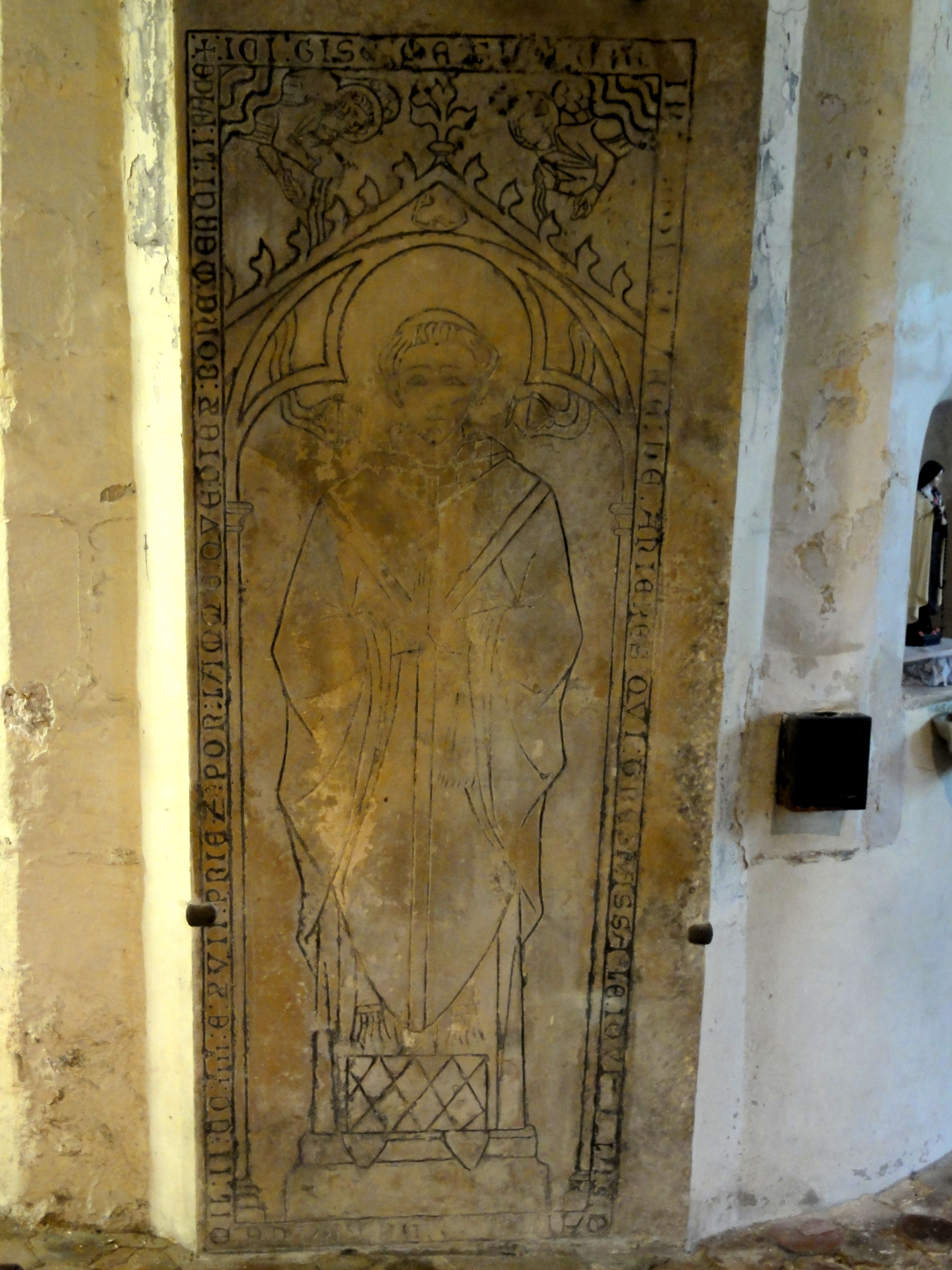
Dalle funéraire d'un curé mort en 1295.
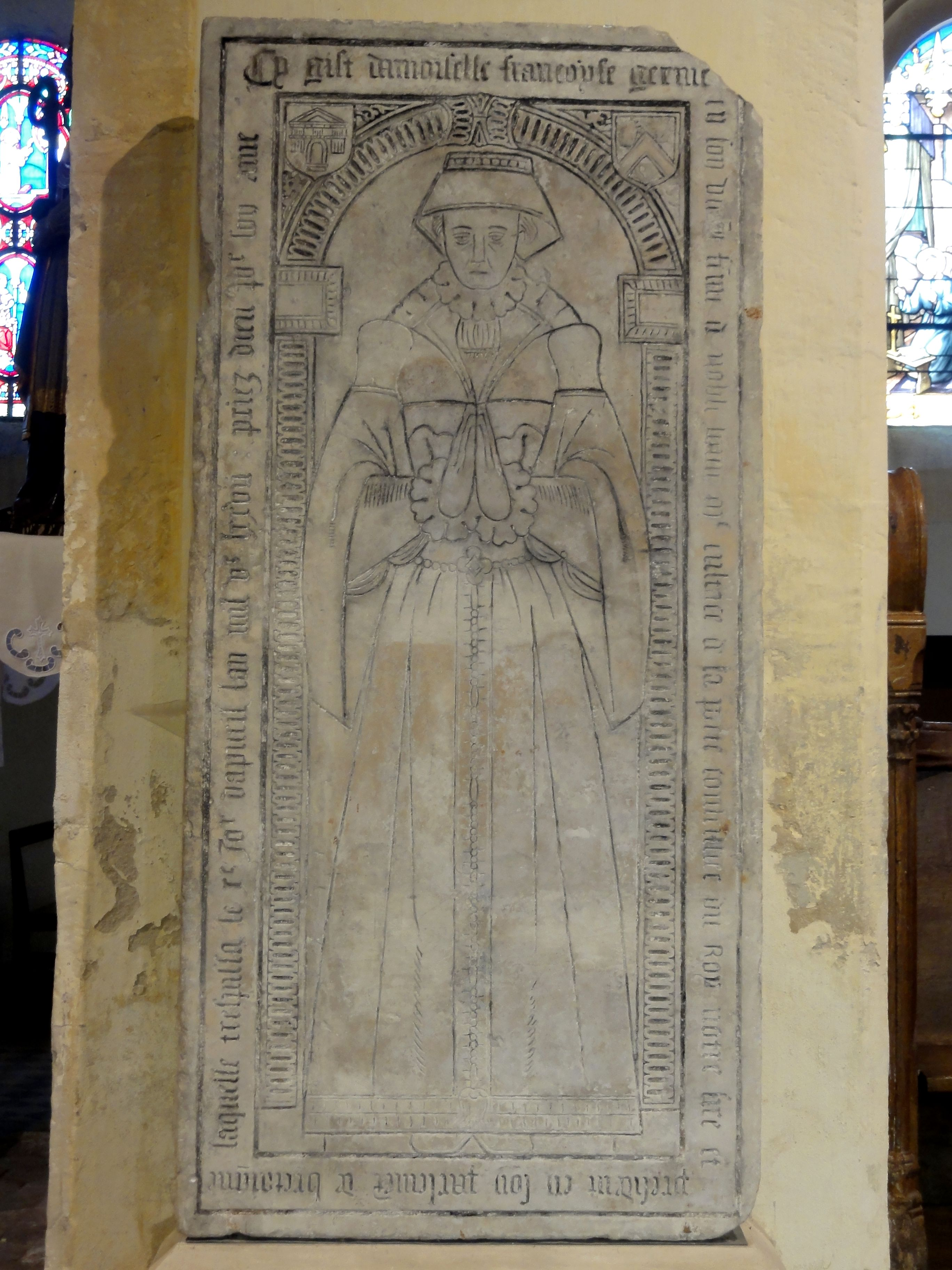
Dalle funéraire de Françoise Gernie.
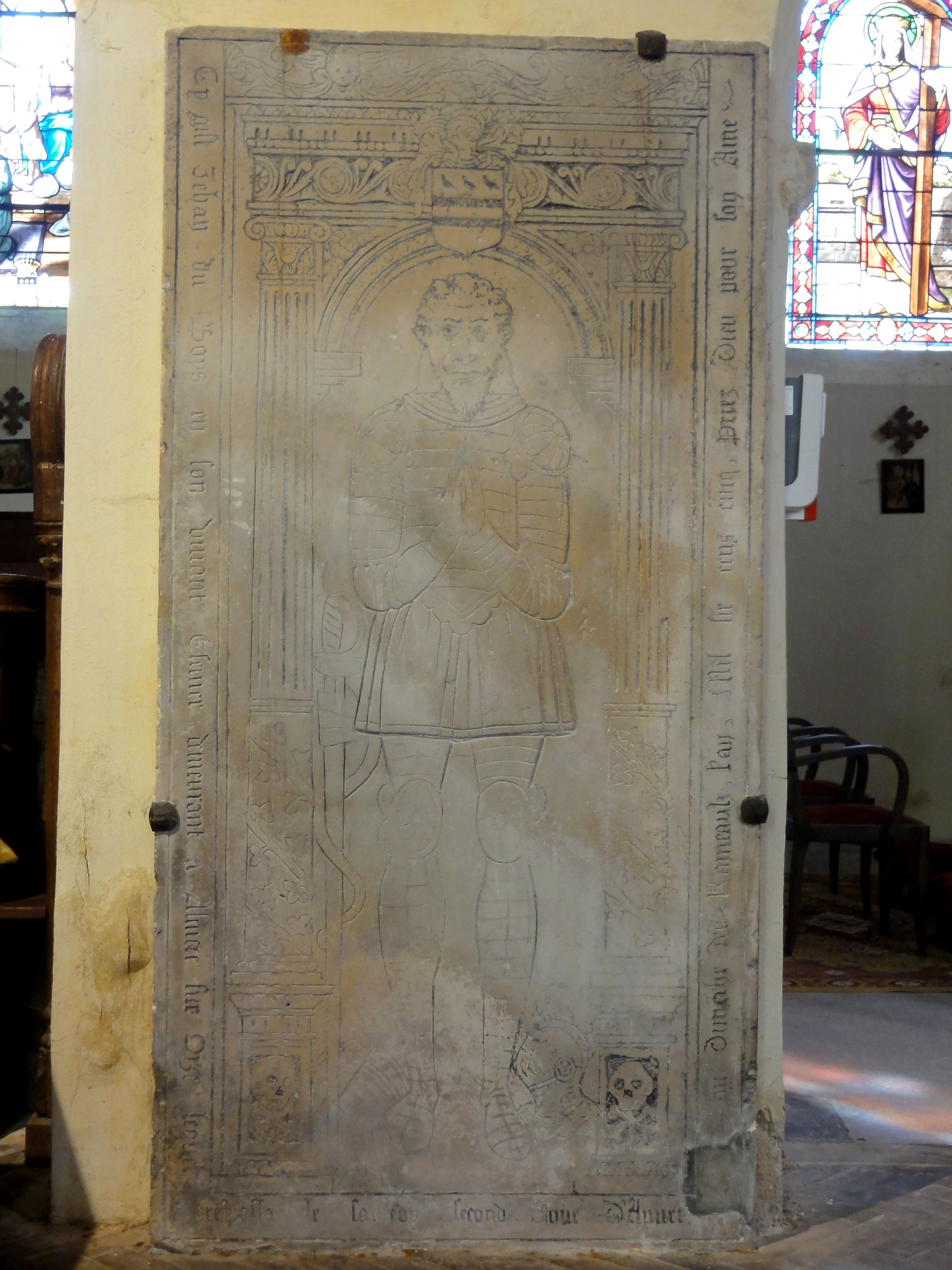
Dalle funéraire de Jehan du Boys.
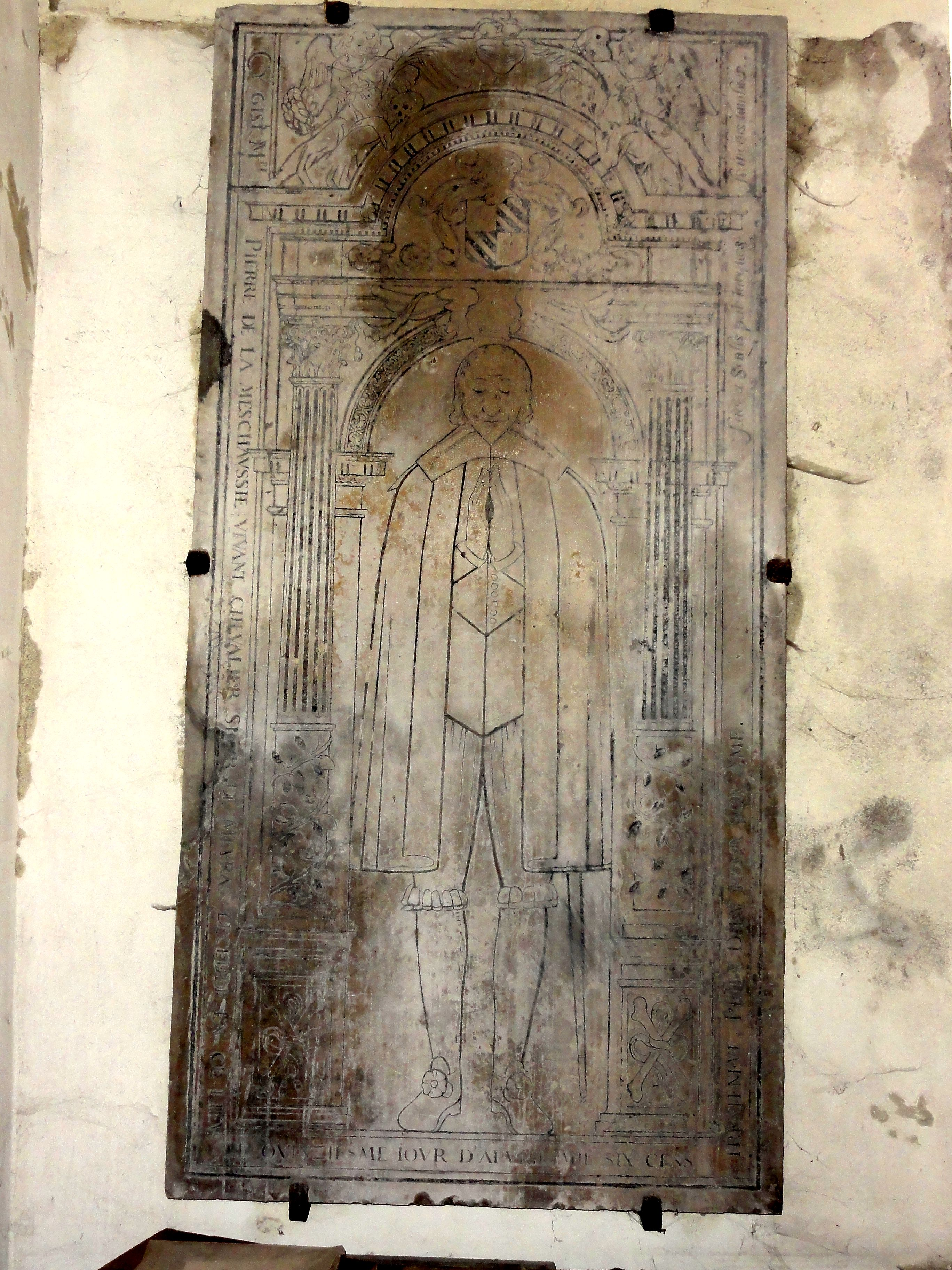
Dalle funéraire de Pierre de la Meschaussie.
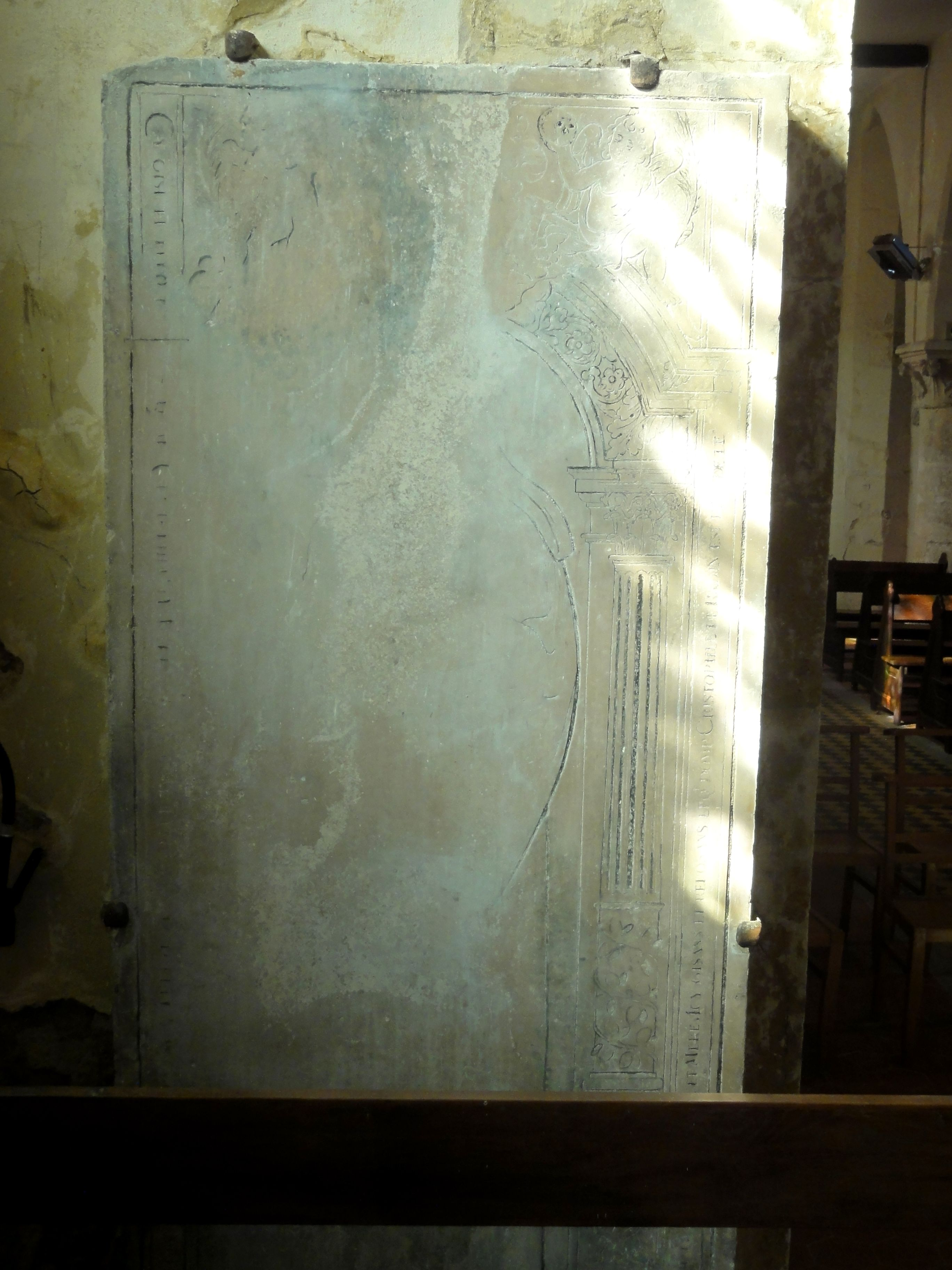
La dalle funéraire de la famille de la Porte.
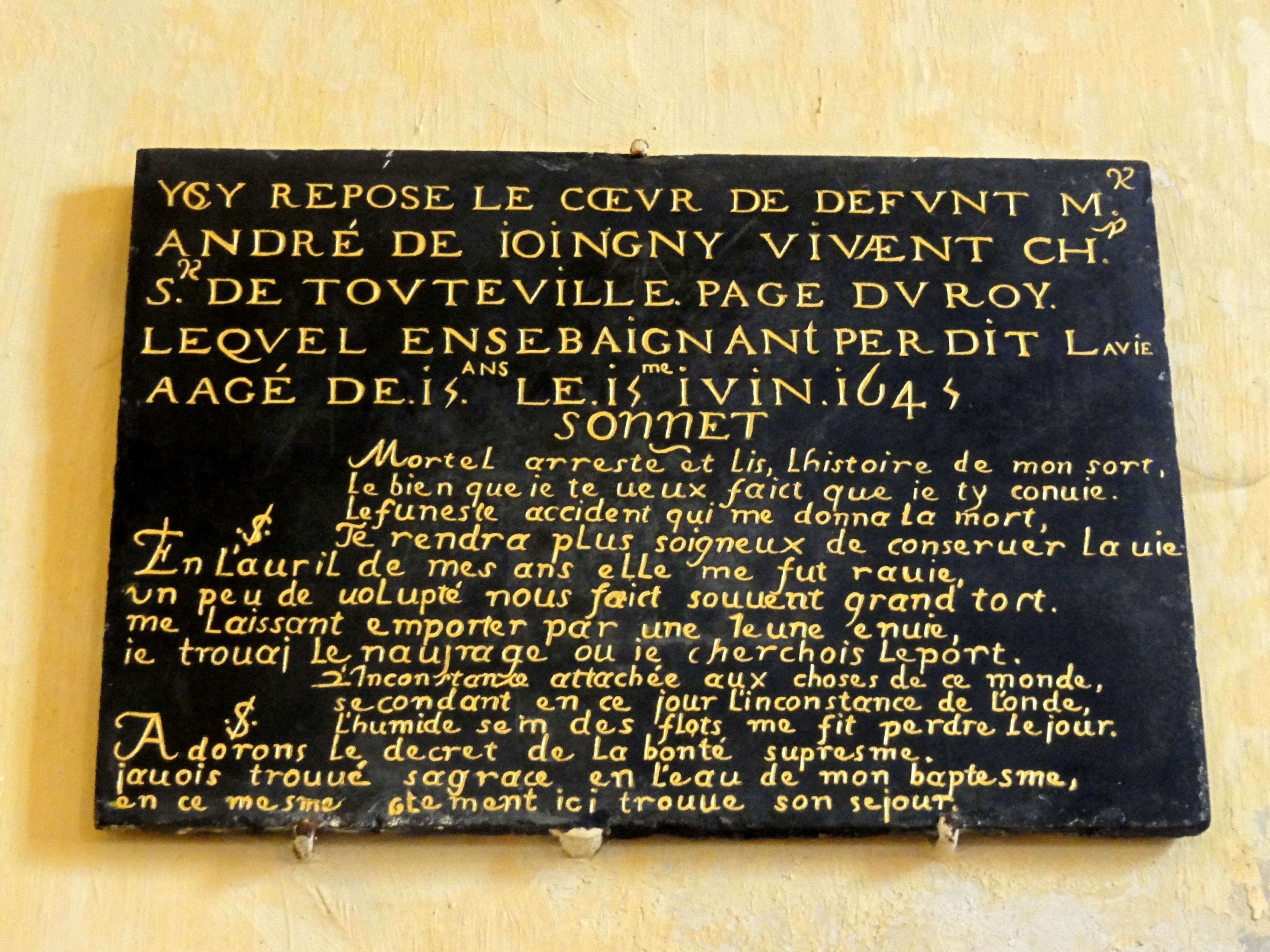
Épitaphe pour André Joingny.

### Vitraux
Le vitrail de saint François d'Assise, représentant plusieurs épisodes de sa vie, et offert par les époux Gardin en 1884, a été retiré. Sept vitraux peuvent actuellement être admirés dans l'église. Ils sont tous de styles différents, car commandé par des particuliers à divers ateliers, sans définition d'un programme iconographique. Ainsi, ils donnent un échantillon de la diversité de l'art du vitrail au dernier quart du XIXe siècle notamment.
- Vitrail de saint Joseph, réalisé par H. Ripeau à Versailles en 1934, à l'ouest du bas-côté sud. Ce vitrail a été cassé en 1972, puis restauré.
- Vitrail de Notre-Dame de Lourdes, offert par A. de G. en 1885, au sud de la dernière travée de la chapelle latérale sud.
- Les vitraux de l'Immaculée Conception et de l'Assomption de la Vierge Marie, peints par L. Petit au Chesnay sur de petits médaillons en 1893, dans le chevet de la chapelle latérale sud, dédiée justement à la Vierge.
- Vitrail de l'apparition de la Vierge à l'Enfant ou de l'enfance du Christ, confectionné par Rousselle à Beauvais et offert par la comtesse Lefebvre de Béhaine en 1891, dans la première travée de la chapelle latérale nord.
- Vitrail de l'Invention de la Sainte Croix par sainte Hélène, offert par le duc et la duchesse de Lesparre le 18 décembre 1879, au nord de la dernière travée de la chapelle latérale nord.
- Vitrail du baptême de Clovis Ier, exécuté par H. Garnier à Paris, au chevet de la chapelle latérale nord.

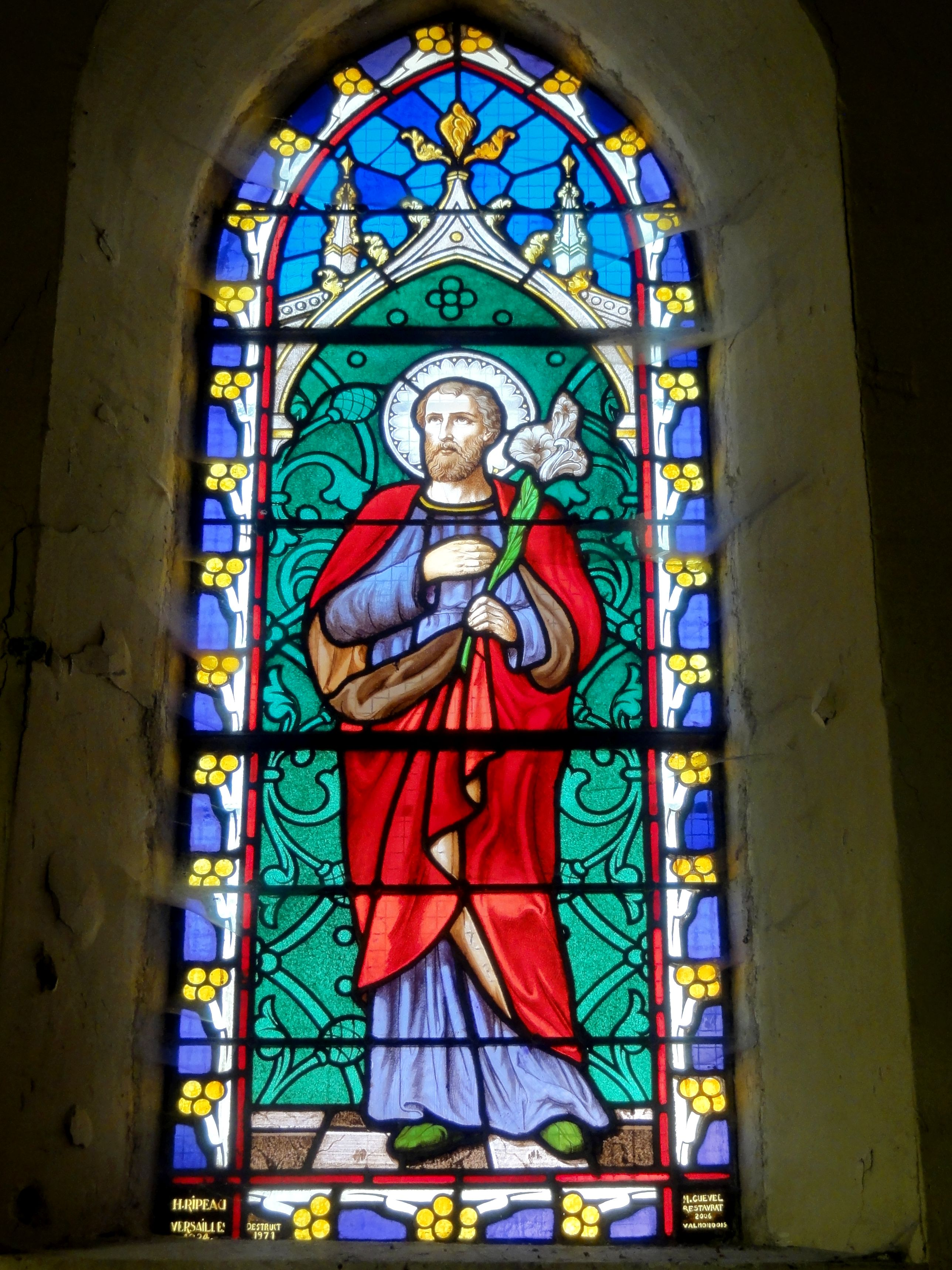
Saint Joseph.
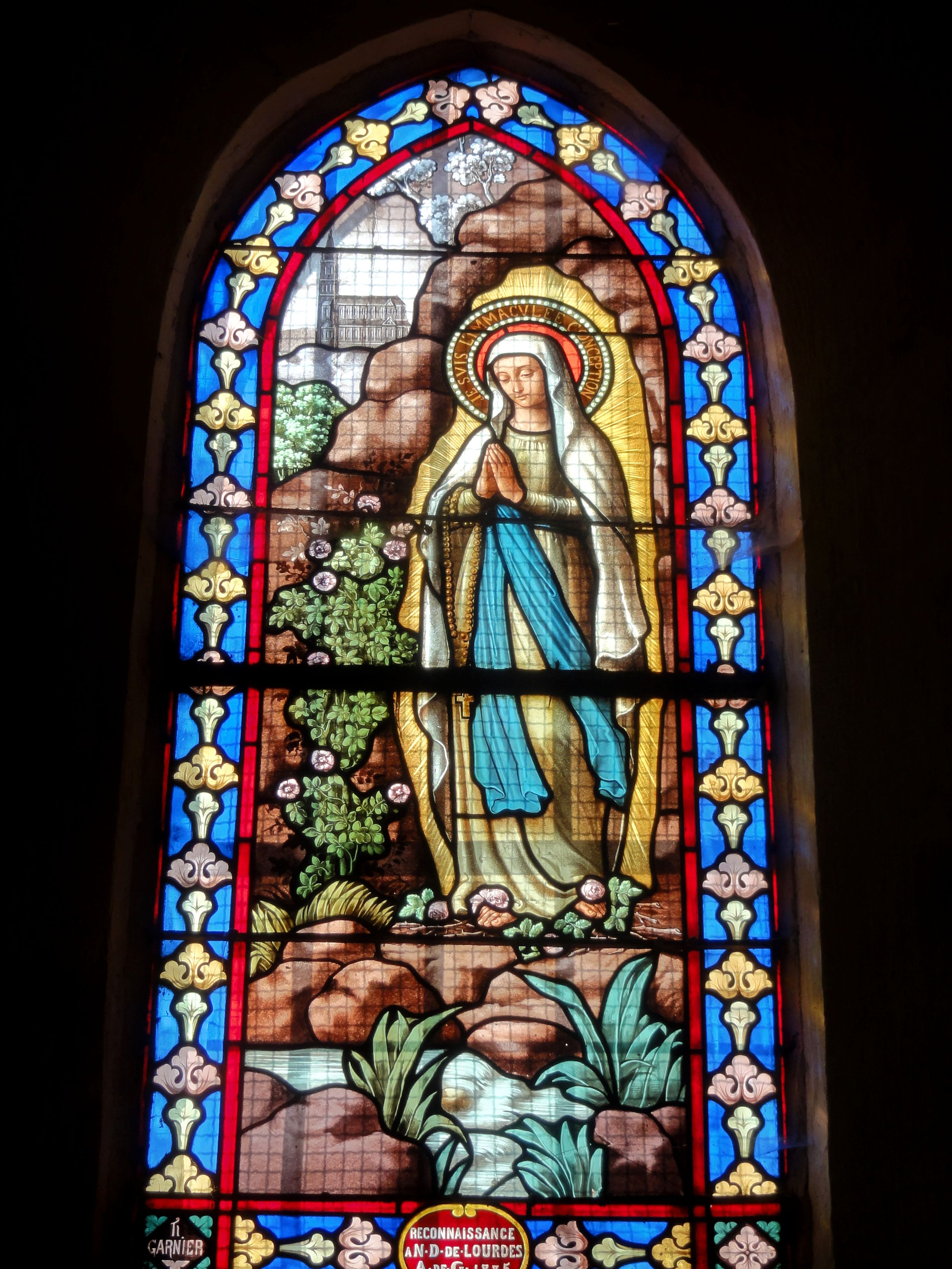
Notre-Dame de Lourdes.
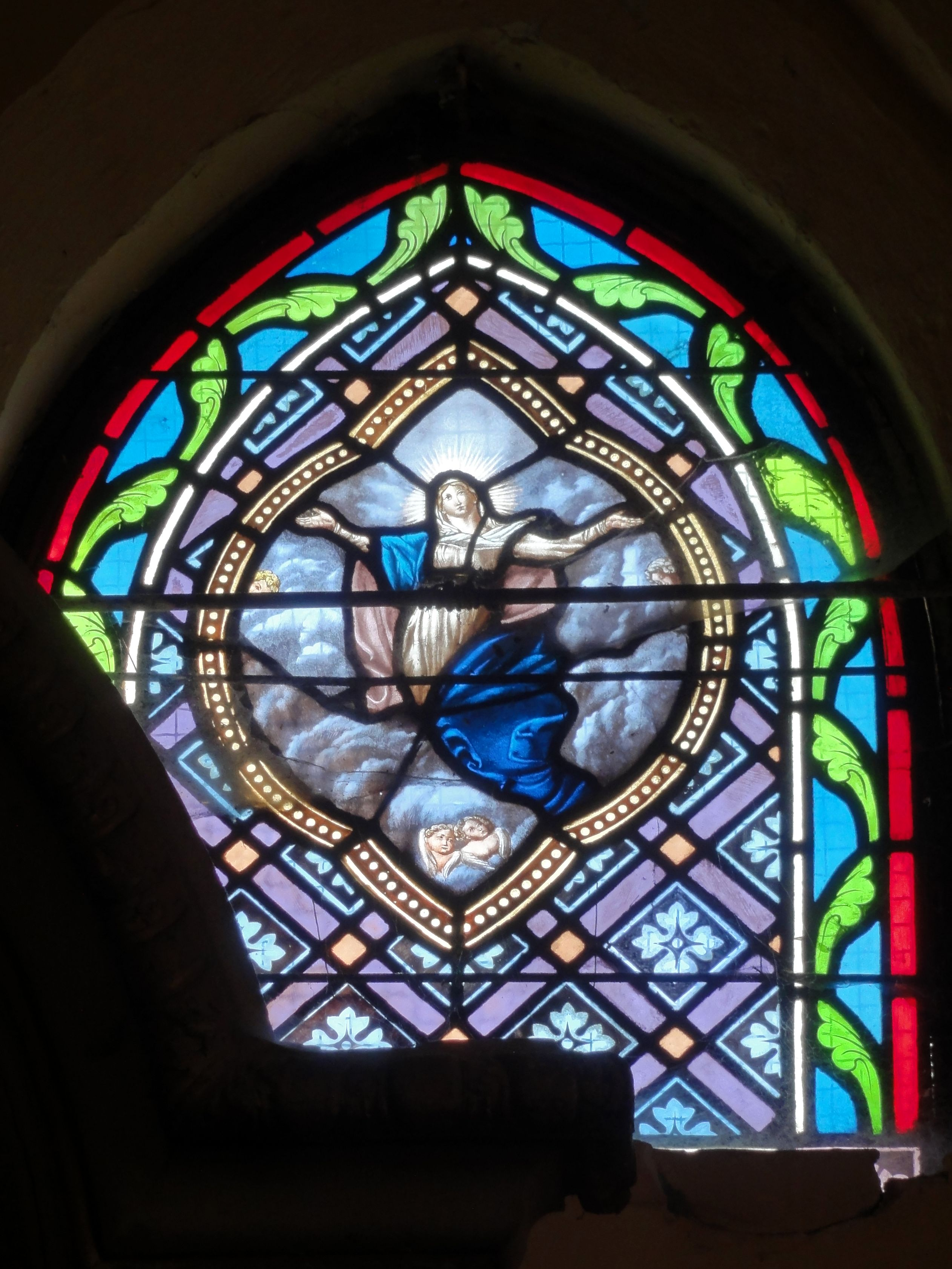
Assomption.
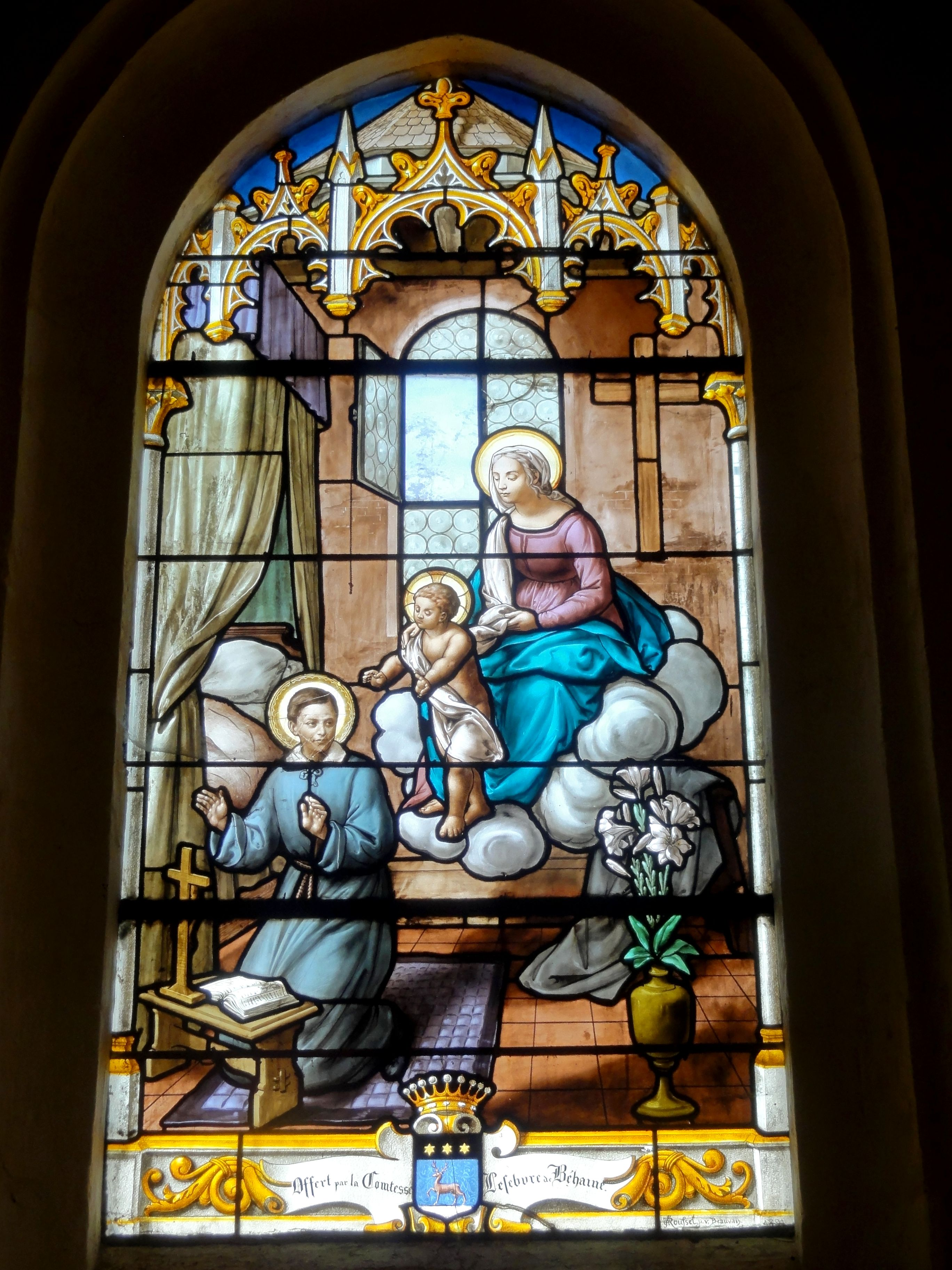
Enfance du Christ.
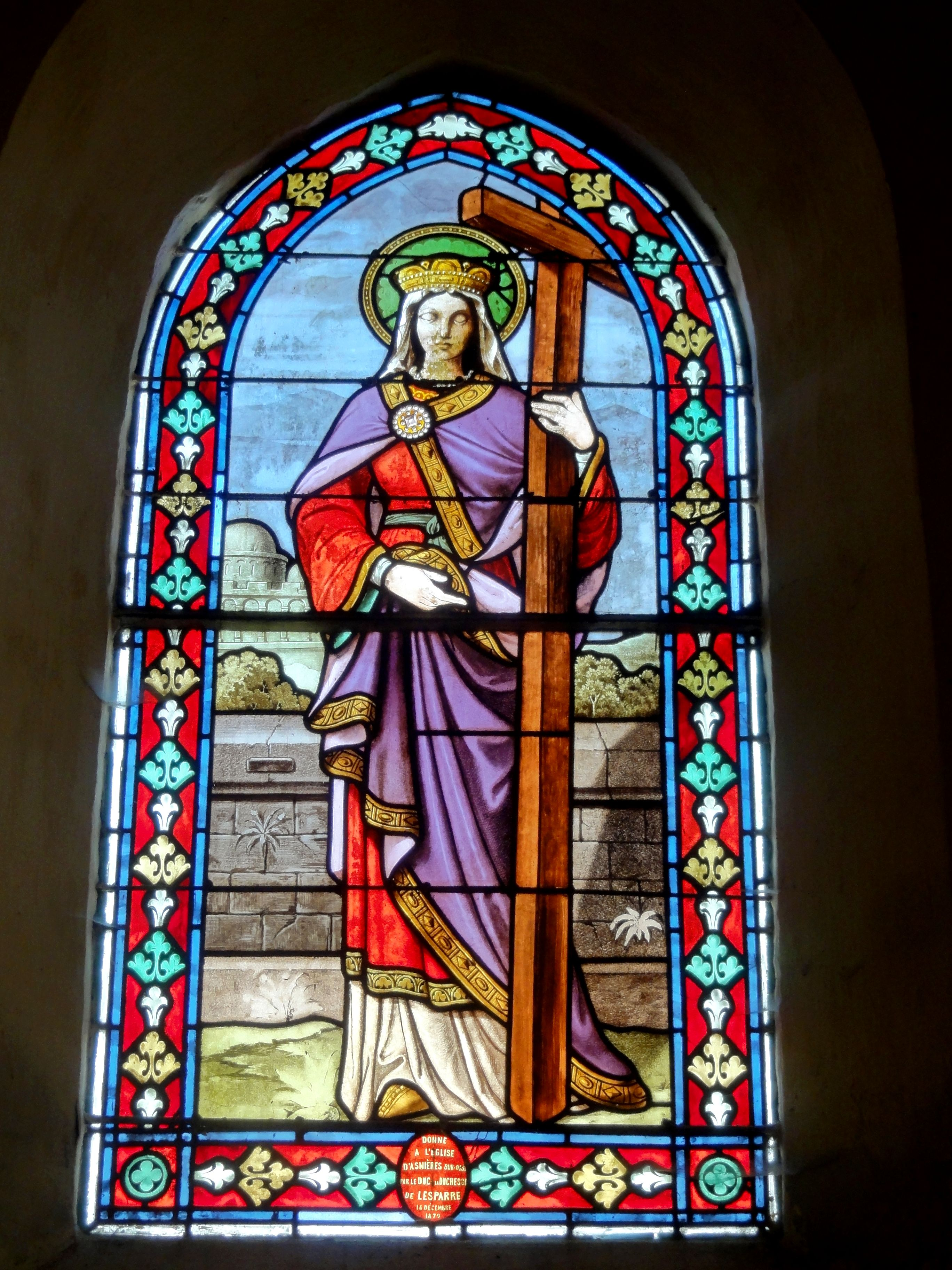
Sainte Hélène.
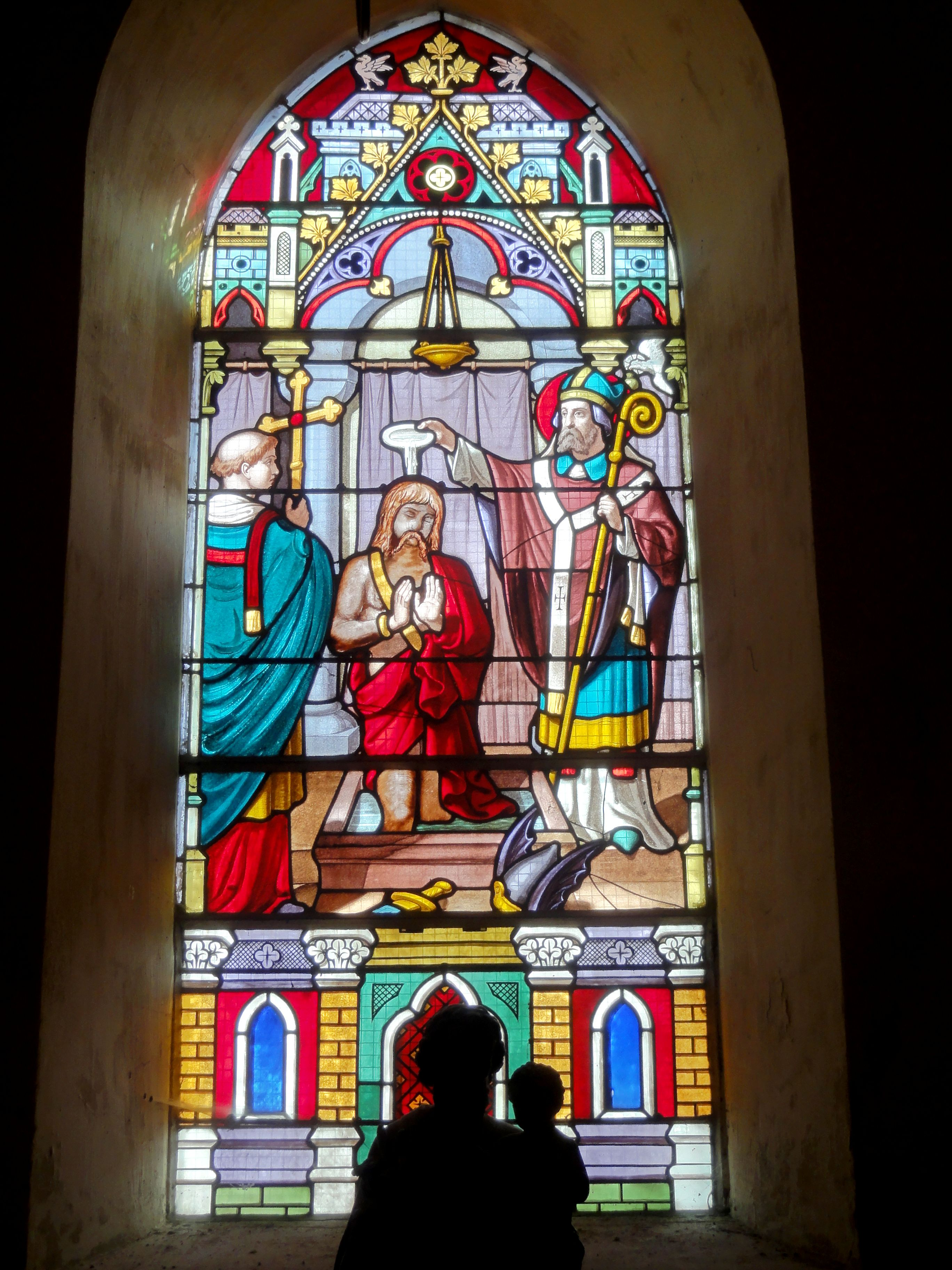
Baptême de Clovis.